# 1968

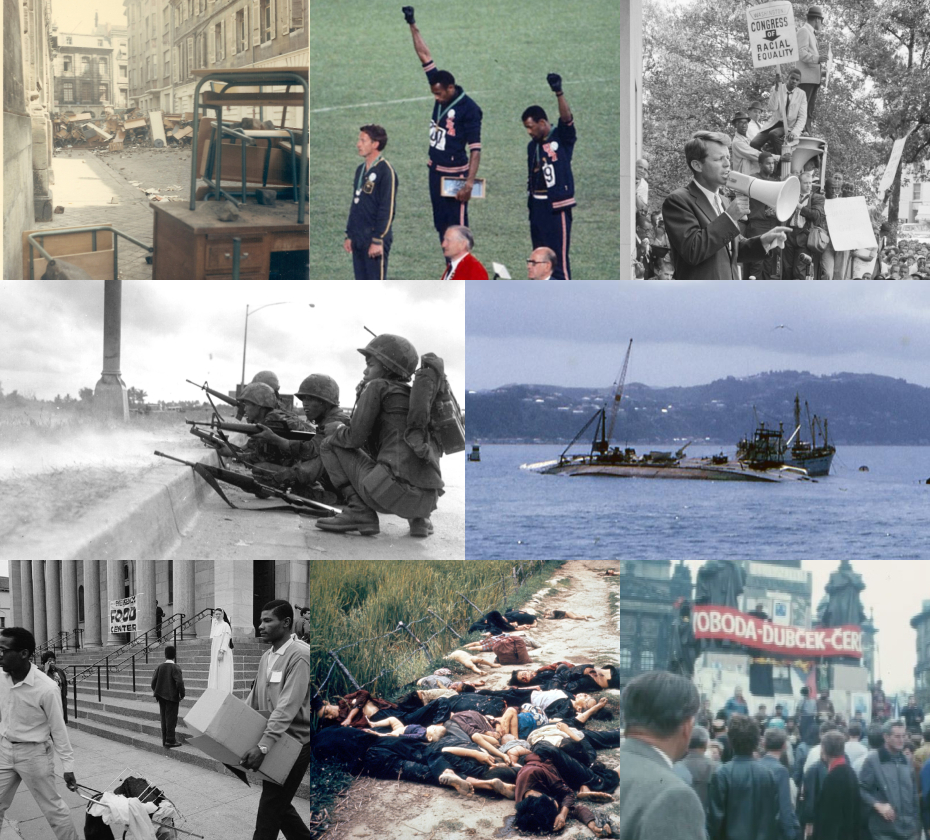
En el sentido de las agujas del reloj, desde arriba a la izquierda: la desobediencia civil de izquierda estalla en Francia en mayo; los atletas estadounidenses Tommie Smith y John Carlos levantan un puño enguantado de negro en apoyo de los derechos civiles; Robert F. Kennedy es asesinado en Los Ángeles mientras hacía campaña para la presidencia; el TEV Wahine se hunde en el puerto de Wellington, matando a 53 personas; la Primavera de Praga fue respondida con la invasión de Checoslovaquia por el Pacto de Varsovia; Las tropas estadounidenses perpetran una masacre en Vietnam, matando hasta 500 en un crimen de guerra muy publicitado y violaciones en masa; Voluntarios de la comunidad afroestadounidense distribuyen alimentos tras los disturbios en los Estados Unidos tras el asesinato de Martin Luther King Jr.; Soldados vietnamitas en Saigón durante la Ofensiva del Tet de la Guerra de Vietnam

1968 (MCMLXVIII) fue un año bisiesto comenzado en lunes según el calendario gregoriano. Fue declarado Año Internacional de los Derechos Humanos por la Organización de las Naciones Unidas.
El año se destacó por las protestas y otros disturbios que ocurrieron en todo el mundo.

## Efemérides
- 10 de diciembre: 20.º aniversario de la Declaración Universal de los Derechos Humanos.

## Acontecimientos

### Enero
- 1 de enero: en Saigón (Vietnam del Sur) la embajada de Estados Unidos es atacada por guerrilleros vietcong.
- 2 de enero: en el hospital Groote-Schuur de Ciudad del Cabo (Sudáfrica), el equipo del Dr. Christian Barnard realiza su segundo trasplante cardiaco, siendo Philip Blaiberg la segunda persona en recibir un corazón.
- 5 de enero: en Checoslovaquia comienza la Primavera de Praga.
- 6 de enero: en Argentina se funda el Partido Comunista Revolucionario.
- 7 de enero: Estados Unidos lanza la sonda espacial Surveyor 7 hacia la Luna.
- 9 de enero: se registra una nevada atípica en la Ciudad de México.[1]
- 10 de enero: el módulo de aterrizaje lunar estadounidense Surveyor 7 aterriza en la Luna.
- 14 de enero: en Sicilia, un terremoto deja un saldo de 231 muertos y 262 heridos.
- 21 de enero: en Thule (Groenlandia), se estrella un bombardero estadounidense B-52 Stratofortress con cuatro bombas atómicas a bordo.
- 21 de enero: en Vietnam el Viet Minh y el FNLV atacan la base aérea de Khe Sanh, dando comienzo a las fase preparatoria de la Ofensiva del Tet.
- 21 de enero: en Seúl (Corea del Sur), una unidad comando norcoreana intenta asesinar a Park Chung-hee en la Casa Azul, pero fracasa.
- 22 de enero: en Estados Unidos se lanza la nave espacial Apolo 5.
- 25 de enero: en el mar Mediterráneo frente a las costas de Israel se hunde el submarino israelí Dakar: 69 muertos.
- 31 de enero: Nauru se independiza del Australia.
- 31 de enero: en Saigón (Vietnam del Sur), soldados del Viet Cong atacan la embajada estadounidense durante las fases iniciales de la Ofensiva del Tet.

### Febrero
- 1 de febrero: de 1968 nace Lisa Marie Presley, la hija de Elvis Presley y Priscilla Ann Beaulieu
- 1 de febrero en Ciudad de El Cabo (Sudáfrica), el equipo del profesor Christian Barnard realiza satisfactoriamente su tercer trasplante de corazón.
- 2 de febrero: en Paraguay, el dictador Stroessner es reelegido como presidente en elecciones fraudulentas.
- 6 de febrero: en España, Paolo Delgado acierta de 14 resultados, por los que cobra 30 millones de pesetas.
- 9 de febrero: en España, se modifica la ley de Bases del Régimen Autónomo de Guinea Ecuatorial, paso definitivo hacia su independencia.
- 10 de febrero: en Nueva York finaliza la huelga del servicio de recogida de basura, de 10 días de duración.
- 11 de febrero: en China, fuerzas del Ejército chino controlan Pekín ante la agitación de los guardias rojos revolucionarios.
- 11 de febrero: en Oviedo se celebra el Congreso Provincial de Gitanos.
- 13 de febrero: en la Biblioteca Nacional de España (Madrid) se descubre un volumen de casi 700 páginas con anotaciones manuscritas y dibujos a mano de Leonardo da Vinci.
- 13 de febrero: en Nueva York, Galo Plaza Lasso, expresidente de Ecuador, es nombrado secretario general de la Organización de Estados Americanos.
- 13 de febrero: en Saigón (Vietnam) bombarderos estadounidenses del tipo B-52 atacan barrios periféricos de la ciudad (habitadas por civiles), con el objetivo de destruir unidades del Vietcong.
- 14 de febrero: en Nueva York, Estados Unidos se realiza la apertura del Madison Square Garden.
- 17 de febrero: San Sebastián (España) se autoriza la enseñanza del idioma vasco en las escuelas públicas.
- 18 de febrero: en Grenoble (Francia) el esquiador francés Jean-Claude Killy gana tres medallas de oro en los Juegos de Invierno.
- 20 de febrero: en el mar Egeo sucede un terremoto de 7,0 dejando un saldo de 20 muertos y 39 heridos.
- 21 de febrero: en Japón, un terremoto de 6,2 deja 3 muertos y 42 heridos.
- 23 de febrero: en Vietnam las fuerzas estadounidenses y del ERNV recuperan completamente la ciudad de Hué, que queda prácticamente destruida y dando por concluida la Ofensiva del Tet.
- 24 de febrero: en Estados Unidos, el Ministerio de Defensa suspende los vuelos de «previsión» realizados por aviones cargados con bombas atómicas.
- 24 de febrero: en el marco de la guerra de Vietnam, fuerzas estadounidenses efectúan el primer bombardeo del puerto fluvial de Hanói.
- 28 de febrero: en Chile, el Gobierno libera a los 5 guerrilleros (3 cubanos y 2 bolivianos) de la tropa del Che Guevara que lograron burlar el cerco del ejército boliviano y llegar a Chile.

### Marzo
- 6 de marzo: arriban a Cuba cinco de los sobrevivientes de la guerrilla internacionalista de Ernesto ''Che'' Guevara en Bolivia.
- 12 de marzo: Mauricio se independiza del Imperio británico (aunque queda bajo la Mancomunidad Británica de Naciones).
- 13 de marzo: en Charlotte (Estados Unidos), se funda el primer Rotaract Club bajo el patrocinio del Rotary Club, no obstante, ese mismo día se funda en la Ciudad de México el primer Club de manera no-oficial, cediéndose ese mismo día la segunda carta constitutiva.

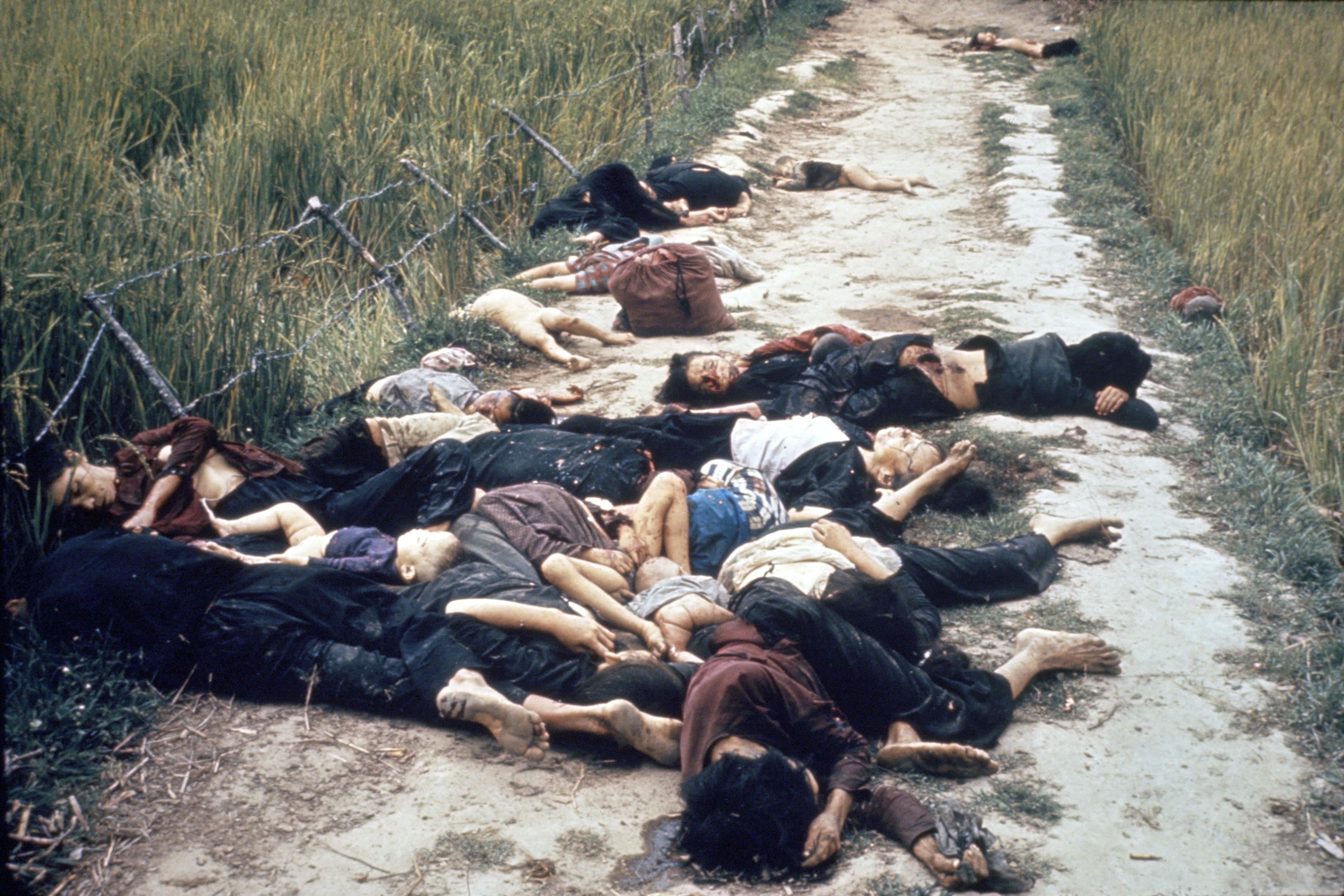
La masacre de My Lai (500 niños, mujeres y ancianos) perpetrada por Estados Unidos, causó un escándalo internacional.

- 16 de marzo: en la guerra de Vietnam, soldados estadounidenses matan a 504 de civiles (Matanza de My Lai).
- 22 de marzo: en Francia se inicia el movimiento que conduciría al Mayo Francés, con manifestaciones, huelgas y ocupaciones.

### Abril
- 1 de abril: en Japón, un terremoto de 7,5 y un tsunami dejan 1 muerto y 22 heridos.
- 2 de abril: España es readmitida en la Organización Europea de Investigaciones Espaciales.
- 4 de abril: en Memphis (Estados Unidos) es asesinado Martin Luther King cuando se preparaba para liderar una marcha.
- 6 de abril: en Londres, España gana por primera vez el Festival de la Canción de Eurovisión con el tema La, la, la representado por Massiel.
- 8 de abril: en el condado de San Diego, California, se registra un terremoto de 6,6.
- 18 de abril: en un pozo a 493 metros bajo tierra, en el área U10t del Sitio de pruebas atómicas de Nevada (a unos 100 km al noroeste de la ciudad de Las Vegas), a las 6:05 (hora local) Estados Unidos detona su bomba atómica Shuffle, de 20 kilotones. Es la bomba n.º 556 de las 1132 que Estados Unidos detonó entre 1945 y 1992.
- 23 de abril: en el Hôpital de la Pitié, en París (Francia) tiene lugar el cuarto trasplante de corazón en Europa.
- 23 de abril: en un pozo a 229 metros bajo tierra, en el área U19n del Sitio de pruebas atómicas de Nevada (a unos 100 km al noroeste de la ciudad de Las Vegas), a las 17:01 (hora local) Estados Unidos detona su bomba atómica n.º 555, Scroll, de 6 kilotones.
- 26 de abril: en un pozo artificial, a 1161 metros bajo tierra, en el área U del Sitio de pruebas atómicas de Nevada (a unos 100 km al noroeste de la ciudad de Las Vegas), a las 7:00 (hora local) Estados Unidos detona su bomba atómica n.º 556, Boxcar, de 1300 kilotones.

### Mayo
- Mayo francés: en Francia se realiza una revolución universitaria y posterior huelga general.
- 3 de mayo: en un pozo artificial, a 241 metros bajo tierra, en el área U3fz del Sitio de pruebas atómicas de Nevada (a unos 100 km al noroeste de la ciudad de Las Vegas), a las 8:00 (hora local) Estados Unidos detona su bomba atómica Hatchet, de 2 kilotones. Es la bomba n.º 557 de las 1132 que Estados Unidos detonó entre 1945 y 1992.
- 12 de mayo: en La Habana (Cuba), terroristas contrarrevolucionarios pagados por la CIA estadounidense provocan un incendio de grandes proporciones en varios almacenes ubicados en la calle Patria, entre Unión y Santovenia. Mueren los bomberos Elías Moya (al día siguiente) e Iván Lugo (el 14 de mayo). Un año después, en honor a estos dos revolucionarios, la Escuela Nacional de Bomberos ―creada en 1963 en el consejo popular Versalles-Coronela del municipio La Lisa― adoptó el nombre de «Mártires de la Calle Patria».[2]
- 14 de mayo: en una conferencia de prensa en Nueva York, el grupo británico de rock The Beatles anuncia la creación de Apple Records.
- 16 de mayo: en Japón se registra un terremoto de 8,3 que deja un saldo de 52 muertos y 330 heridos.
- 18 de mayo: en la ciudad de La Habana se celebra el primer torneo internacional de boxeo Giraldo Córdova Cardín.
- 19 de mayo: en México comienza el programa infantil En familia con Chabelo.
- 22 de mayo: unos 700 km al sudoeste de las Azores, el submarino estadounidense USS Scorpion se hunde con 99 hombres a bordo.
- 24 de mayo: en Nueva Zelanda se registra un terremoto de 7,1 causando la muerte de 3 personas y dejando otras 14 heridas.

### Junio
- 5 de junio: en Los Ángeles (California), disparan a Robert F. Kennedy, quien muere al día siguiente.
- 7 de junio: en España ETA asesina al guardia civil José Antonio Pardines Arcay.
- 7 de junio: en Reino Unido, se inicia la huelga de las costureras de Ford.
- 23 de junio: Tragedia de la Puerta 12 en Buenos Aires (Argentina) murieron 71 simpatizantes de Boca Juniors en el estadio Antonio V. Liberti.
- 29 de junio: en Costa Rica, el volcán Arenal entra en erupción y destruye dos aldeas. Mueren 87 personas.

### Julio
- 3 de julio:  La banda de rock The Doors, proveniente de Los Ángeles (California), publica su tercer álbum de estudio titulado: Waiting For The Sun
- 5 de julio: en la ciudad de Los Ángeles, la banda estadounidense The Doors da un inolvidable recital en el Hollywood Bowl posteriormente publicado en 1987, con una reedición en el año 2012.
- 5 de julio: en Pedrosa de la Vega (Palencia) el arqueólogo Javier Cortes Álvarez de Miranda descubre la villa romana de La Olmeda, considerada como uno de los yacimientos arqueológicos más importantes del mundo romano hispánico.
- 7 de julio: en el circuito de Rouen-Les-Essarts (Francia) fallece en accidente el piloto francés Jo Schlesser.
- 18 de julio: en California, los pioneros en semiconductores Robert Noyce y Gordon Moore fundan la empresa Intel (Integrated Electronics Corporation).
- 22 de julio: en Bolivia se decreta el estado de sitio.
- 25 de julio: en la Ciudad del Vaticano, el papa Pablo VI publica la encíclica Humánae vítae, en la que condena el uso de los anticonceptivos.
- 26 de julio: en Ciudad de México se produce un enfrentamiento entre estudiantes de diversas escuelas, universidades públicas y privadas contra la policía y militares, ocasionando la detonación e inicio del Movimiento de 1968 en México.
- 28 de julio: en Atenas (Grecia), el tema Iris de Louis Neefs, gana por Bélgica la I Olimpiada Mundial de la Canción.

### Agosto
- 2 de agosto: en Filipinas, un terremoto de 7,6 seguido de un tsunami dejan 271 muertos.
- 11 de agosto: en el Reino Unido, British Rail (la compañía principal de ferrocarriles del país) dice adiós a su último tren tirado por una locomotora de vapor.
- 12 de agosto: en Montevideo (Uruguay), la policía abre fuego contra una manifestación de estudiantes universitarios, y hiere a uno, Líber Arce, que fallecerá dos días después.
- 15 de agosto: en la isla de Célebes se registra un terremoto de 7,4 y un tsunami que dejan 200 muertos.
- 20 de agosto: tropas soviéticas, con 200 000 soldados y 5000 tanques, invaden Checoslovaquia y ponen fin a la Primavera de Praga.
- 22 de agosto: el papa Pablo VI visita Colombia.
- 26 de agosto: en Londres (Reino Unido) la banda británica The Beatles lanza su canción "Hey Jude".
- 26 de agosto: en Medellín (Colombia) se inicia la Segunda Conferencia General del Episcopado latinoamericano, bajo el lema «La iglesia en la actual transformación de América Latina a la luz del Concilio».
- 26 de agosto: en el Sitio de pruebas atómicas de Nevada (a unos 100 km al noroeste de la ciudad de Las Vegas), a las 8:30 (hora local), Estados Unidos detona a 91 m bajo tierra su bomba atómica Diana Moon, de 9 kilotones. Es la bomba n.º 573 de las 1132 que Estados Unidos detonó entre 1945 y 1992.
- 29 de agosto: en Inglaterra, la banda británica Pink Floyd lanza el álbum A Saucerful of Secrets.
- 29 de agosto: en el Sitio de pruebas atómicas de Nevada (a unos 100 km al noroeste de la ciudad de Las Vegas), a las 14:45 (hora local), Estados Unidos detona a 729 m bajo tierra su bomba atómica n.º 574, Sled, de 200 kilotones.
- 31 de agosto: en Irán, se registra un destructivo terremoto de 7,1 que deja un saldo de 15.000 muertos.

### Septiembre
- 3 de septiembre: en Turquía, un terremoto de 6,2 deja 29 muertos y 200 heridos.
- 6 de septiembre: Suazilandia se independiza del Imperio británico y se vuelve una monarquía dictatorial bajo el tirano Sobhuza II.
- 6 de septiembre: en el Sitio de pruebas atómicas de Nevada (a unos 100 km al noroeste de la ciudad de Las Vegas), a las 6:00 (hora local), Estados Unidos detona a 582 m bajo tierra su bomba atómica Noggin, de 120 kilotones. Es la bomba n.º 575 de las 1132 que Estados Unidos detonó entre 1945 y 1992.
- 12 de septiembre: a 332 m bajo tierra, en el Área U3fb del Sitio de pruebas atómicas de Nevada, a las 6:00 (hora local), Estados Unidos detona su bomba atómica n.º 576, Knife-A, de 209 kilotones.
- 14 de septiembre: la Unión Soviética lanza la sonda lunar Zond 5.
- 16 de septiembre: en la aldea San Miguel Canoa (México), pobladores linchan a cinco estudiantes de la Benemérita Universidad Autónoma de Puebla: solo sobreviven dos.[3]
- 16 de septiembre: Cuarta Bandera Nacional Mexicana. Adoptada el 16 de septiembre de 1968, por el presidente Gustavo Díaz Ordaz. El Escudo Nacional fue diseñado por Pedro Moctezuma Díaz Infante y Francisco Eppens Helguera.[3]
- 17 de septiembre: a 468 m bajo tierra, en el Área U2cms del Sitio de pruebas atómicas de Nevada, a las 6:00 (hora local), Estados Unidos detona su bomba atómica Stoddard, de 31 kilotones. Es la bomba n.º 577 de las 1132 que Estados Unidos detonó entre 1945 y 1992.
- 18 de septiembre: La nave espacial soviética Zond 5 voló alrededor de la Luna.
- 20 de septiembre: en Montevideo (Uruguay) la policía reprime con perdigones una manifestación de estudiantes contra la dictadura de Jorge Pacheco Areco, hiriendo a unos 40. Disparando contra las ambulancias, matan a Susana Pintos (27) y Hugo de los Santos (20).[4]
- 24 de septiembre: a 344 metros bajo tierra, en el área U12n.04 del Sitio de pruebas de Nevada, Estados Unidos detona su bomba atómica Hudson Seal, de 20 kilotones. (En comparación, la bomba de Hiroshima fue de 13 kilotones). Es la bomba n.º 577 de las 1054 que Estados Unidos hizo explotar entre 1945 y 1992.

### Octubre
- 2 de octubre: en la plaza de las Tres Culturas (Ciudad de México) ocurre la matanza de Tlatelolco en contra de un grupo de manifestantes la mayoría de ellos estudiantes de nivel medio superior y superior (UNAM -IPN), la cantidad de muertos aún es desconocida.[5]

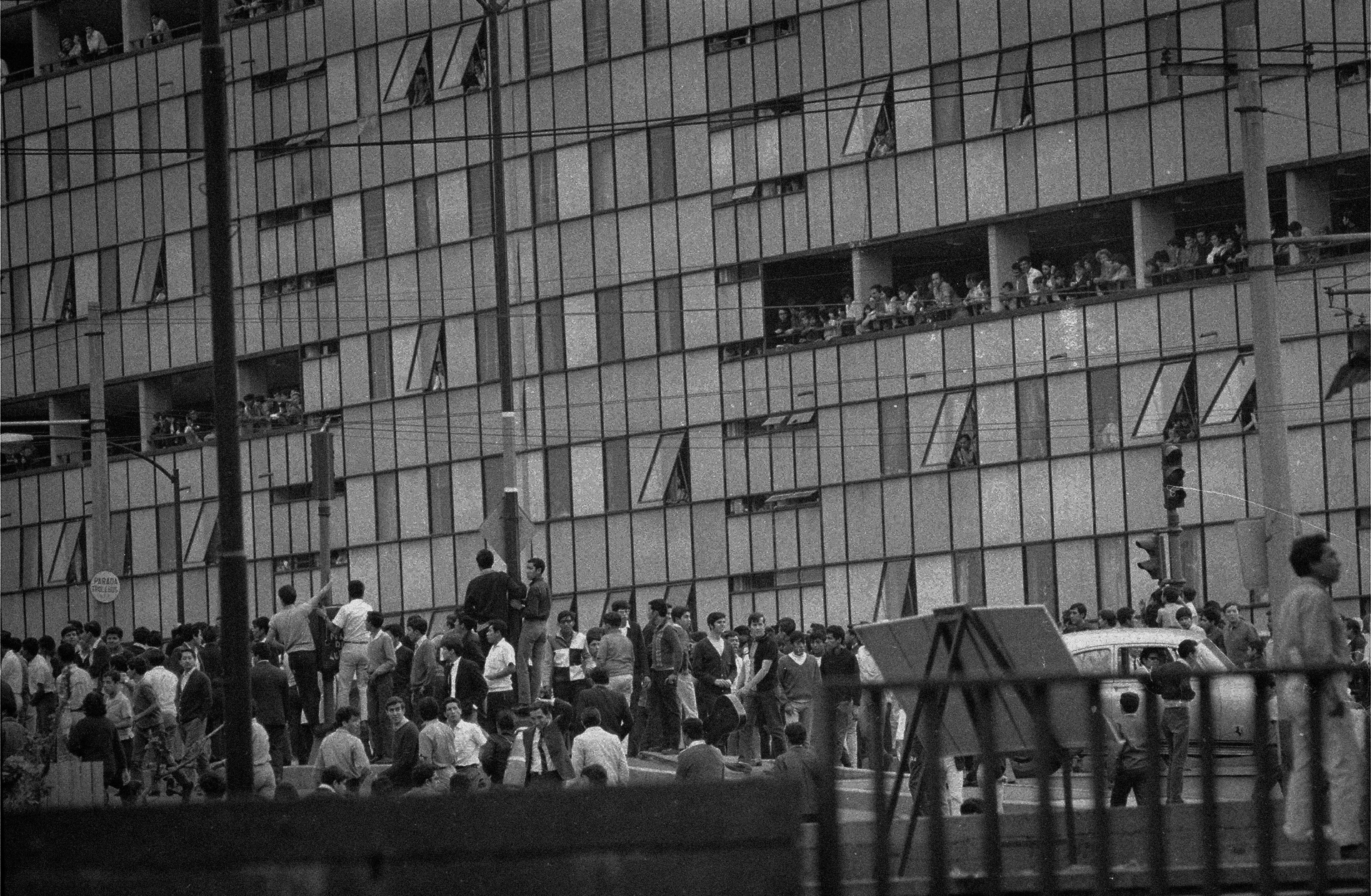
Mitin estudiantil en la Plaza de las Tres Culturas de Tlatelolco momentos antes de la masacre.

- 3 de octubre: en la ciudad de Lima (Perú) el general Juan Velasco Alvarado derroca al presidente electo Fernando Belaúnde Terry. Se inicia el régimen militar entre 1968 y 1980 conocido como el Gobierno Revolucionario de la Fuerza Armada.
- 3 de octubre: a 118 metros bajo tierra, en el área U3fs del Sitio de pruebas atómicas de Nevada (a unos 100 km al noroeste de la ciudad de Las Vegas), a las 6:00 (hora local), Estados Unidos detona su bomba atómica Welder, de menos de 20 kilotones. Media hora después, a 301 metros bajo tierra, detona la bomba Knife-C, de 3 kilotones. Son las bombas n.º 579 y 580 de las 1132 que Estados Unidos detonó entre 1945 y 1992.
- 6 de octubre: en Puebla (México), el Puebla Fútbol Club inaugura el estadio Cuauhtémoc.
- 10 de octubre: a 195 metros bajo tierra, en el área U9cf del Sitio de pruebas atómicas de Nevada (a unos 100 km al noroeste de la ciudad de Las Vegas), a las 6:30 (hora local) Estados Unidos detona su bomba atómica Vat, de 1 kilotón. Es la bomba n.º 581 de las 1132 que Estados Unidos detonó entre 1945 y 1992.
- 11 de octubre: en la ciudad de Panamá el teniente Omar Torrijos y el mayor Boris Martínez dan un golpe de Estado contra el presidente Arnulfo Arias Madrid e imponen una Junta Provisional de Gobierno que suprime todas las libertades y derechos políticos de la ciudadanía panameña, y eliminan la Constitución de 1946. Se inicia un período revolucionario y de lucha antiestadounidense que lleva a la firma de los Tratados Torrijos Carter el 7 de septiembre de 1977. El gobierno militar durará 21 años.

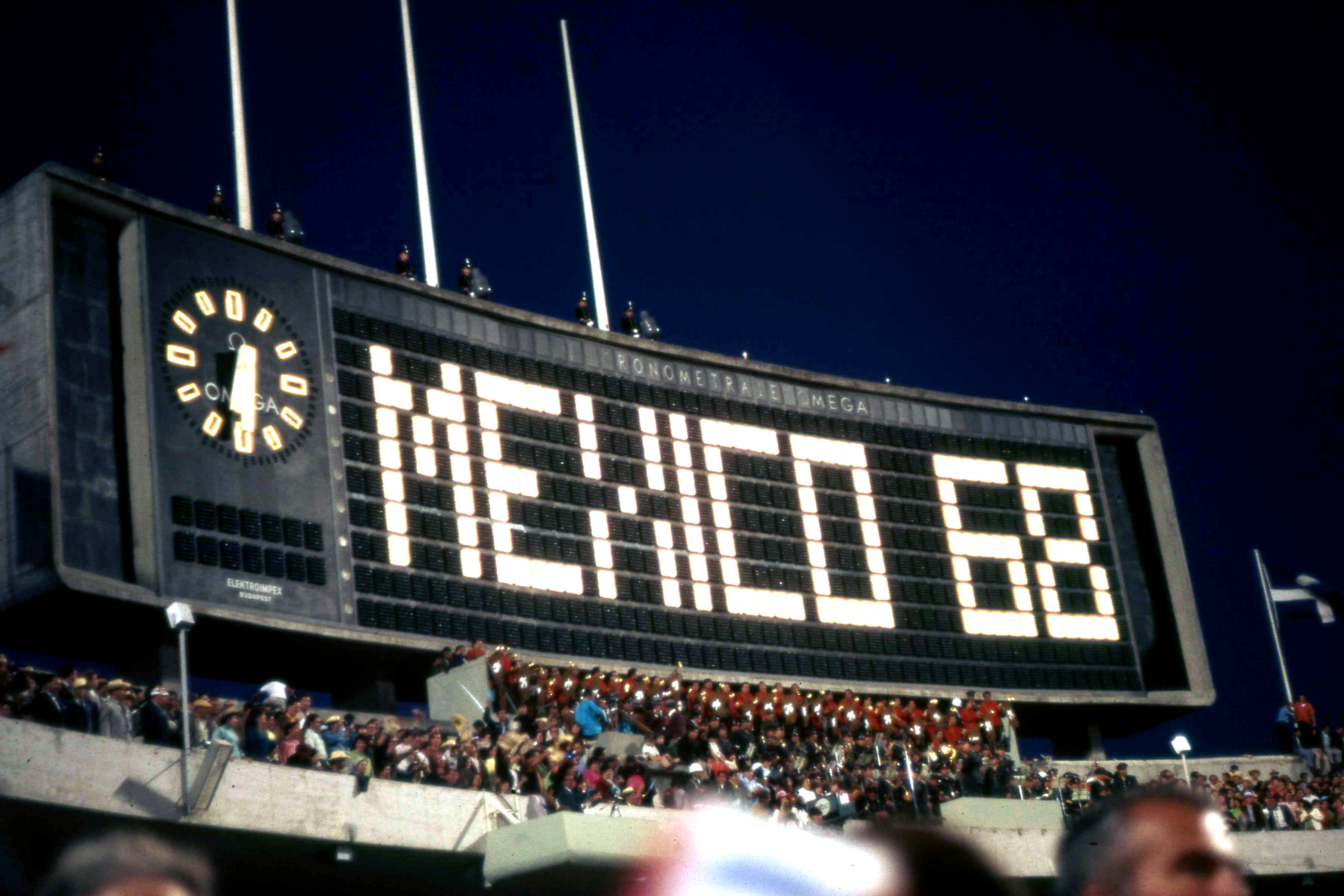
Inauguración de los XIX Juegos Olímpicos.

- 12 de octubre: en la Ciudad de México se inauguran los XIX Juegos Olímpicos.[5]
- 12 de octubre: en Guinea Ecuatorial, Fernando Poo y Río Muni se independizan de España y se convierten en república.
- 14 de octubre: un terremoto de 6,5 sacude la ciudad australiana de Meckering dejando 28 heridos y daños estimados en 2,2 millones de dólares.
- 16 de octubre: en el Old Trafford, el club de fútbol Estudiantes de La Plata se consagra campeón del mundo frente al Manchester United.
- 27 de octubre: en el estadio de la Ciudad Universitaria de México se realiza la solemne ceremonia de clausura de los XIX Juegos Olímpicos modernos.[6]

### Noviembre
- 4 de noviembre: sucede el Gran Evento de Nueva Madrid; una serie de terremotos que afectan el medio este de los Estados Unidos, y a ciudades como Chicago, Memphis y St. Louis.
- 5 de noviembre: Elecciones presidenciales de Estados Unidos de 1968. El republicano Richard Nixon derrota al candidato demócrata Hubert Humphrey por un estrecho margen de votos populares y por una ventaja reducida de 301 votos electorales frente a 191 de los demócratas.
- 5 de noviembre: en Puerto Rico, Luis A. Ferre del Partido Nuevo Progresista es electo gobernador luego de 20 años bajo dominio del Partido Popular Democrático. Obtiene 400,815 votos.
- 9 de noviembre: en el estado de Illinois se registra un terremoto de 5,3 que causa daños estructurales en edificios.
- 11 de noviembre: en la guerra de Vietnam comienza la Operación Commando Hunt, que dejará caer 3 millones de toneladas de bombas sobre Laos.
- 11 de noviembre: en Maldivas se declara la segunda República.
- 14 de noviembre: en Estados Unidos, la Universidad de Yale anuncia que se convertirá en coeducativa.
- 17 de noviembre: el «partido de Heidi»: la televisora NBC corta 1 minuto y 5 segundos antes del final del partido de fútbol americano entre los Oakland Raiders y los New York Jets para emitir la película prevista Heidi. Los fanes no pudieron ver que Oakland (que venía perdiendo 29 a 32) ganó por 43 a 32; miles de enfurecidos fanes inundaron la central telefónica de NBC para quejarse.
- 22 de noviembre: en Londres, el grupo de rock The Beatles lanza su Álbum blanco.

### Diciembre
- 1 de diciembre: Rafael Caldera gana las elecciones presidenciales en Venezuela.

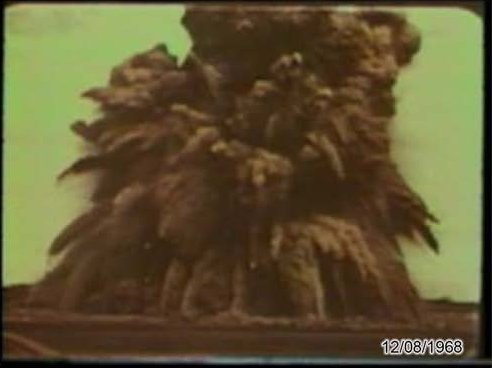
La bomba atómica estadounidense Schooner, del 8 de diciembre.

- 3 de diciembre: Elvis Presley regresa al panorama musical, con un programa de una hora de duración, desde el canal NBC, titulado Elvis NBC TV Special, alcanzando el mejor dato de audiencia para la cadena en esa temporada. Después de este especial, abandonó su carrera en Hollywood, y volvió a las actuaciones en directo, a partir del año siguiente en Las Vegas.
- 8 de diciembre: en un pozo a 111 metros bajo tierra, en el área U20u del Sitio de pruebas atómicas de Nevada (a unos 100 km al noroeste de la ciudad de Las Vegas), a las 8:00 (hora local) Estados Unidos detona su bomba atómica Schooner, de 30 kilotones. Es la bomba n.º 595 de las 1131 que Estados Unidos detonó entre 1945 y 1992.
- 9 de diciembre: en San Francisco, Douglas Engelbart demuestra públicamente su revolucionario sistema NLS de hipertexto.
- 10 de diciembre: en Tokio (Japón) se comete el robo más grande en la historia de ese país (300 millones de yenes), aún irresuelto.
- 10 de diciembre: en Chile inicia las emisiones del canal TVN (Televisión Nacional de Chile).
- 11 de diciembre: en los Estados Unidos se estrena la película Oliver!, basada en el exitoso musical de Londres y Broadway, y que ya había sido estrenada en Inglaterra. Ganará el premio Óscar a la mejor película.
- 12 de diciembre: en un pozo a 130 metros bajo tierra, en el área U3gq del Sitio de pruebas atómicas de Nevada (a unos 100 km al noroeste de la ciudad de Las Vegas), a las 7:00 (hora local) Estados Unidos detona su bomba atómica Bay Leaf, de menos de 20 kilotones. Diez minutos después, detona simultáneamente seis bombas atómicas, también subterráneas y a pocos kilómetros de distancia unas de otras: Tyg 1 a 6, de entre 1 y 20 kilotones cada una. Diez minutos después (a las 7:20) detona su bomba Scissors, de 1 kilotón. Son las bombas n.º 596 a 603 de las 1131 que Estados Unidos detonó entre 1945 y 1992.
- 13 de diciembre: en Brasil, el dictador Artur da Costa e Silva decreta la quinta acta institucional, que durará hasta 1978 y marcará el comienzo de los peores años de la dictadura militar.
- 22 de diciembre: en China, Mao Zedong ordena que los jóvenes educados en la ciudad se reeduquen en el campo. Comienza el movimiento «Subamos a las montañas y bajemos a los pueblos».
- 24 de diciembre: el Apolo 8 es la primera nave espacial de la Historia humana que entra en órbita lunar. Los astronautas Frank Borman, Jim Lovell y William A. Anders se convierten en los primeros seres humanos que ven la cara oculta de la Luna (y el planeta Tierra entero).

### Sin fecha
- En Tasmania se deroga la pena de muerte.
- En Hertford (Reino Unido) se funda la banda británica Deep Purple.
- En Cincinnati (Ohio) se funda el club de fútbol americano Cincinnati Bengals
- En España y Francia se inicia el servicio Barcelona-París en el Talgo III RD como tren hotel; enlaza las dos fronteras sin necesidad de cambiar de convoy.
- En Alemania los hermanos Gerhard Schmid y Betty Hauer fundan Nzg modelos (en español)

## Nacimientos

### Enero
- 1 de enero: Morti, músico y cantante español.
- 1 de enero: Davor Šuker, futbolista croata.

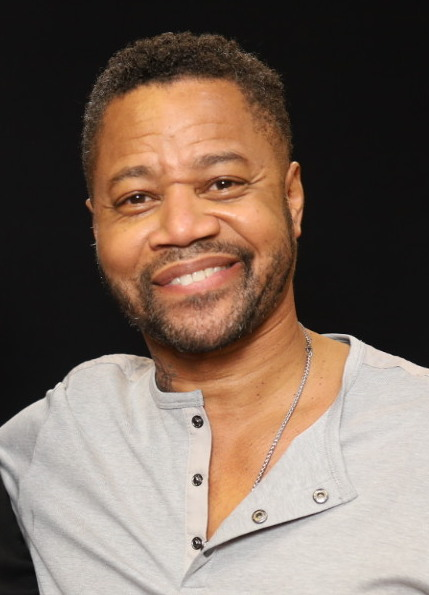
Cuba Gooding Jr..

- 2 de enero: Cuba Gooding Jr., actor estadounidense.
- 2 de enero: Anky van Grunsven, amazona neerlandesa de equitación.
- 2 de enero: Hugo Martínez, diplomático y político salvadoreño.
- 4 de enero: Mara Escalante, actriz, comediante y productora mexicana.
- 4 de enero: Walter Piancioli, cantante, compositor, productor, tecladista y guitarrista argentino de rock.
- 5 de enero: DJ BoBo, cantante suizo.
- 5 de enero: Marcela Mardones, científica chilena, ecuatoriana por naturalización.
- 6 de enero: Sandra Coscio, periodista y productora boliviana.
- 6 de enero: Miguel Iza, actor y director de teatro peruano.
- 6 de enero: John Singleton, cineasta estadounidense (f. 2019).[7]

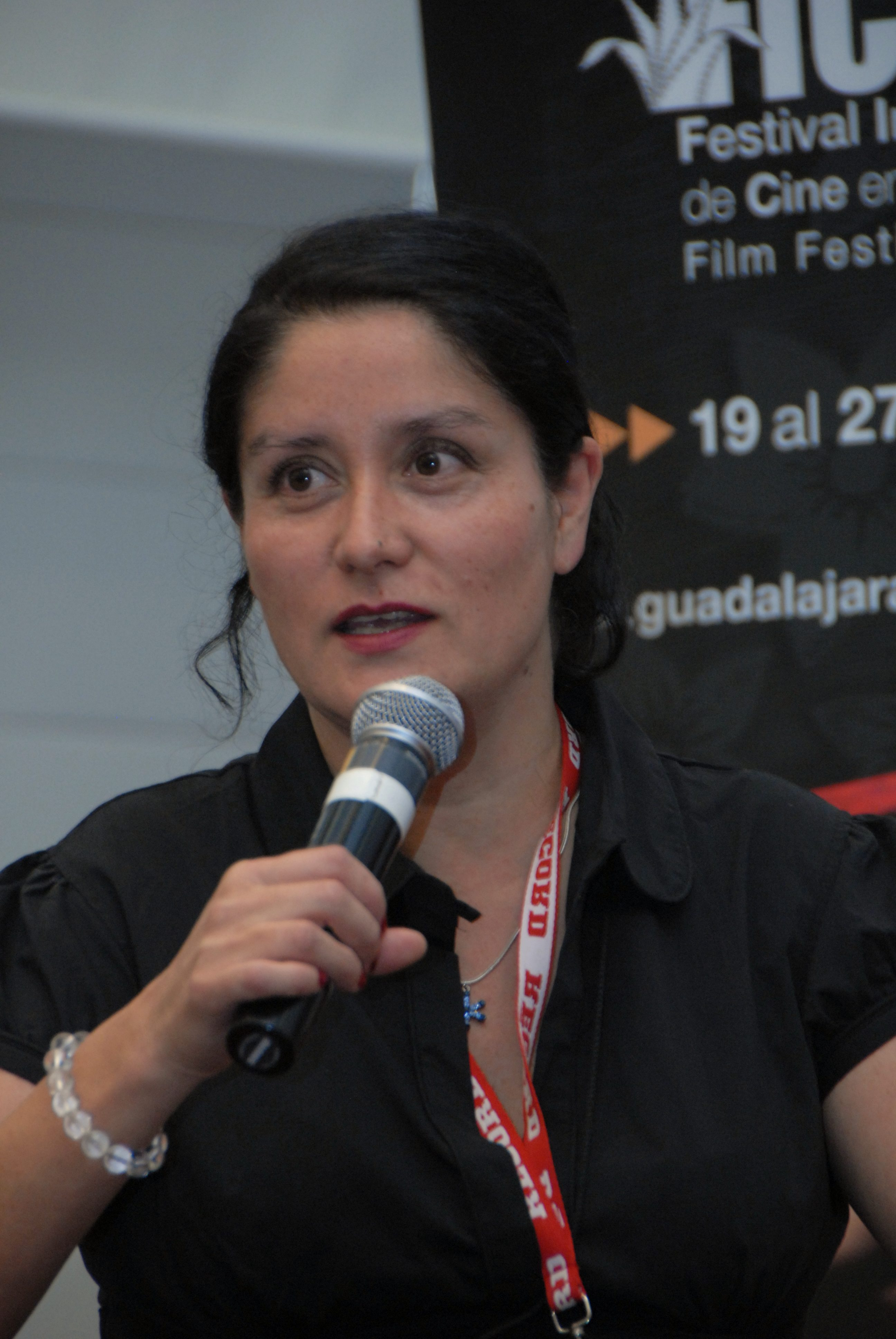
Catalina Saavedra.

- 8 de enero: Catalina Saavedra, actriz chilena de teatro, cine y televisión.
- 9 de enero: Joey Lauren Adams, actriz estadounidense.
- 9 de enero: Germán Silva, corredor de fondo mexicano.
- 10 de enero: Jorge Humberto Pinzón, compositor colombiano de música clásica contemporánea.

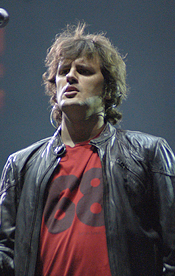
Andrés Ciro Martínez.

- 11 de enero: Sergio Cortés, tenista chileno.
- 11 de enero: Andrés Ciro Martínez, cantante argentino, de la banda Los Piojos.
- 11 de enero: Álvaro Peña Sáez, pintor y escultor multidisciplinar español.
- 12 de enero: Juan Carlos Friebe, poeta español.
- 12 de enero: Rachael Harris, actriz estadounidense.
- 12 de enero: Laura Mañá, directora de cine, actriz y guionista española.
- 12 de enero: Heather Mills, modelo y activista de diferentes causas sociales británica.
- 12 de enero: Silvina Molina, periodista argentina especializada en género.
- 12 de enero: Mauro Silva, futbolista brasileño.
- 12 de enero: Phil Spencer, ejecutivo empresarial estadounidense.
- 13 de enero: Andy Jassy, empresario estadounidense y director ejecutivo de Amazon.
- 13 de enero: Yōko Nagayama, cantante japonesa de música enka.
- 14 de enero: LL Cool J, actor y rapero estadounidense.
- 14 de enero: Gladys Hayashida Soiza, científica, investigadora y divulgadora científica chilena.
- 15 de enero: Chad Lowe, actor estadounidense.
- 15 de enero: Iñaki Urdangarin, aristócrata y jugador español de balonmano.
- 16 de enero: Coni Marino, actriz, cantante, directora teatral, coreógrafa y autora argentina.
- 16 de enero: Mònica Terribas, periodista española.
- 17 de enero: Svetlana Masterkova, atleta rusa especialista en pruebas de distancia media.
- 17 de enero: Antonio Molero, actor, director y guionista español.

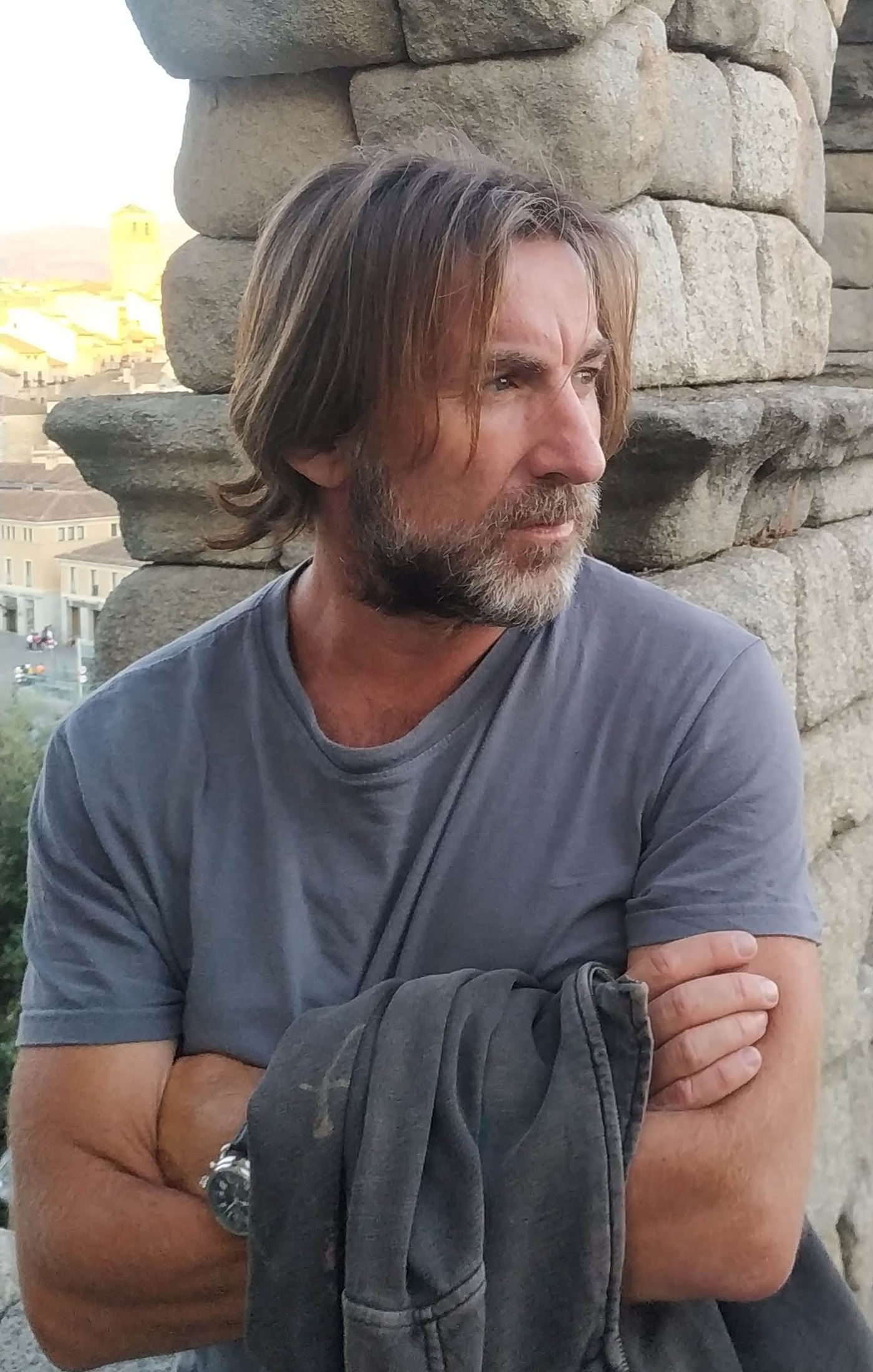
Antonio de la Torre.

- 18 de enero: David Ayer, director, productor, guionista y actor estadounidense.
- 18 de enero: Max Delupi, actor, humorista y conductor argentino.
- 18 de enero: Hiba Mohamed, bióloga molecular sudanesa.
- 18 de enero: Antonio de la Torre Martín, actor y periodista español.
- 19 de enero: Kevin Churko, productor y músico canadiense.
- 20 de enero: Gerry Alanguilan, artista de cómics y escritor filipino (f. 2019).[8]
- 20 de enero: Roberto Enríquez, actor de cine, teatro y televisión español.
- 21 de enero: Taku Iwasaki, compositor japonés de bandas sonoras y videojuegos.
- 22 de enero: Heath (Hiroshi Morie), músico japonés.
- 22 de enero: Frank Leboeuf, futbolista francés.
- 22 de enero: Mauricio Serna, futbolista colombiano.
- 23 de enero: Yasuhiro Takato, actor de voz japonés.
- 24 de enero: Mónica Molina, cantante española.
- 24 de enero: Mary Lou Retton, gimnasta estadounidense.
- 25 de enero: Aya Kamikawa, primera persona transgénero en presentar una candidatura y conseguir salir elegida como funcionaria municipal en Japón.
- 25 de enero: Susana Pagano, escritora mexicana.
- 25 de enero: Paul Vásquez, comediante chileno.
- 27 de enero: Mike Patton, cantante estadounidense de rock.
- 25 de enero: Adrian Thaws, "Tricky", productor discográfico, vocalista, director, actor y músico británico.
- 28 de enero: Sarah McLachlan, cantante y compositora canadiense.
- 28 de enero: Viviana Saccone, actriz argentina de cine, teatro y televisión.
- 29 de enero: Néstor Barron, escritor, guionista de cómics, poeta y músico argentino.
- 29 de enero: Edward Burns, actor estadounidense.
- 29 de enero: Álvaro Cueva, crítico y periodista de radio y televisión mexicano.
- 29 de enero: Julianne Dalcanton, astrónoma estadounidense.

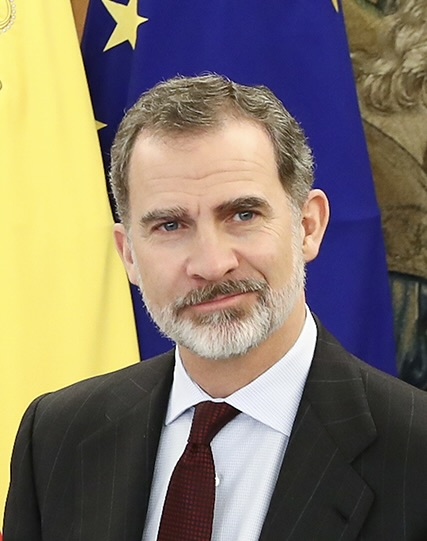
Felipe VI.

- 30 de enero: Felipe VI, rey español.
- 30 de enero: Dolan Mor, poeta y narrador cubano.
- 31 de enero: Fernando Santullo, cantante y músico uruguayo.

### Febrero

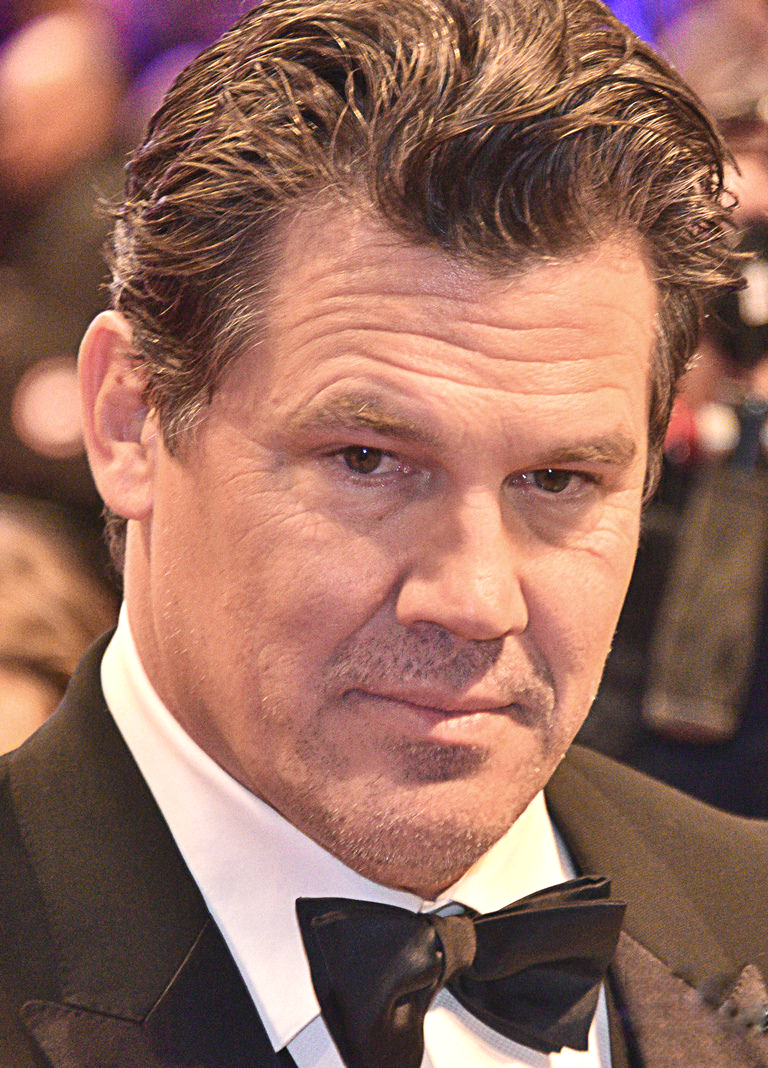
Josh Brolin.

- 1 de febrero: Cheb Hasni, cantante argelino (f. 1994).[9]
- 1 de febrero: Lisa Marie Presley, cantante estadounidense (f. 2023).[10]
- 1 de febrero: Pauly Shore, actor, comediante y cineasta estadounidense.
- 2 de febrero: Joanna Bator, escritora y periodista polaca.
- 2 de febrero: Sean Elliott, jugador estadounidense de baloncesto.
- 3 de febrero: Vlade Divac, jugador serbio de baloncesto.
- 5 de febrero: París Galán, drag queen, activista por los derechos LGBT y político boliviano.
- 6 de febrero: Eduardo Weruaga Prieto, doctor en biología y catedrático español.
- 7 de febrero: Diego Olivera, actor argentino.
- 8 de febrero: Gary Coleman, actor estadounidense (f. 2010).[11][12]

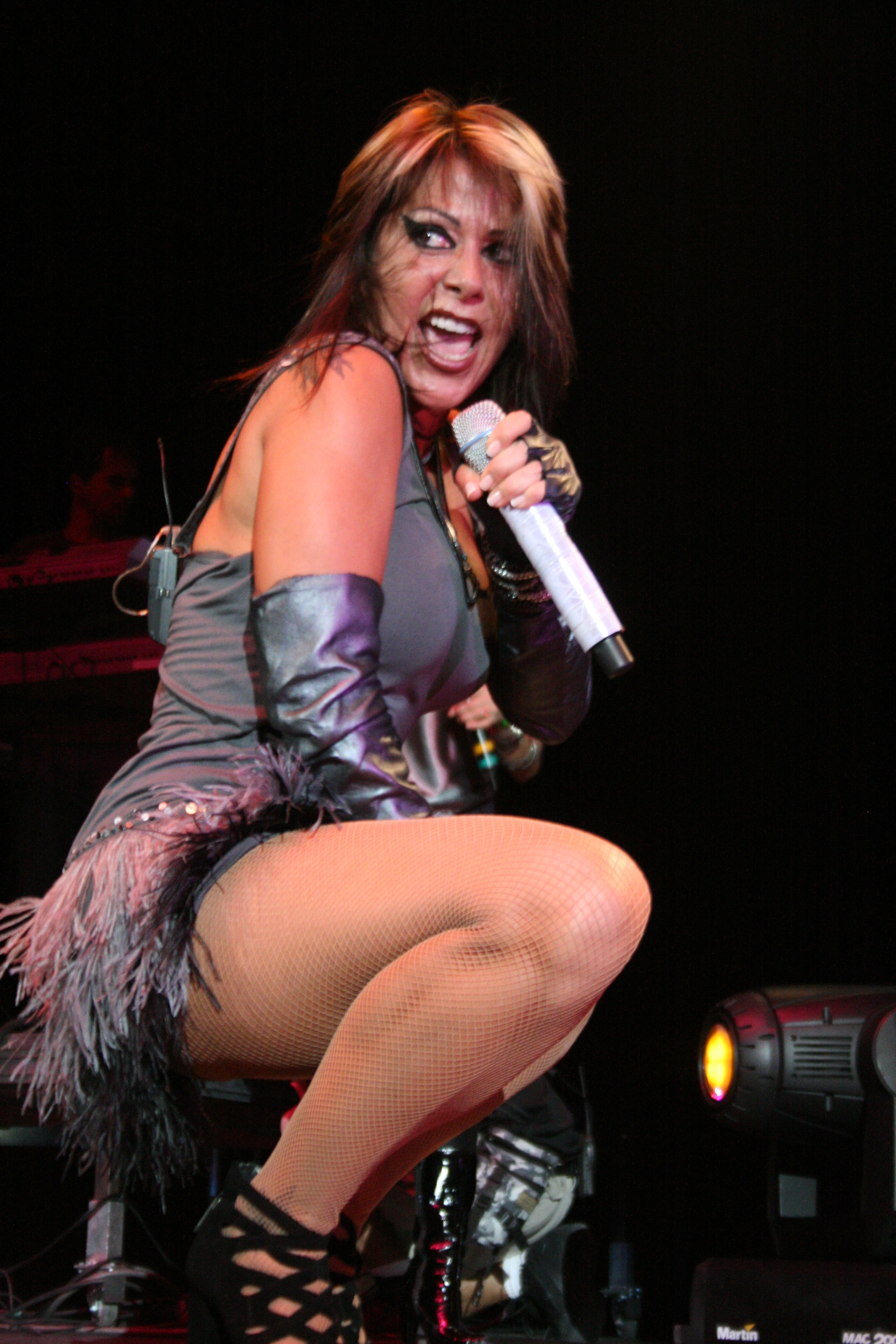
Alejandra Guzmán.

- 9 de febrero: Alejandra Guzmán, cantautora y actriz mexicana.
- 9 de febrero: Ana Colchero, exactriz mexicana.
- 12 de febrero: Josh Brolin, actor estadounidense.
- 12 de febrero: Christopher McCandless, viajero y aventurero estadounidense (f. 1992).[13]
- 12 de febrero: Mauricio Cienfuegos, futbolista salvadoreño.
- 13 de febrero: Kelly Hu, actriz y exmodelo estadounidense.
- 13 de febrero: Niamh Kavanagh, cantante irlandesa.
- 13 de febrero: Santiago Naranjo, actor, comediante, presentador de televisión y periodista ecuatoriano.
- 13 de febrero: Gabriel Porras, actor mexicano.
- 13 de febrero: Rafa Ugarte, músico y compositor costarricense.
- 14 de febrero: Alicia Borrachero, actriz española.
- 14 de febrero: Phill Lewis, actor de televisión estadounidense.

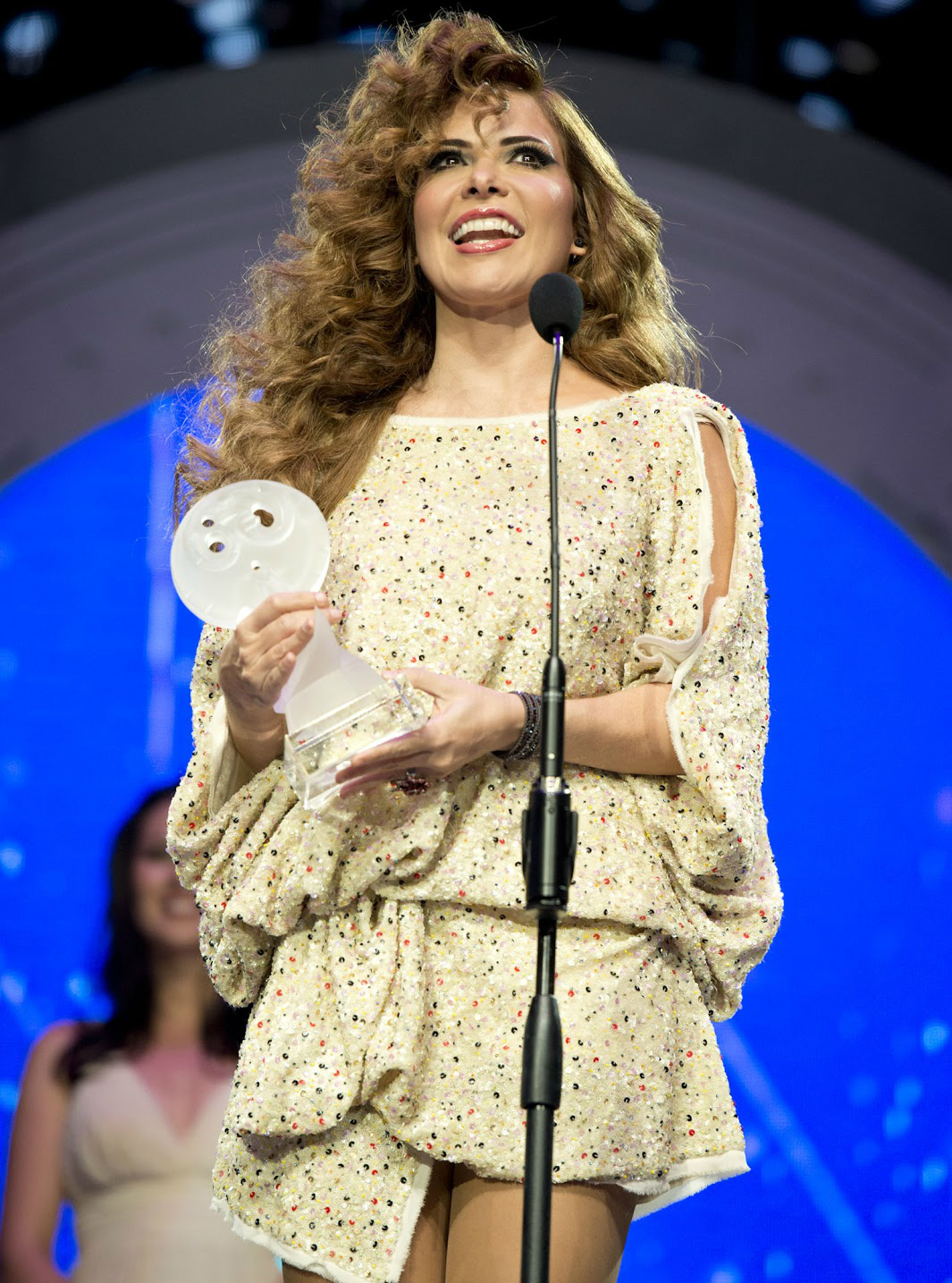
Gloria Trevi.

- 15 de febrero: Anayanssi Moreno, conductora de televisión y actriz mexicana.
- 15 de febrero: Gloria Trevi, cantautora y actriz mexicana.
- 16 de febrero: Ceyda Aslı Kılıçkıran, guionista y directora de cine turca.
- 16 de febrero: Lourdes Ramos Rivero, gnvestigadora química española especializada en química analítica.
- 18 de febrero: Lorena Astudillo, cantante y compositora argentina de folclor.
- 18 de febrero: Gina Chen, socióloga y activista taiwanesa.
- 18 de febrero: Joan-Elies Adell, poeta español en idioma catalán.
- 18 de febrero: Molly Ringwald, actriz estadounidense.
- 19 de febrero: Prince Markie Dee, rapero, compositor, productor, DJ y personalidad de la radio estadounidense de ascendencia puertorriqueña (f. 2021).[14]
- 19 de febrero: Miguel Francisco Moreno, ilustrador e historietista español.
- 19 de febrero: Indira Páez, escritora y dramaturga venezolana.
- 20 de febrero: Anna Barrachina, actriz española de teatro, televisión y cine.
- 20 de febrero: Ramón Luque, escritor y director de cine español.
- 21 de febrero: Ivan Cotroneo, guionista, director de cine, traductor y escritor italiano.
- 21 de febrero: Luis Mottola, actor, presentador, entrenador y formador español de origen argentino.
- 22 de febrero: Bradley Nowell, músico estadounidense (f. 1996).[15]
- 22 de febrero: Jeri Ryan, actriz estadounidense.
- 22 de febrero: Kazuhiro Sasaki, beisbolista japonés.
- 23 de febrero: Juan Carlos Bazalar, futbolista peruano.
- 24 de febrero: Gert Verhulst, actor, cineasta, guionista, presentador y empresario belga flamenco.
- 25 de febrero: Evridiki, cantante chipriota.
- 25 de febrero: Thomas G:son, compositor y músico sueco.
- 25 de febrero: Oumou Sangaré, compositora, cantante y defensora de los derechos de la mujer, maliense.
- 26 de febrero: Tim Commerford, músico estadounidense, bajista de la banda Rage Against the Machine.
- 26 de febrero: Alexandr Ivánik, deportista ruso que compitió en piragüismo.

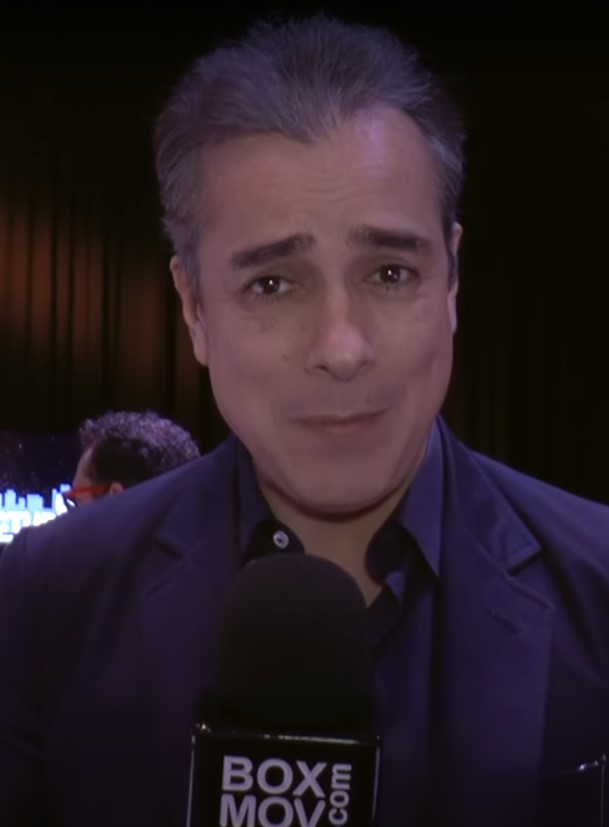
Jorge Enrique Abello.

- 28 de febrero: Jorge Enrique Abello, actor colombiano.
- 28 de febrero: Jim Avignon, artista de arte pop alemán y representante del arte modesto.
- 28 de febrero: Beto Ortiz, periodista, presentador de televisión y escritor peruano nacionalizado mexicano.

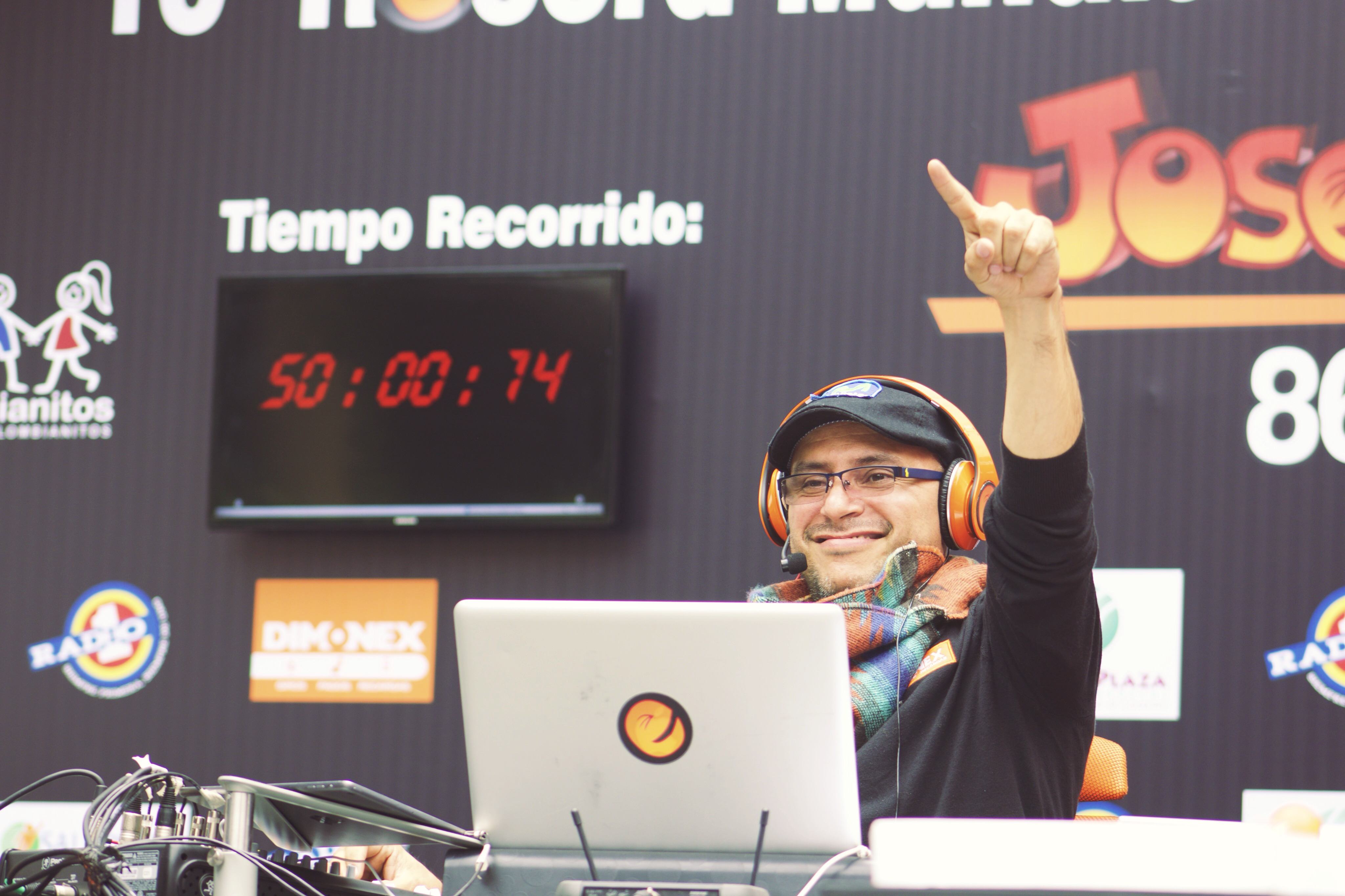
José Ordóñez Jr..

- 28 de febrero: José Ordóñez Jr., pastor, humorista y comediante colombiano.
- 29 de febrero: Gustavo Tovar-Arroyo, activista venezolano.

### Marzo
- 1 de marzo: Manfred Baumann, fotógrafo austriaco.
- 1 de marzo: Ángela Gracián, escritora, traductora, crítica literaria, animadora cultural y editora española.
- 2 de marzo: Daniel Craig, actor británico.
- 2 de marzo: Chris Hülsbeck, compositor alemán de música de videojuegos para computadoras domésticas.
- 3 de marzo: Brian Cox, músico y físico británico.
- 3 de marzo: Luz del Alba Rubio, soprano uruguaya, italiana y estadounidense.

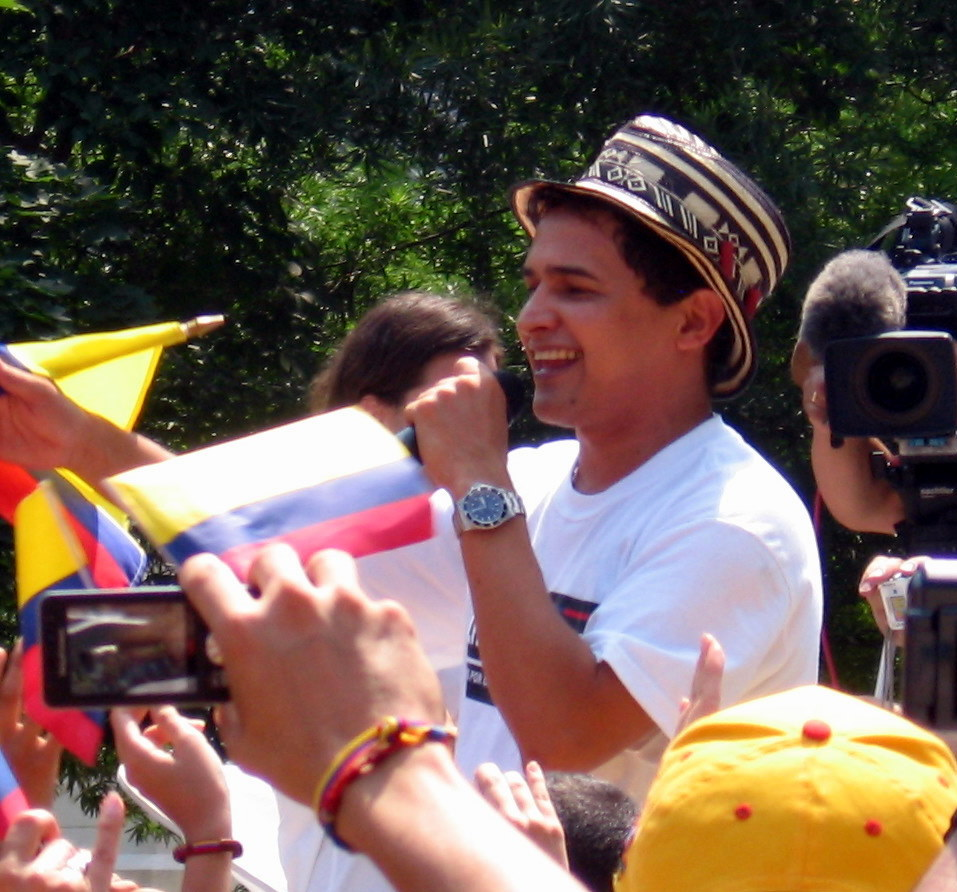
Jorge Celedón.

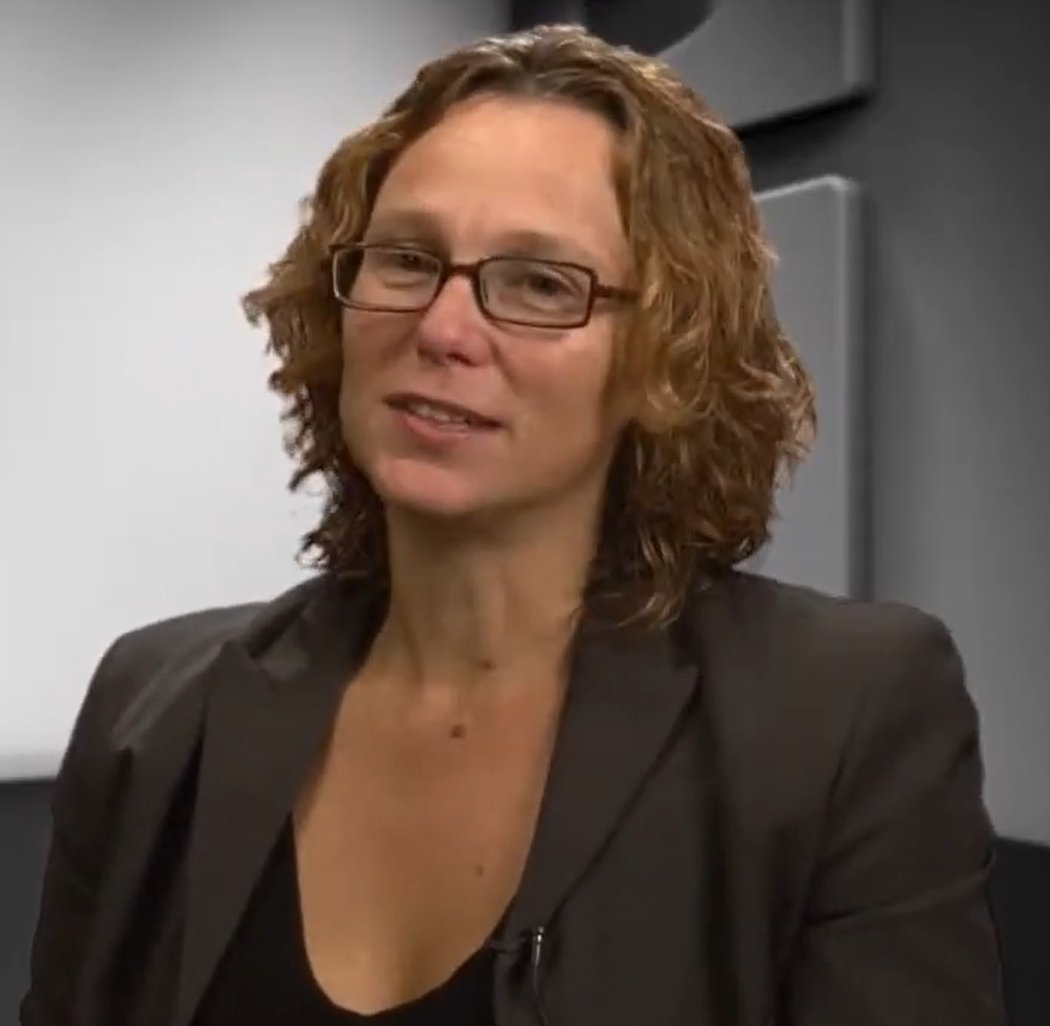
Julia Solomonoff.

- 4 de marzo: Sergi Arola, cocinero español.
- 4 de marzo: Jorge Celedón, cantante colombiano de música vallenata.
- 4 de marzo: Summer Cummings, actriz porno estadounidense.
- 4 de marzo: Patsy Kensit, actriz inglesa.
- 4 de marzo: Julia Solomonoff, directora de cine, guionista y actriz argentina.
- 5 de marzo: Ambrose Mandvulo Dlamini, primer ministro de Esuatini (f. 2020).
- 5 de marzo: Iván Noble, músico y actor argentino.
- 6 de marzo: Moira Kelly, actriz estadounidense.
- 7 de marzo: Jeff Kent, beisbolista estadounidense.
- 7 de marzo: José María Sánchez-Verdú, compositor y director de orquesta español de música clásica.
- 7 de marzo: Ramón Ulloa, periodista chileno que ha participado en varios programas de televisión y radio.
- 8 de marzo: David Berger, teólogo católico, filósofo alemán, redactor jefe de la revista de temática homosexual Männer.
- 8 de marzo: Kelly Gissendaner, asesina estadounidense (f. 2015).
- 8 de marzo: Pelo Madueño, músico, cantante, compositor, productor, actor y locutor peruano.
- 9 de marzo: Maggie Aderin-Pocock, científica espacial inglesa.
- 9 de marzo: Al Conti, músico, autor, intérprete y compositor argentino.
- 9 de marzo: Youri Djorkaeff, futbolista francés de origen armenio.
- 10 de marzo: Ángel Eduardo Escalante García, pintor venezolano.
- 11 de marzo: Salva Gómez "Chava", jugador de waterpolo español.
- 11 de marzo: Lisa Loeb, cantante estadounidense.
- 12 de marzo: Michael P. Taylor, programador informático británico con un doctorado en paleontología.
- 12 de marzo: Daniel Verbis, pintor español.
- 13 de marzo: Ernesto Lamas, comunicador y docente argentino.
- 13 de marzo: Pepe Rodríguez, cocinero y chef español.
- 14 de marzo: James Frain, actor británico.
- 15 de marzo: Antonio José López Serrano, novelista, filósofo y ensayista español.
- 15 de marzo: Shinichiro Miki, actor de doblaje japonés.
- 15 de marzo: Sabrina Salerno, cantante italiana.
- 16 de marzo: Nadège du Bospertus, modelo francesa.
- 16 de marzo: Joel Rojas Pérez, pintor cubano.
- 18 de marzo: Francesca Ancarola, cantante y compositora chilena.
- 18 de marzo: Jesús Alberto Castilla, líder campesino y político colombiano.
- 18 de marzo: Cristina Fallarás, escritora y periodista española.
- 18 de marzo: Miguel Herrera, futbolista y entrenador mexicano.
- 18 de marzo: Ciro Pertusi, cantautor argentino de rock.
- 19 de marzo: Jordi Llavina, escritor, poeta, crítico literario y presentador de radio y televisión español.
- 20 de marzo: Sonia Castelo, actriz española.
- 21 de marzo: Karyn Kusama, directora de cine y guionista estadounidense.
- 21 de marzo: Salma Luévano Luna, política, estilista y activista LGBT mexicana.
- 21 de marzo: Sara Perrone, presentadora de televisión y personalidad de radio uruguaya.
- 22 de marzo: Øystein Aarseth, músico noruego (f. 1993).
- 22 de marzo: Javier Castillejo, boxeador español.
- 22 de marzo: Cristina Gómez Arquer, jugadora española de balonmano.
- 22 de marzo: Franco La Porta, político argentino.
- 23 de marzo: Fernando Hierro, futbolista español.
- 23 de marzo: Damon Albarn, cantante británico, de las bandas Blur y Gorillaz.
- 24 de marzo: Verónica Vieyra, actriz y conductora.
- 25 de marzo: Adrián Suar, actor, productor y empresario argentino.
- 26 de marzo: Kenny Chesney, músico estadounidense.
- 26 de marzo: James Iha, músico de rock estadounidense, de la banda The Smashing Pumpkins.
- 26 de marzo: Andrea Pietra, actriz argentina de cine y televisión.
- 27 de marzo: Stacey Kent, cantante angloestadounidense de jazz.

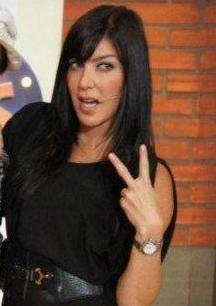
Isabella Santodomingo.

- 28 de marzo: Isabella Santodomingo, actriz, escritora y presentadora colombiana.
- 28 de marzo: Carlos Alfonso Soto Cobos, músico español.
- 29 de marzo: Sue Foley, guitarrista y cantante de blues rock canadiense.
- 29 de marzo: Lucy Lawless, cantante y actriz neozelandesa.
- 29 de marzo: José Gregorio Guevara, político venezolano (f. 2020).
- 29 de marzo: Yolanda Rayo, actriz y cantante colombiana.
- 30 de marzo: Donna D’Errico, actriz y modelo estadounidense.
- 30 de marzo: Céline Dion, cantante canadiense.
- 30 de marzo: Segundina Flores, activista sindicalista, dirigente social y política boliviana.
- 30 de marzo: Orlando Petinatti, humorista, presentador, productor y empresario uruguayo.

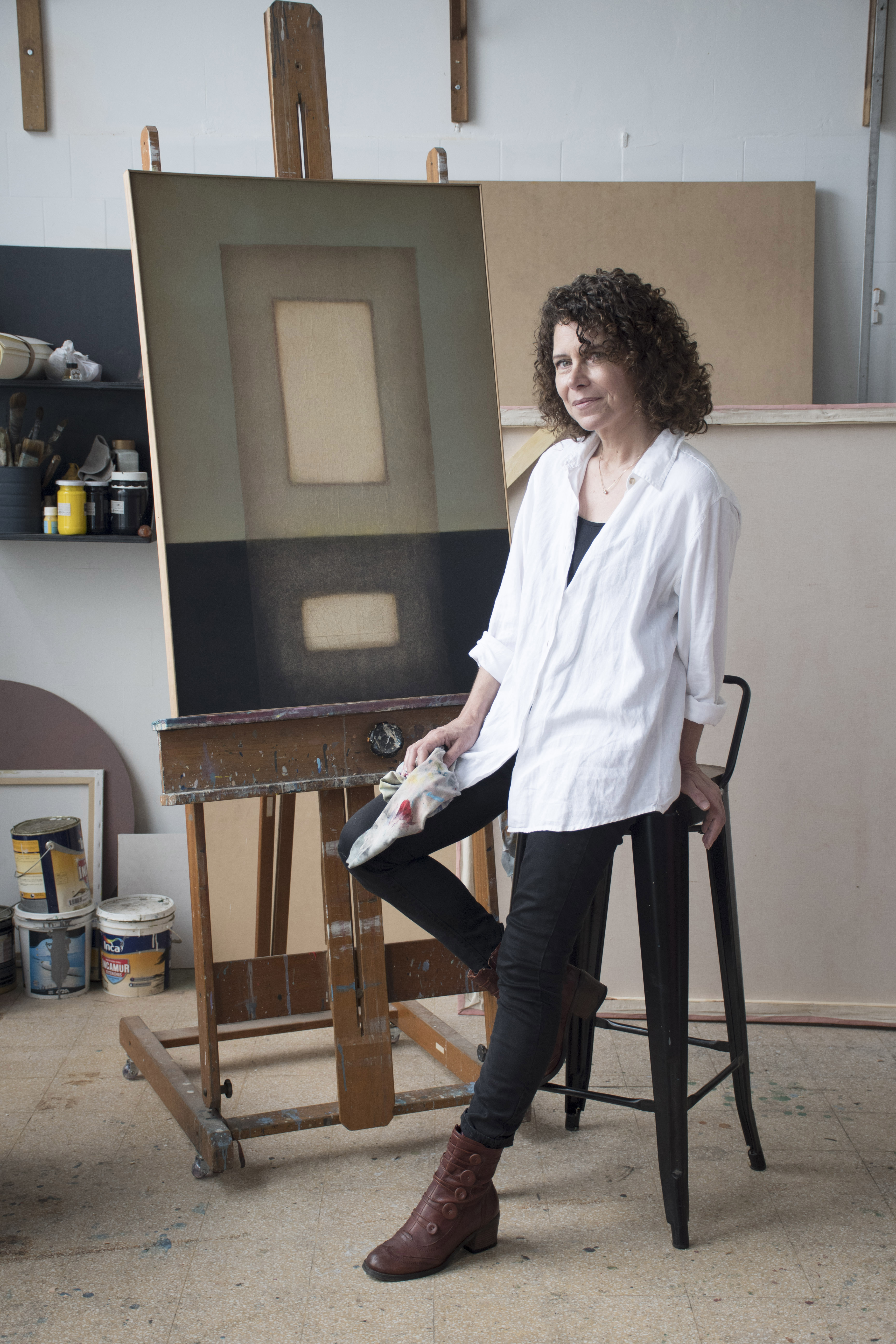
Eloísa Ibarra.

- 31 de marzo: Eloísa Ibarra, artista plástica uruguaya.
- 31 de marzo: César Sampaio, futbolista brasileño.

### Abril
- 1 de abril: Marcela Valencia, actriz colombiana.
- 3 de abril: Sebastian Philip Bierk, músico bahameño, de la banda Skid Row.
- 3 de abril: Charlotte Coleman, actriz británica (f. 2001).
- 3 de abril: Jamie Hewlett, historietista británico, de la banda Gorillaz.
- 4 de abril: Jesús Rollán, waterpolista español (f. 2006).
- 5 de abril: Stewart Lee, comediante, escritor y director inglés.
- 5 de abril: Cristina Sánchez-Andrade, escritora española.

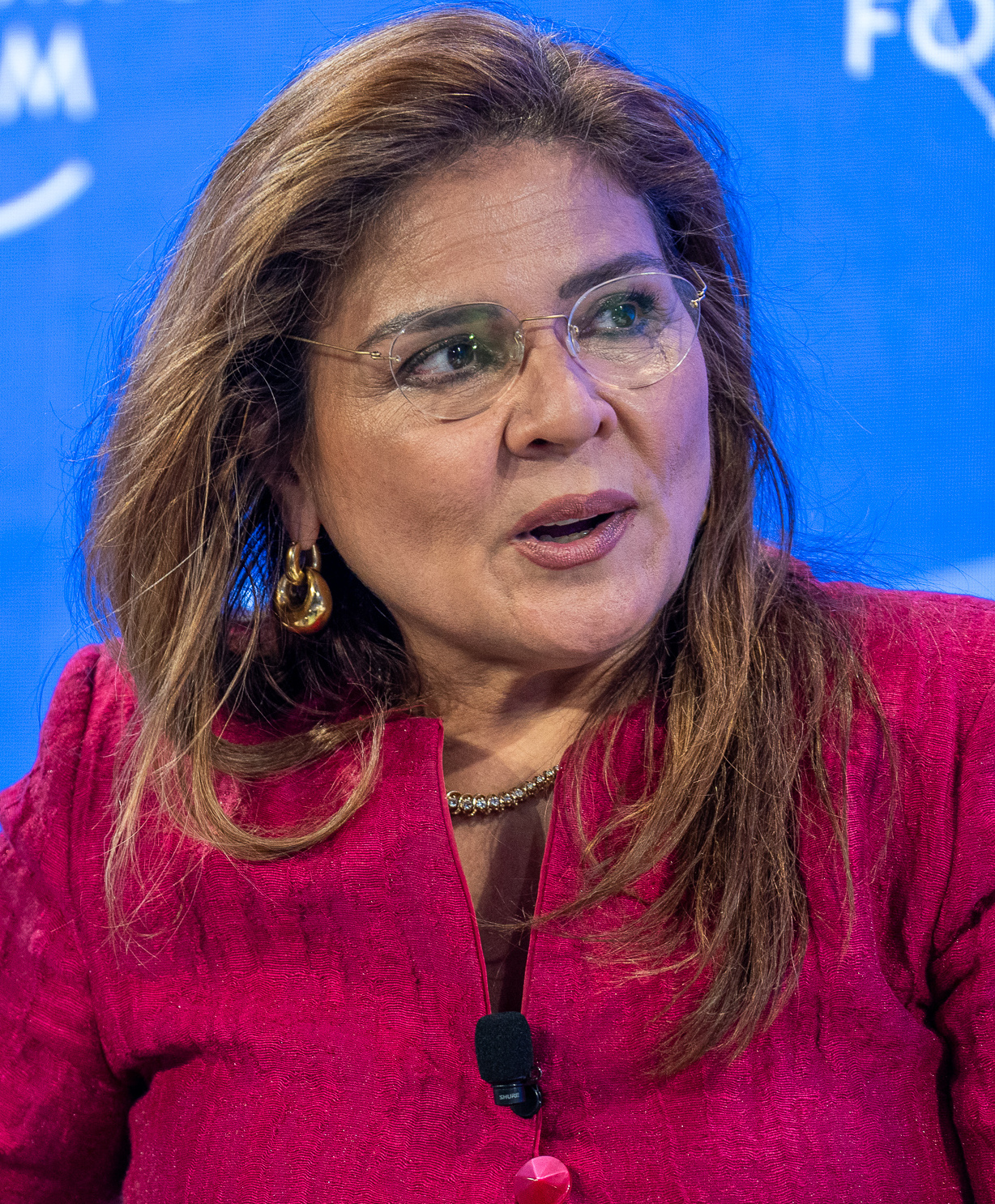
Marisol Argueta de Barillas.

- 6 de abril: Marisol Argueta de Barillas, abogada salvadoreña y embajadora de carrera.
- 6 de abril: Érica García, música compositora, conductora, cantante y actriz argentina.
- 7 de abril: Ana Cristina González, médica, feminista, experta en género, derechos humanos, salud sexual y reproductiva colombiana.
- 8 de abril: Patricia Arquette, actriz estadounidense.
- 8 de abril: Shawn Fonteno, actor y rapero estadounidense.
- 8 de abril: Susana Harp, psicóloga, política y cantante mexicana de música tradicional.
- 8 de abril: Javier Hermida, deportista español que compitió en vela.
- 9 de abril: Alessandra Guerzoni, actriz y productora de teatro ítalo-chilena.
- 10 de abril: Štěpánka Hilgertová, piragüista checa que compitió para Checoslovaquia.
- 10 de abril: Orlando Jones, actor y comediante estadounidense.
- 10 de abril: Lawrence La Fountain-Stokes, escritor, investigador y artista multidisciplinario puertorriqueño.
- 11 de abril: Luis Machín, actor argentino.
- 11 de abril: Jacqueline Arenal, actriz cubana.
- 11 de abril: Serguéi Lukiánenko, escritor de ciencia ficción y fantasía en ruso, nacido en la actual Kazajistán.
- 11 de abril: Judith Obaya Arenas, motociclista española.
- 13 de abril: Jeanne Balibar, actriz y cantante francesa.
- 14 de abril: Jaime Davagnino, periodista y locutor chileno.
- 14 de abril: Anthony Michael Hall, actor y cantante estadounidense.
- 15 de abril: Ed O'Brien, músico británico, conocido por ser integrante de la banda Radiohead.
- 16 de abril: Federico de Arce, escritor y profesor de Literatura.
- 16 de abril: Mona Martínez, actriz de cine y teatro española.

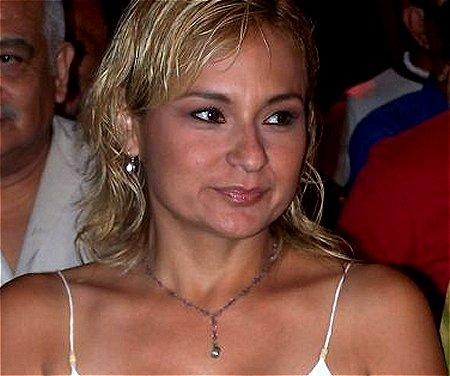
Norka Ramírez.

- 17 de abril: Adam McKay, guionista, director, comediante y actor estadounidense.
- 17 de abril: Norka Ramírez, actriz peruana.
- 18 de abril: Roberto Medina, actor de cine y televisión mexicano.
- 19 de abril: Ashley Judd, actriz estadounidense.
- 20 de abril: William deVry, actor canadiense.
- 21 de abril: Arturo Cariceo, artista visual chileno.
- 21 de abril: Luke Harding, periodista británico.
- 22 de abril: Fernando Cayo, actor, director, productor y músico español.
- 22 de abril: María Eugenia Farías, bióloga argentina, especializada en microbiología ambiental.
- 23 de abril: Timothy McVeigh, terrorista estadounidense (f. 2001).
- 24 de abril: Miguel Ángel Gómez Campuzano, atleta español especialista en pruebas de velocidad (f. 1993).
- 24 de abril: Jorge Medina Barra, activista boliviano por los derechos del pueblo afroboliviano, radialista y actor (f. 2022).
- 25 de abril: Richard Bennett Lamas, historietista, ilustrador y exdibujante uruguayo.
- 25 de abril: Massimo Di Cataldo, cantante italiano.
- 26 de abril: Pablo Aranda Ruiz, escritor, cuentista y columnista español (f. 2020).
- 27 de abril: Edwin Manrique, músico bongosero y percusionista de nacionalidad peruana (f. 2016).
- 27 de abril: Cristian Mungiu, cineasta rumano.
- 27 de abril: María Muñoz, locutora, conductora y animadora argentina de radio y televisión (f. 2003).
- 28 de abril: Juan Arnau, filósofo y ensayista español.
- 28 de abril: Howard Donald, cantante británico, del grupo Take That.
- 28 de abril: Carles Mampel, chef pastelero, chocolatero y heladero español.
- 29 de abril: 
  - Indira Alfonzo, abogada y magistrada venezolana.
  - Kolinda Grabar-Kitarović, diplomática y política croata, presidenta de Croacia desde 2015 a 2020.
  - Jürgen Vogel, actor alemán.
- 30 de abril: Babette van Veen, actriz y cantante neerlandesa.

### Mayo
- 1 de mayo: Roque Baños, compositor español especializado en música de cine.
- 1 de mayo: Oliver Bierhoff, futbolista alemán.
- 1 de mayo: D'arcy Elizabeth Wretzky, bajista y violinista estadounidense, de la banda Smashing Pumpkins.
- 1 de mayo: Joaquín Urías, jurista y activista por los derechos humanos español.
- 2 de mayo: Jeff Agoos, futbolista estadounidense.
- 2 de mayo: Hikaru Midorikawa, actor de voz japonés.
- 2 de mayo: Gustavo Rodríguez, escritor y comunicador peruano.
- 3 de mayo: Nina Paley, dibujante estadounidense, animadora y activista de la cultura libre.
- 3 de mayo: Arturo Pérez Velasco, documentalista, catedrático y realizador independiente mexicano.
- 4 de mayo: Momoko Kikuchi, actriz, animadora y cantante japonesa.
- 5 de mayo: Giovani Yule, psicólogo, sociólogo, político, líder indígena, líder social, defensor de los derechos humanos y activista colombiano.
- 6 de mayo: Lætitia Sadier, cantante, teclista y guitarrista francesa.
- 7 de mayo: Beatriz Alfonso Nogue, maestra ajedrecista española.
- 7 de mayo: Teresa Cameselle, escritora española.
- 7 de mayo: Traci Lords, actriz estadounidense.
- 8 de mayo: Valeria Lorca, actriz de cine, teatro y televisión, docente y directora de teatro argentina.
- 9 de mayo: Graham Harman, filósofo estadounidense.
- 9 de mayo: Marie-Jose Perec, atleta francesa.
- 10 de mayo: Emilija Kokić, cantante croata ganadora del Festival de Eurovisión en 1989 para Yugoslavia.
- 10 de mayo: Erik Palladino, actor estadounidense.
- 10 de mayo: Franz von Holzhausen, diseñador de automóviles estadounidense.
- 11 de mayo: Daniel Calparsoro, director de cine español.
- 12 de mayo: Jaime Bores, presentador de televisión español.
- 12 de mayo: Tony Hawk, actor, patinador y skater profesional estadounidense.
- 13 de mayo: Miguel Ángel Blanco, político español (f. 1997).
- 13 de mayo: Hernán Ferraro, director técnico de voleibol argentino.
- 15 de mayo: Ángel L. Viloria, entomólogo, espeleólogo y biogeógrafo venezolano.
- 17 de mayo: María Teresa Angulo Romero, política española.
- 18 de mayo: Clemente Álvarez, beisbolista venezolano.
- 18 de mayo: Dalila, actriz pornográfica marroquí retirada.
- 18 de mayo: Pold Gastello, actor de televisión, cine y teatro peruano.
- 19 de mayo: Rodrigo González, músico chileno.
- 19 de mayo: Javiera Parra, músico y cantante chilena.
- 20 de mayo: Citizen Cope, teclista, guitarrista, cantante y DJ estadounidense.
- 20 de mayo: Timothy Olyphant, actor estadounidense.
- 21 de mayo: Amanda Hendrix, científica planetaria estadounidense.
- 21 de mayo: Aarón Vega, director de cine, guionista y actor cubano.
- 22 de mayo: Karen Lord, escritora de ficción especulativa barbadense.
- 23 de mayo: Edelmis Anoceto Vega, poeta, traductor literario y editor cubano.
- 24 de mayo: Santiago Legarre, autor, profesor y abogado argentino.
- 24 de mayo: Rodrigo Piracés González, escritor, poeta, artista visual, docente, gestor cultural en el campo de la producción artística chileno.

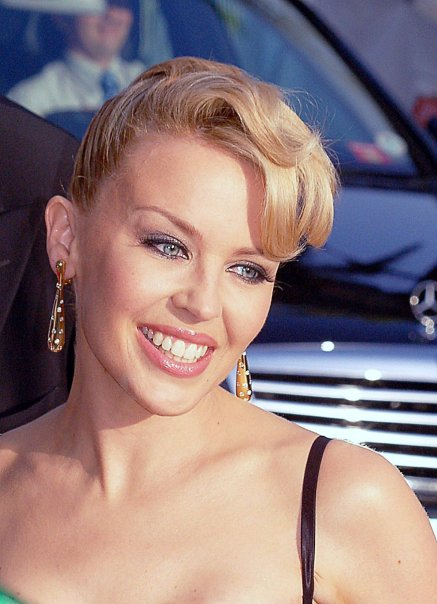
Kylie Minogue.

- 25 de mayo: Marybel Ferrales Nápoles, cantante soprano, investigadora y pedagoga cubana, nacionalizada mexicana.
- 25 de mayo: Ana Soler, actriz y productora puertorriqueña.
- 26 de mayo: Fernando León de Aranoa, cineasta y guionista español.
- 26 de mayo: Federico X de Dinamarca, rey de Dianamarca.
- 27 de mayo: Jeff Bagwell, beisbolista estadounidense.
- 27 de mayo: Frank Thomas, beisbolista estadounidense.
- 28 de mayo: Paula Markovitch, directora de cine y guionista argentina radicada en México.
- 28 de mayo: Kylie Minogue, cantante y actriz australiana.
- 28 de mayo: Tetsu Nagasawa, futbolista y director Japonés.
- 29 de mayo: Juanjo Javierre, compositor, teclista, productor y cantante español.
- 29 de mayo: Hida Viloria, persona intersexual estadounidense activista de la comunidad LGTBI.
- 30 de mayo: Martin C. Putna, historiador de la literatura, profesor universitario y ensayista checo.

### Junio
- 1 de junio: Horacio Astudillo de la Vega, médico cirujano, e investigador mexicano.
- 1 de junio: Jason Donovan, actor y cantante australiano.

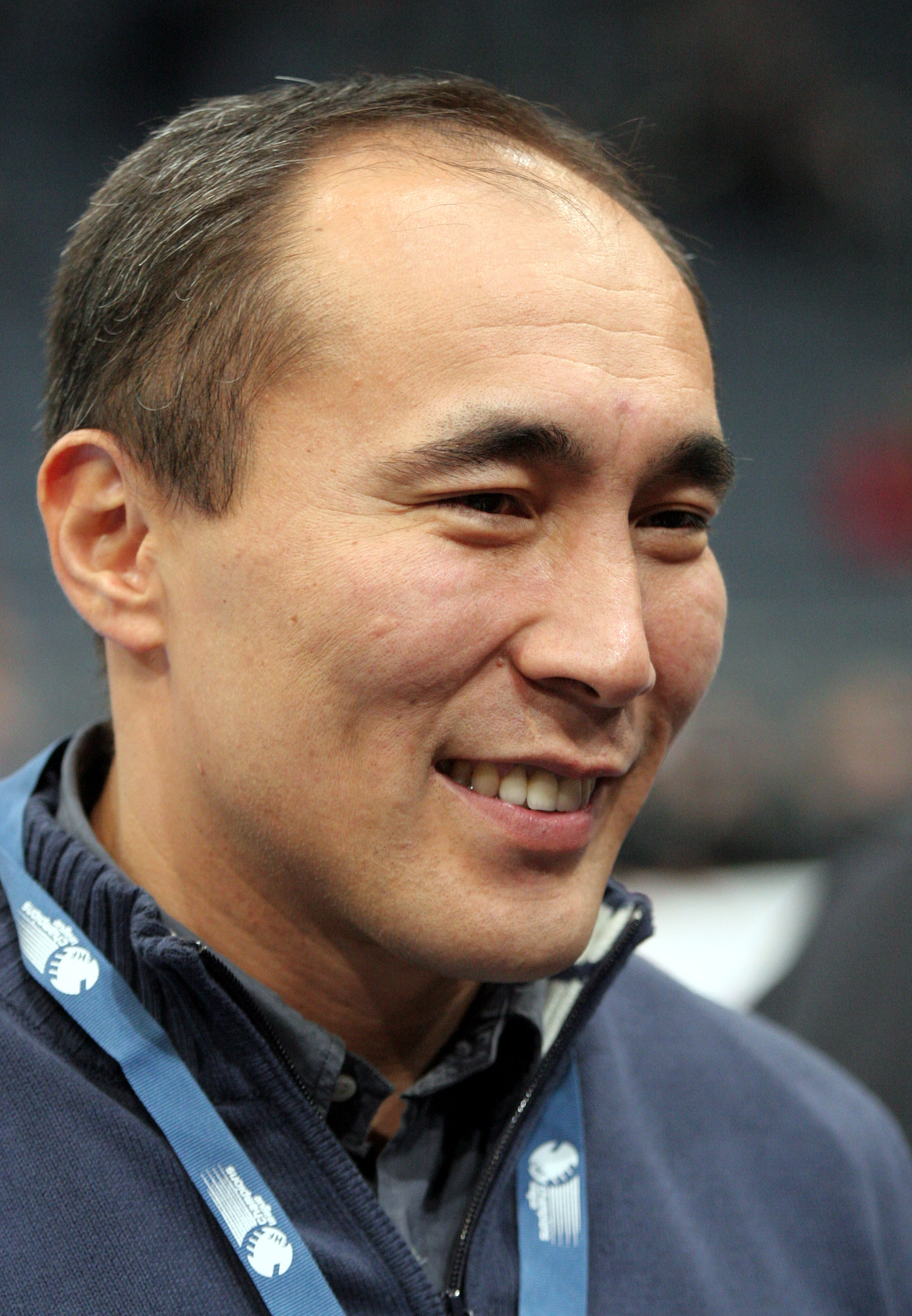
Talant Dujshebaev.

- 2 de junio: Sibylle Berg, autora y dramaturga contemporánea germano-suiza.
- 2 de junio: Talant Dujshebaev, jugador y entrenador de balonmano español.
- 2 de junio: Navid Negahban, actor iraní.
- 2 de junio: Álvaro Ugaz Otoya, periodista radial y televisivo peruano (f. 2009).
- 3 de junio: Mauricio Montiel Figueiras, narrador, ensayista, poeta y traductor mexicano.
- 4 de junio: Ion Gabella, actor de cine, televisión y de teatro español (f. 2002).
- 4 de junio: Niurka Montalvo, exatleta española de origen cubano.
- 4 de junio: Scott Wolf, actor estadounidense.
- 5 de junio: Rachel Griffiths, actriz australiana.
- 5 de junio: Ron Livingston, actor estadounidense.
- 5 de junio: Ramón Llao, actor chileno.
- 5 de junio: Percy Olivares, futbolista peruano.
- 5 de junio: Gabriela Rádice, periodista y conductora argentina de radio y televisión.
- 5 de junio: Marc Rieper, futbolista danés.
- 6 de junio: Alan Licht, compositor, musicólogo y guitarrista estadounidense.
- 7 de junio: Marcela Guerty, actriz de cine y guionista argentina.
- 7 de junio: Claudia Miranda, bailarina profesional chilena.
- 7 de junio: José Miguel Ortega del Río, historiador del arte y museólogo español.
- 7 de junio: Juan Antonio Pizzi, entrenador y futbolista argentino.
- 8 de junio: Eduardo Moscovis, actor brasileño.

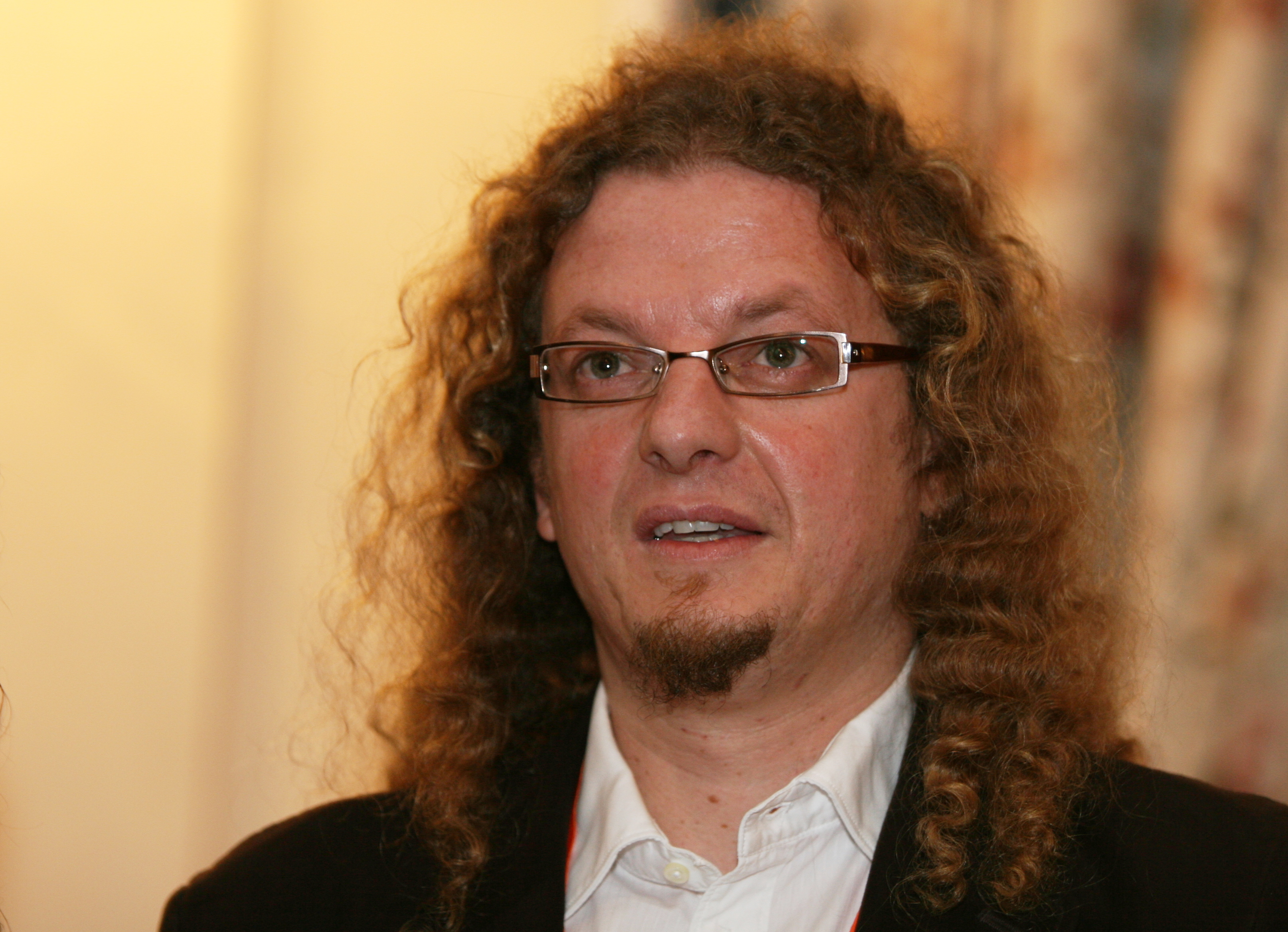
Rodrigo Plá.

- 9 de junio: Darío Aguinaga Garzón, futbolista ecuatoriano.
- 9 de junio: Eddie Marsan, actor británico.
- 9 de junio: Rodrigo Plá, director de cine uruguayo radicado en México.
- 10 de junio: Bill Burr, humorista estadounidense.
- 10 de junio: Gemma Gorga i López, profesora universitaria, poeta y traductora española.
- 10 de junio: Yadviha Skorabahataya, atleta paralímpica bielorrusa, especialista en atletismo y esquí de fondo adaptado.
- 11 de junio: Paloma Mas Martínez, bióloga, profesora e investigadora española.
- 12 de junio: Scott Aldred, beisbolista y entrenador estadounidense.
- 12 de junio: Damián De Santo, actor y cantante argentino.
- 12 de junio: Htay Kywe, activista burmés.
- 12 de junio: Bobby Sheehan, bajista y escritor de canciones estadounidense (f. 1999).
- 12 de junio: Orisel Gaspar, actriz de cine teatro y televisión, profesora, directora teatral, cantante y poetisa hispano cubana residente entre España y Cuba.
- 12 de junio: Nelly Fontán, actriz argentina de cine, teatro y televisión
- 12 de junio: Sarah Trigger, actriz británica de cine.
- 13 de junio: Pedro Víllora, escritor y dramaturgo español.
- 14 de junio: Rogelio Morales Borges, profesor e investigador bioquímico mexicano (f. 2010).
- 15 de junio: Samira Ahmed, periodista de la BBC y escritora británica.
- 15 de junio: Xavier Cruzado, escritor, guionista, productor y director de cine español.

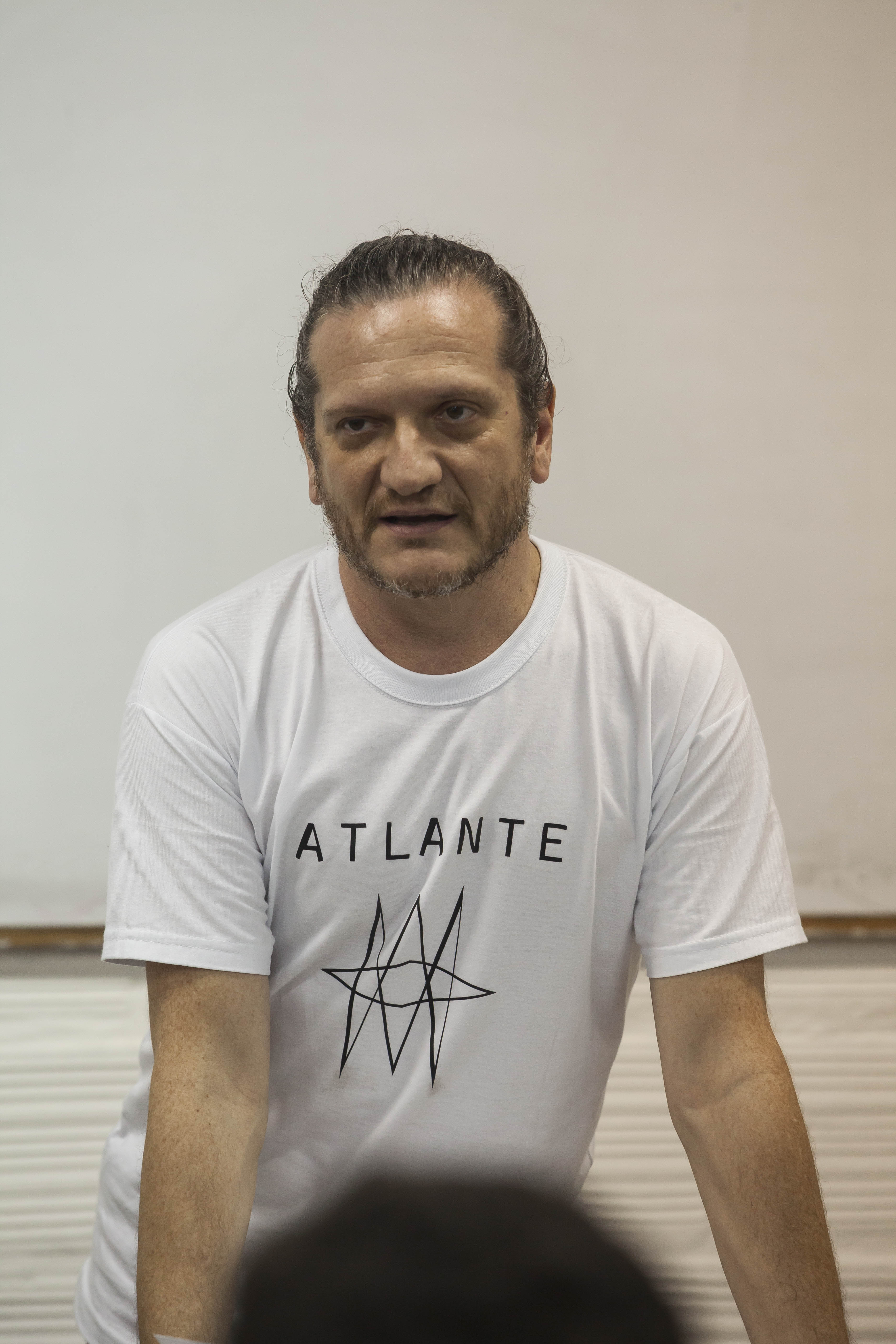
Darío Sztainsraiber.

- 16 de junio: María María Acha-Kutscher, artista visual militante feminista peruana residente en España.
- 16 de junio: Mokona, mangaka japonesa.
- 16 de junio: Darío Sztainsraiber, filósofo, ensayista y conductor televisivo argentino.
- 17 de junio: María Alejandra Araya, escritora y profesora argentina.
- 17 de junio: Omar Germenos, actor y presentador mexicano.
- 17 de junio: Évariste Ndayishimiye, político y militar de Burundi.
- 17 de junio: Daniel Peredo, narrador, presentador, actor, periodista y comentarista deportivo de prensa escrita, televisión y radio peruanos (f. 2018).
- 17 de junio: Mari Sano, artista japonesa multifacética actualmente radicada en México y Argentina.

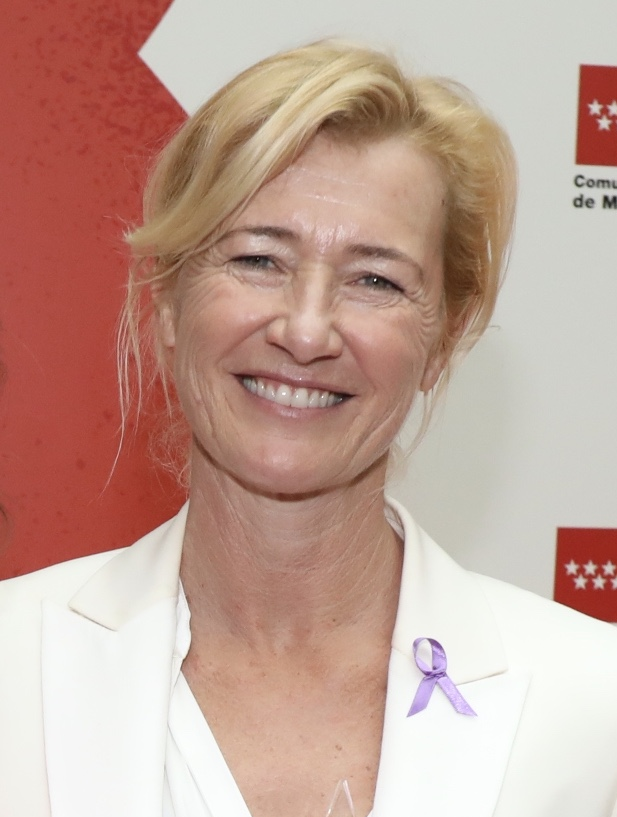
Ana Duato.

- 18 de junio: Ana Duato, actriz española.
- 20 de junio: Robert Rodriguez, director, guionista, productor y músico estadounidense.
- 21 de junio: Chris Gueffroy, última persona disparada en el muro de Berlín (f. 1989).
- 22 de junio: Melinda Nadj Abonji, escritora y música ugro-suiza.
- 23 de junio: Tiken Jah Fakoly, cantante de reggae marfileño.
- 24 de junio: Anna Ciocchetti, actriz mexicana de origen español.
- 24 de junio: Juan Carlos González Zamora, ajedrecista cubano nacionalizado mexicano.
- 24 de junio: María José Montiel, mezzosoprano española.
- 25 de junio: Pierre-François Martin-Laval, actor, director de cine y teatro francés.
- 26 de junio: Isshin Chiba, actor de voz japonés.
- 26 de junio: Ramon Lazkano, compositor francés y español.
- 26 de junio: Paolo Maldini, futbolista italiano.
- 26 de junio: Jovenel Moïse, político, presidente y empresario haitiano (f. 2021).
- 26 de junio: Sönke Neitzel, historiador alemán.
- 26 de junio: Carolina Trivelli, economista peruana.
- 27 de junio: Milva Gauto, conductora de televisión y radio paraguaya.
- 27 de junio: Héctor Sandarti, presentador guatemalteco.

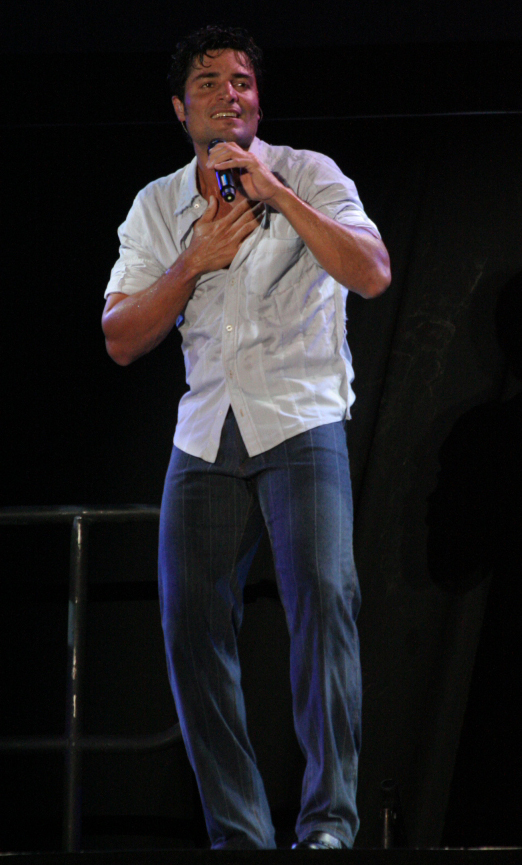
Chayanne.

- 28 de junio: Chayanne, cantante y actor puertorriqueño.
- 28 de junio: Adam Woodyatt, actor inglés.
- 29 de junio: Miguel Cancel, cantante puertorriqueño, exmiembro de Menudo.
- 29 de junio: Rosa María Castro, activista antirracista, feminista y cocinera tradicional afromexicana.
- 29 de junio: Silvana Sosto, actriz, música, compositora y maestra de canto argentina.

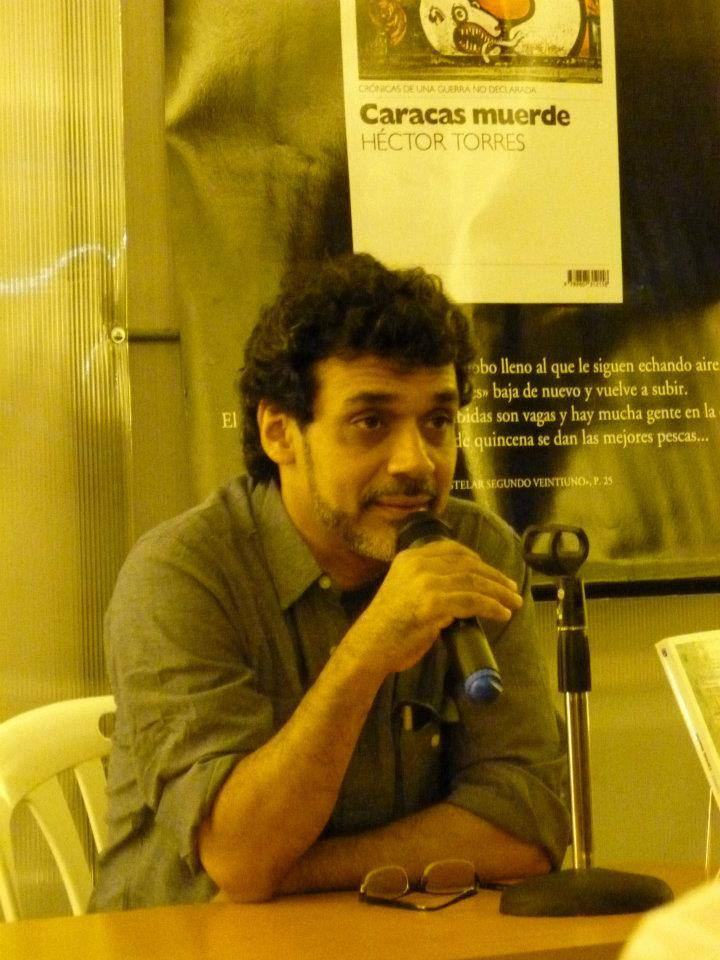
Héctor Torres.

- 29 de junio: Héctor Torres, escritor y editor venezolano.
- 30 de junio: Phil Anselmo, cantante estadounidense, de la banda Pantera.
- 30 de junio: Manuel Díaz González "El Cordobés", torero español.
- 30 de junio: Pablo Martín, compositor, cantante y guitarrista español.
- 30 de junio: Anette Michel, actriz y conductora de televisión mexicana.

### Julio
- 1 de julio: Didi Gutman, músico tecladista y pianista argentino de música rock, jazz, bossa nova y reggae.
- 1 de julio: Jordi Mollà, actor español.
- 2 de julio: Mauricio Silva Guzmán, periodista y escritor colombiano.
- 3 de julio: Wu Chien-lien, actriz y cantante taiwanesa.
- 4 de julio: Polly Higgins, abogada, escritora y activista medioambiental británica escocesa (f. 2019).

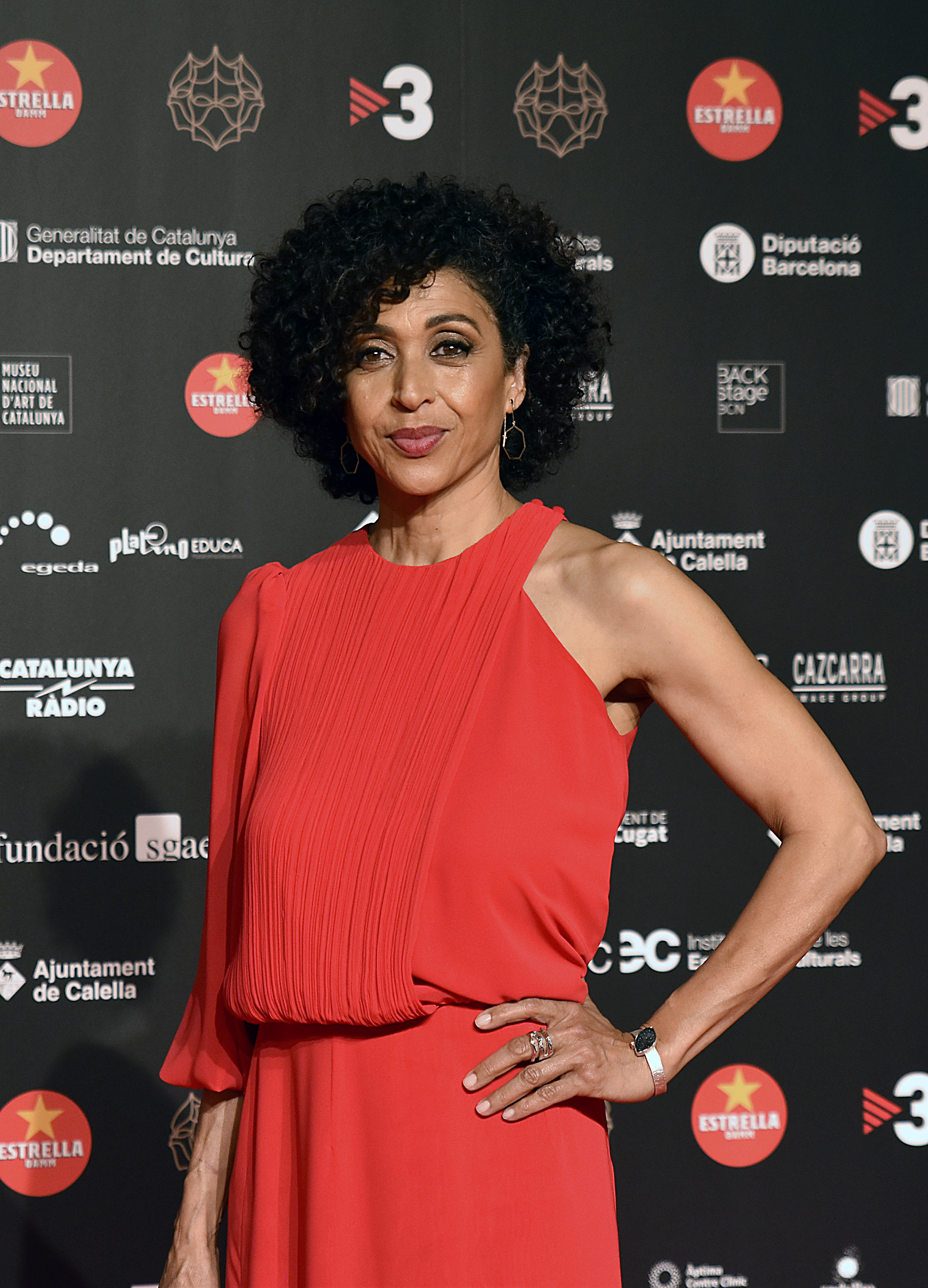
Vicenta N'Dongo.

- 5 de julio: Ken Akamatsu, dibujante japonés.
- 5 de julio: Vicenta N'Dongo, actriz española.[16]
- 5 de julio: Bernie Paz, actor peruano.
- 5 de julio: Alex Zülle, ciclista suizo.
- 7 de julio: Amy Carlson, actriz estadounidense.
- 7 de julio: Jorja Fox, actriz estadounidense.
- 7 de julio: Kōsuke Fujishima, artista de manga japonés.
- 7 de julio: Mauro Urquijo, actor colombiano.
- 8 de julio: Billy Crudup, actor estadounidense.
- 8 de julio: Miguel Puga, ilusionista español.
- 8 de julio: Akio Suyama, seiyū japonés.
- 8 de julio: Michael Weatherly, actor estadounidense.
- 9 de julio: Eduardo Santamarina, actor mexicano.
- 9 de julio: Álex Aguinaga, futbolista y entrenador ecuatoriano.
- 10 de julio: Hassiba Boulmerka, atleta argelina.
- 10 de julio: Anabell Rivero, actriz y modelo venezolana.
- 11 de julio: Walter Luengas, actor colombiano.

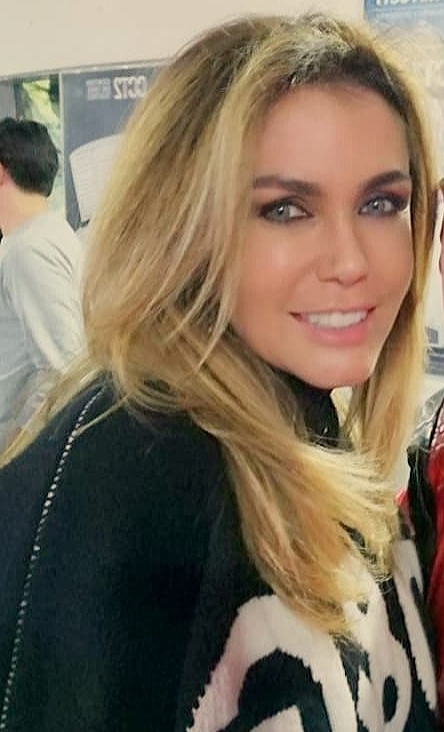
Sabine Moussier.

- 12 de julio: Sabine Moussier, actriz mexicana de origen germano.
- 13 de julio: Omi Minami, actriz de doblaje japonesa.
- 13 de julio: Enrique Salas, actor, comediante, productor, director y dramaturgo.
- 14 de julio: Judith Colell, directora, guionista y productora de cine española.
- 14 de julio: Patricia Troncoso, activista chilena por la causa mapuche.
- 15 de julio: Gustavo Aguilera, periodista, comunicador y escritor uruguayo.
- 15 de julio: Leticia Calderón, actriz mexicana.
- 16 de julio: Larry Sanger, informático estadounidense.
- 17 de julio: Lee Wolosky, diplomático y abogado estadounidense.
- 18 de julio: Tania Bruguera, artista cubana.
- 19 de julio: José Cepeda, político, profesor de comunicación universitario y periodista español.
- 19 de julio: Adrian Vallarino, director y productor de televisión y cine uruguayo.
- 20 de julio: Tomás Afán, dramaturgo, actor, director y productor teatral español.
- 20 de julio: Salvador Gutiérrez Solís, escritor español.
- 21 de julio: Claudia Brant, cantautora, compositora y productora musical argentina.
- 21 de julio: Brandi Chastain, futbolista estadounidense.
- 21 de julio: Emilio Gómez González, físico, investigador español y catedrático de la Universidad de Sevilla (f. 2021).
- 22 de julio: Adriana Mosquera "Nani", caricaturista, escritora, bióloga, diseñadora y escritora colombiana.
- 23 de julio: Gary Payton, jugador estadounidense de baloncesto.
- 24 de julio: Kristin Chenoweth, cantante y actriz de teatro estadounidense.
- 24 de julio: Troy Kotsur, actor sordo estadounidense.

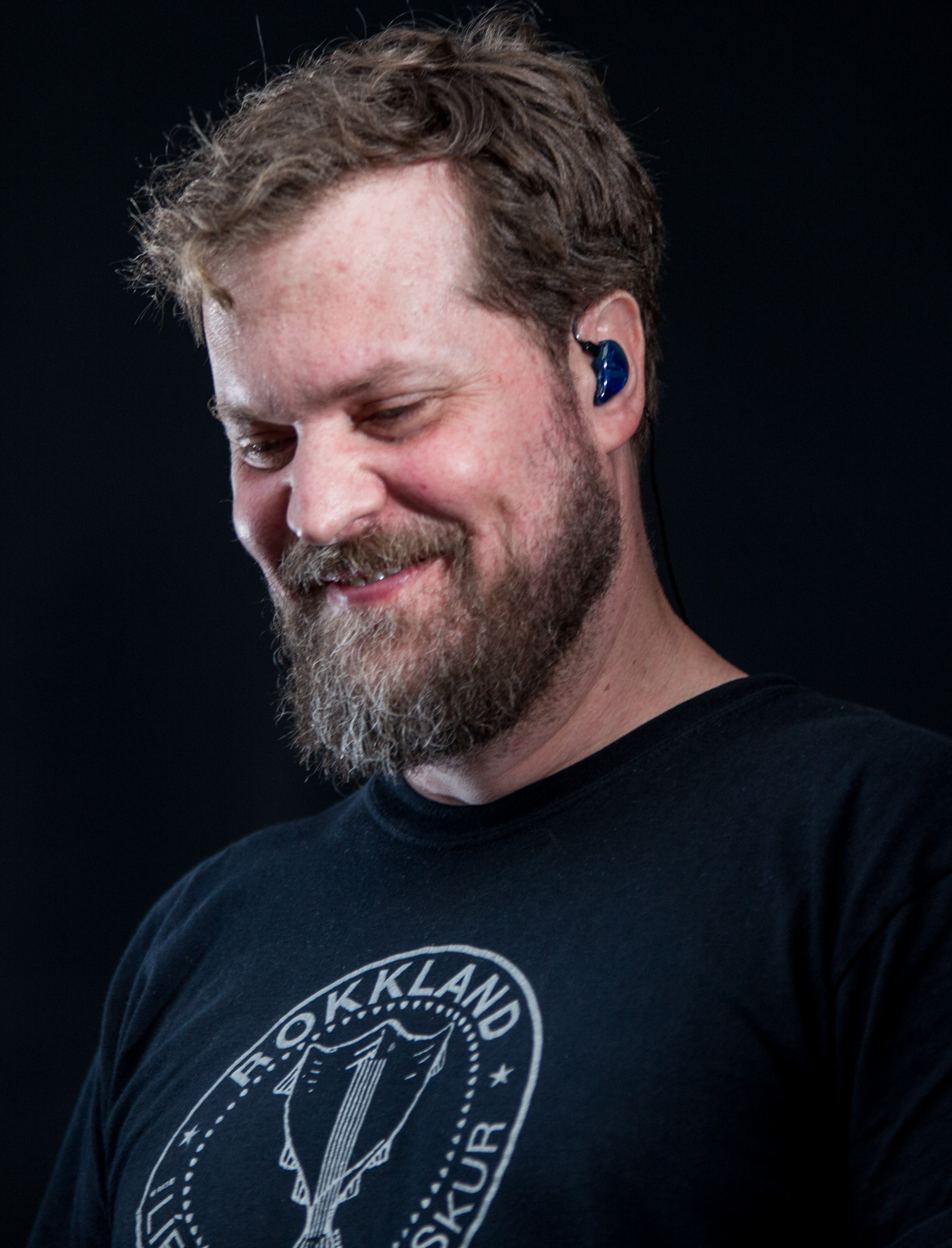
John Grant.

- 25 de julio: John Grant, cantante y compositor estadounidense.
- 26 de julio: 
  - Olivia Williams, actriz británica.
  - Flavio César, actor y cantante mexicano.
- 27 de julio: Melissa Alfaro, periodista peruana.
- 27 de julio: Samuel Matete, atleta zambiano especializado en pruebas de velocidad.
- 27 de julio: Julian McMahon, actor australiano (f. 2025)
- 27 de julio: Larisa Ortiz Quintero, mujer indígena nahua mexicana, defensora e impulsora de los derechos de los pueblos indígenas..
- 27 de julio: Jorge Salinas, actor mexicano.
- 27 de julio: Ricardo Rosset, piloto de automovilismo brasileño.
- 28 de julio: Billy Boyd, actor y músico británico.
- 29 de julio: Monique Fuentes, actriz pornográfica y modelo erótica colombiana.
- 30 de julio: Aleida Calleja, periodista, investigadora y funcionaria pública mexicana.
- 30 de julio: Robert Korzeniowski, atleta y marchador polaco.
- 30 de julio: Sean Moore, compositor y baterista británico de la banda Manic Street Preachers.
- 31 de julio: Iván Flores Quispe, profesor, biólogo y político peruano.
- 31 de julio: Knut Holmann, deportista noruego que compitió en piragüismo.

### Agosto
- 2 de agosto: Pablo Amster, matemático argentino.
- 2 de agosto: Stefan Effenberg, futbolista alemán.
- 2 de agosto: Manuel Forcano, poeta, hebraista y traductor español.
- 2 de agosto: Chrystia Freeland, escritora, periodista y política canadiense.
- 2 de agosto: Russell Latapy, futbolista trinitense.
- 3 de agosto: Kingsley Bugarin, nadador paralímpico australiano.
- 3 de agosto: Nelson Loyola, deportista cubano que compitió en esgrima.
- 3 de agosto: Humberto Rodríguez, animador, periodista, publicista, presentador y locutor colombiano.
- 4 de agosto: Daniel Dae Kim, actor estadounidense.

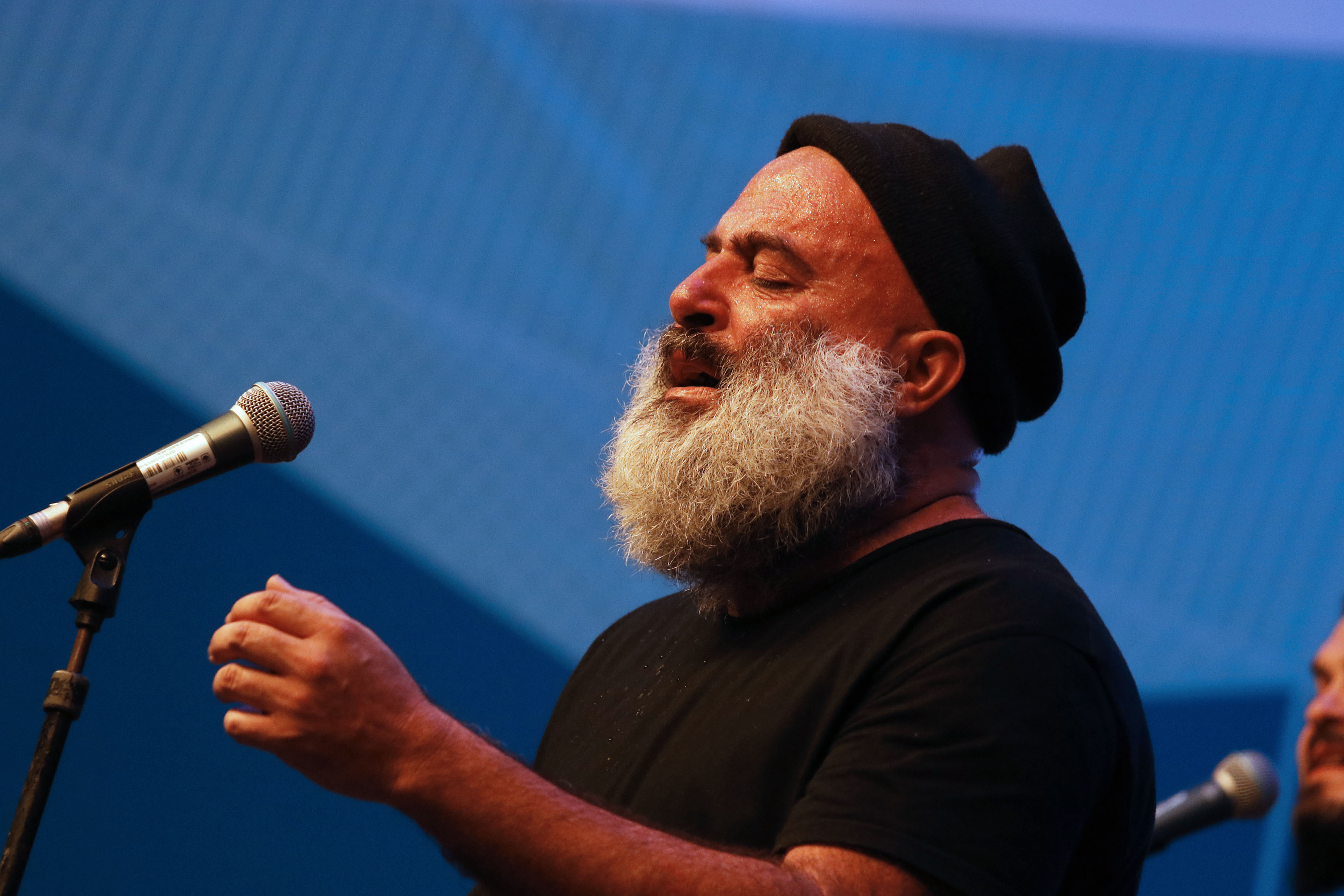
Aldo Asenjo.

- 5 de agosto: Aldo Asenjo (El Macha), es un cantautor y guitarrista chileno.
- 5 de agosto: Marine Le Pen, política derechista francesa.
- 5 de agosto: Colin McRae, piloto escocés de carreras (f. 2007).
- 6 de agosto: Alfonso Salazar, escritor español.
- 6 de agosto: Patricia Tarabini, tenista argentina.

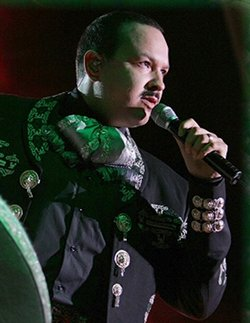
Pepe Aguilar.

- 7 de agosto: Pepe Aguilar, cantante mexicano de música ranchera.
- 7 de agosto: Tomás Carbonell, tenista español.
- 9 de agosto: Gillian Anderson, actriz estadounidense.
- 9 de agosto: Eric Bana, actor australiano.

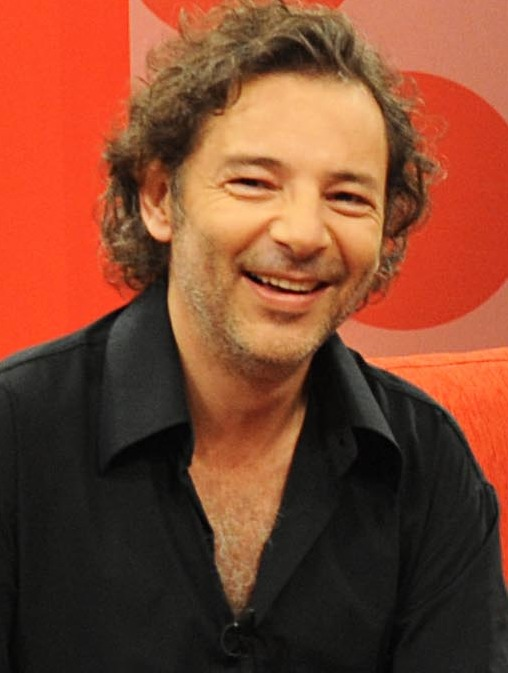
Fabián Vena.

- 10 de agosto: Miguel Ángel Berna, bailarín zaragozano.
- 10 de agosto: José Manuel Seda, actor español.
- 10 de agosto: Fabián Vena, actor argentino de televisión, teatro y cine.
- 11 de agosto: Claudia Marcucetti, arquitecta, escritora y periodista italo-mexicana.
- 11 de agosto: Sophie Okonedo, actriz británica.
- 11 de agosto: Lamia Ziadé, ilustradora y artista visual libanesa.
- 12 de agosto: Pablo Rey, pintor español.
- 14 de agosto: Jamila Ksiksi, política tunecina, diputada de la Asamblea de Representantes del Pueblo (f. 2022).
- 14 de agosto: Adrian Lester, actor inglés.
- 15 de agosto: Sergio López Miró, nadador español.
- 15 de agosto: Debra Messing, actriz estadounidense.
- 16 de agosto: Luis Fernando Ochoa, productor discográfico y artístico, compositor, músico, arreglista, corista, bajista y guitarrista conocido por trabajar con Shakira, Chayanne, o Ricky Martin.

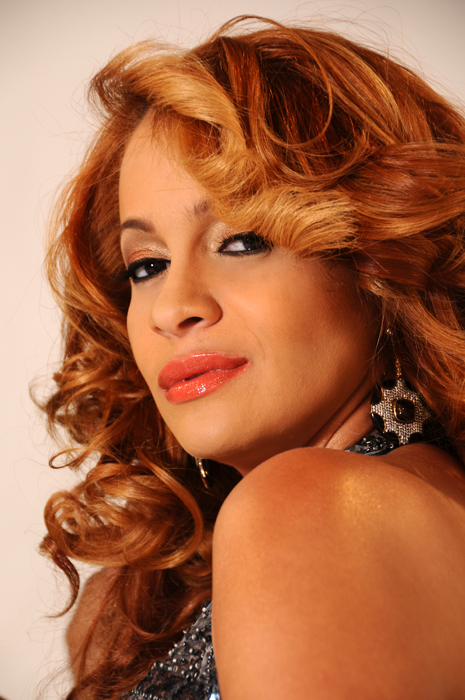
Miriam Cruz.

- 17 de agosto: Miriam Cruz, cantante dominicana de merengue.
- 17 de agosto: Marjorie Calderón, abogada y jueza venezolana.
- 17 de agosto: Helen McCrory, actriz británica (f. 2021).
- 17 de agosto: Emilia Nuyado, auditora y política chilena de origen mapuche-huilliche.

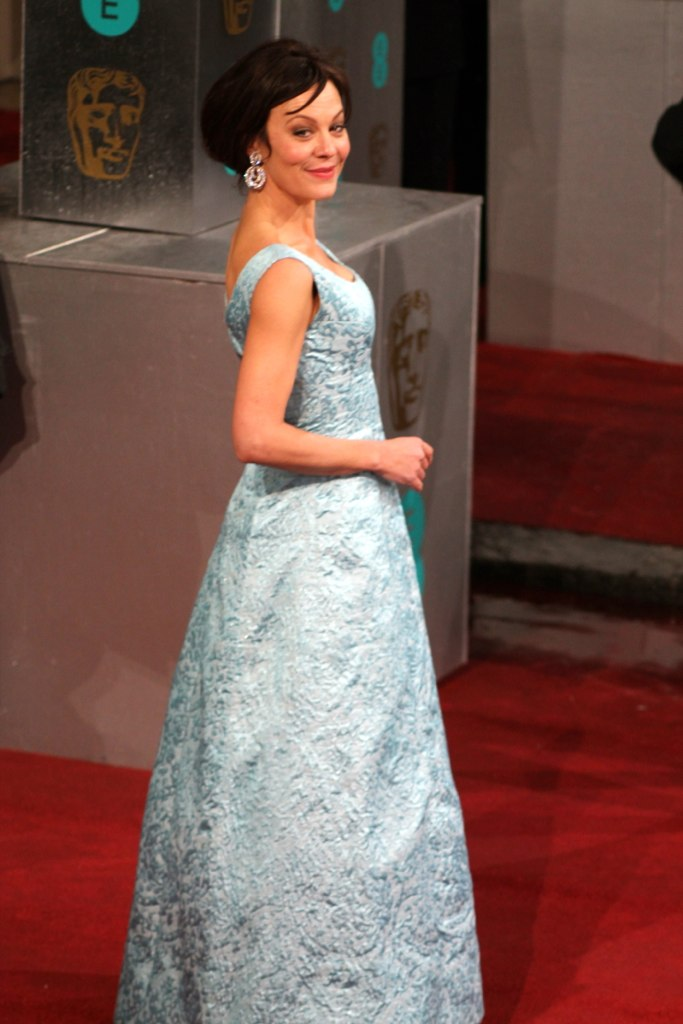
Helen McCrory

- 19 de agosto: Jorge Alcalde Lagranja, periodista, divulgador científico y escritor español.
- 20 de agosto: Yuri Shiratori, seiyū japonesa.
- 21 de agosto: Antonio Benarrivo, futbolista italiano.
- 22 de agosto: Julián Rodríguez Marcos, escritor, galerista y director español (f. 2019).
- 22 de agosto: Victoria Rosell, magistrada y política española.
- 23 de agosto: Tommi Korpela, actor de cine finés.
- 23 de agosto: Giancarlo Petaccia, periodista y presentador de televisión chileno.
- 24 de agosto: Diana López, artista visual y promotora cultural venezolana.
- 24 de agosto: Daniel Monzón, director, guionista y actor español.
- 25 de agosto: Rachael Ray, presentadora de televisión y escritora estadounidense.
- 26 de agosto: Fernando Cedeño, director de cine ecuatoriano dedicado a la producción de cine guerrilla.
- 27 de agosto: Agustín Arana, actor mexicano y cantante.
- 27 de agosto: Uwe Schmidt, compositor, músico y productor de música electrónica alemán, radicado en Chile.
- 28 de agosto: Billy Boyd, actor escocés.
- 28 de agosto: Carlos Hugo Hidalgo, actor mexicano de teatro y de doblaje.
- 28 de agosto: Carlos Moreno, director de cine colombiano.
- 28 de agosto: Javier Ortega Smith, político español.

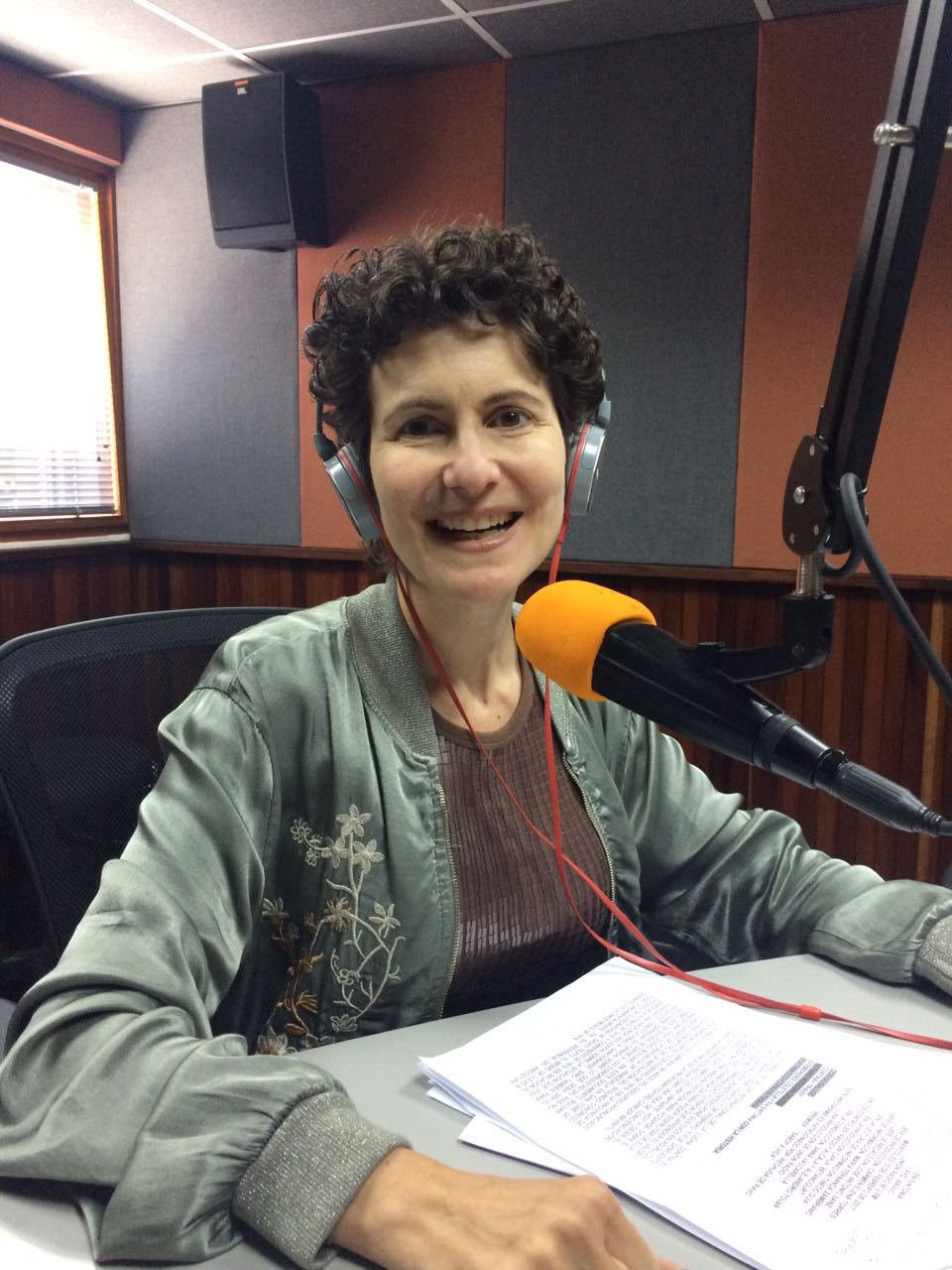
Anna Vaccarella.

- 31 de agosto: Jorge Amaro, músico, productor y compositor mexicano.
- 31 de agosto: Tessa Andonegi, actriz y presentadora de televisión española.
- 31 de agosto: Alexia Dechamps, actriz brasileña nacida en Argentina.
- 31 de agosto: Casimira Lema, periodista y presentadora de televisión boliviana.
- 31 de agosto: Hideo Nomo, beisbolista japonés.
- 31 de agosto: Anna Vaccarella, periodista venezolana.

### Septiembre
- 1 de septiembre: 
  - Mohammed Atta, terrorista egipcio (f. 2001).
  - Paul Mayeda Berges, guionista y cineasta estadounidense.
  - Franck Lagorce, piloto de automovilismo francés.
- 3 de septiembre: Rafael Lacava, político venezolano.

- 4 de septiembre: 

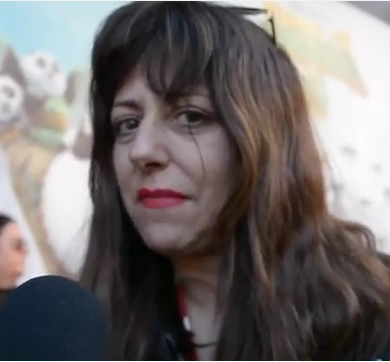
Yolanda Ramos.

  - John DiMaggio, actor de voz estadounidense.
  - Yolanda Ramos, actriz, presentadora y humorista española.
- 5 de septiembre: 
  - Simon Hix, politólogo británico.
  - Rafo Ráez, productor discográfico, cantautor y antropólogo peruano.
  - Fishel Szlajen, rabino y académico argentino-israelí especializado en el campo de la bioética.
- 6 de septiembre: 
  - Nelson de la Rosa, actor dominicano.
- 7 de septiembre: 
  - Marcel Desailly, futbolista francés de origen ghanés.
  - Héctor Rivas, exfutbolista y entrenador venezolano de fútbol.
- 8 de septiembre: Graciela Mauri, actriz mexicana.
- 9 de septiembre: 
  - Lila Downs, cantautora y productora discográfica mexicana.
  - David Sánchez, saxofonista tenor puertorriqueño de jazz.
- 10 de septiembre: 
  - Andreas Herzog, futbolista austriaco.
  - Big Daddy Kane, artista estadounidense de hip-hop.
  - Juan Martín Maldacena, físico teórico argentino.
- 11 de septiembre: 
  - Taimí Chappé, esgrimista olímpica cubana nacionalizada española (f. 2020).
  - Kay Hanley, intérprete y cantante estadounidense de rock alternativo.
  - Yu Oh-seong, actor coreano.
- 12 de septiembre: 
  - Zdeněk Moravec, astrónomo checo y astrofísico, prolífico descubridor de asteroides.
  - Darío Ortiz, pintor y escritor colombiano.
- 13 de septiembre: Santi Millán, presentador de televisión y humorista.

- 14 de septiembre: 

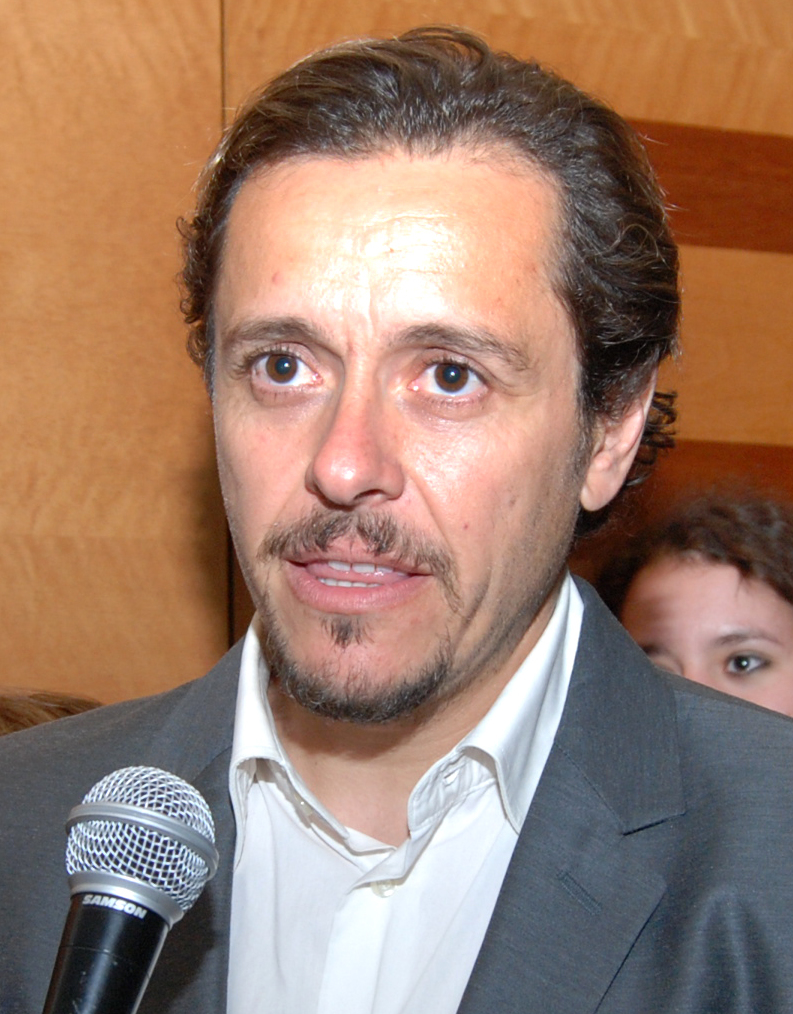
Álvaro Morales.

  - Keith-Lee Castle, actor británico.
  - Ara Malikian, violinista libanés de ascendencia armenia, con nacionalidad española.
  - Álvaro Morales, actor chileno, de teatro y televisión.
- 15 de septiembre: Gaspar Colón, barítono venezolano y estadounidense. Marc Anthony

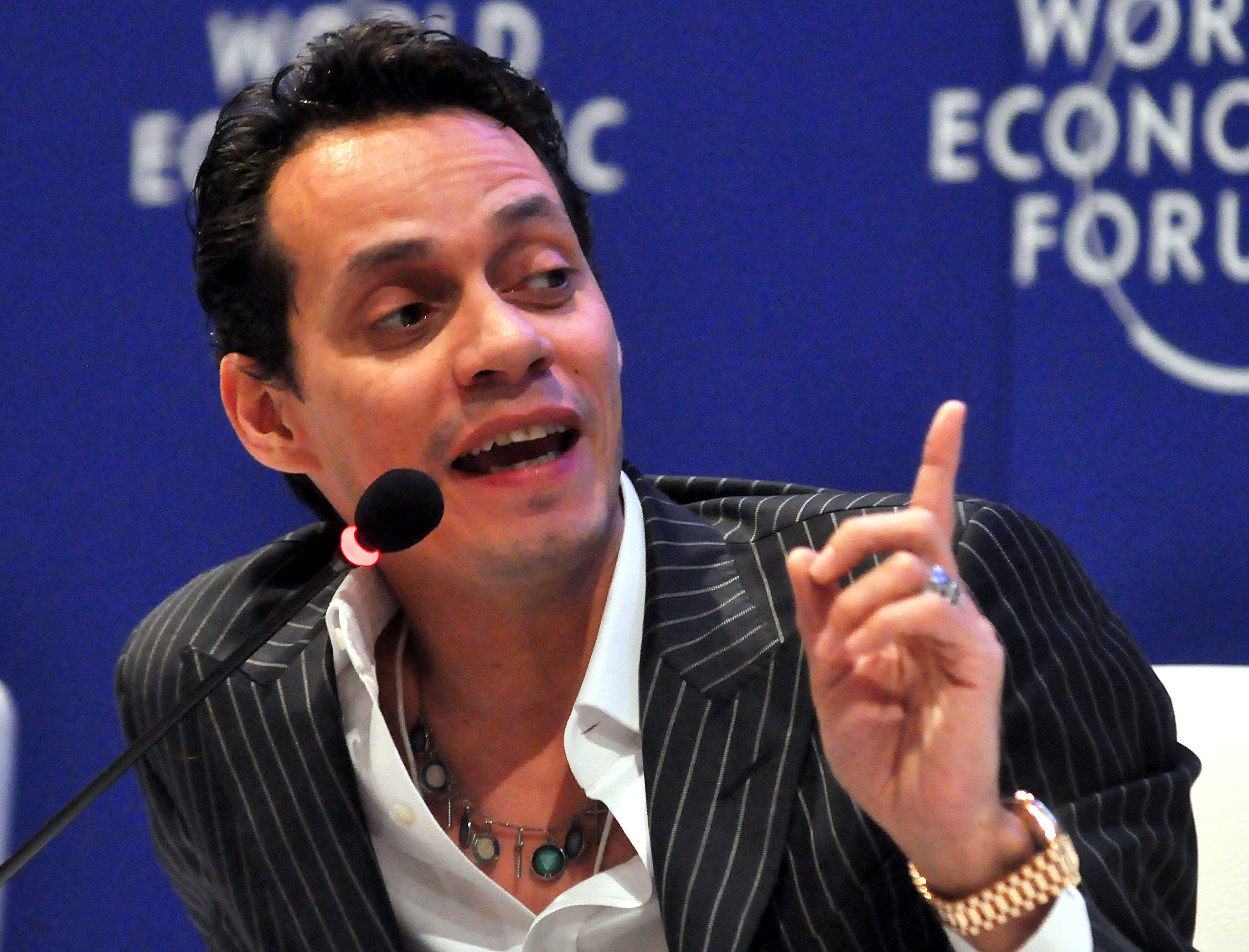
Marc Anthony

- 16 de septiembre: Marc Anthony, cantante puertorriqueño.
- 17 de septiembre: 
  - Anastacia, cantautora estadounidense.
  - Tito Vilanova, jugador y entrenador de fútbol catalán (f. 2014).
- 18 de septiembre: 
  - Kang Chol-hwan, periodista, activista por los derechos humanos y escritor norcoreano, nacionalizado surcoreano.
  - Toni Kukoč, jugador croata de baloncesto.
  - Kim Thúy, escritora vietnamita.
- 19 de septiembre: Helena García Melero, periodista española.
- 20 de septiembre: Norah Vincent, escritora estadounidense.
- 21 de septiembre: Alex Amaral, actor brasileño.
- 22 de septiembre: 
  - Marisol Ceh Moo, escritora y profesora mexicana.
  - Karin Cohen, periodista y locutora argentina.
- 23 de septiembre: 
  - José Ignacio González Moreno, periodista, realizador de televisión, guionista y documentalista español.
  - Sydnee Steele, actriz pornográfica y modelo erótica estadounidense.
  - Chango Spasiuk, compositor y acordeonista argentino de chamamé.
- 24 de septiembre: Alberto Rivero, actor, director de teatro y docente uruguayo. Will Smith
- 25 de septiembre: 

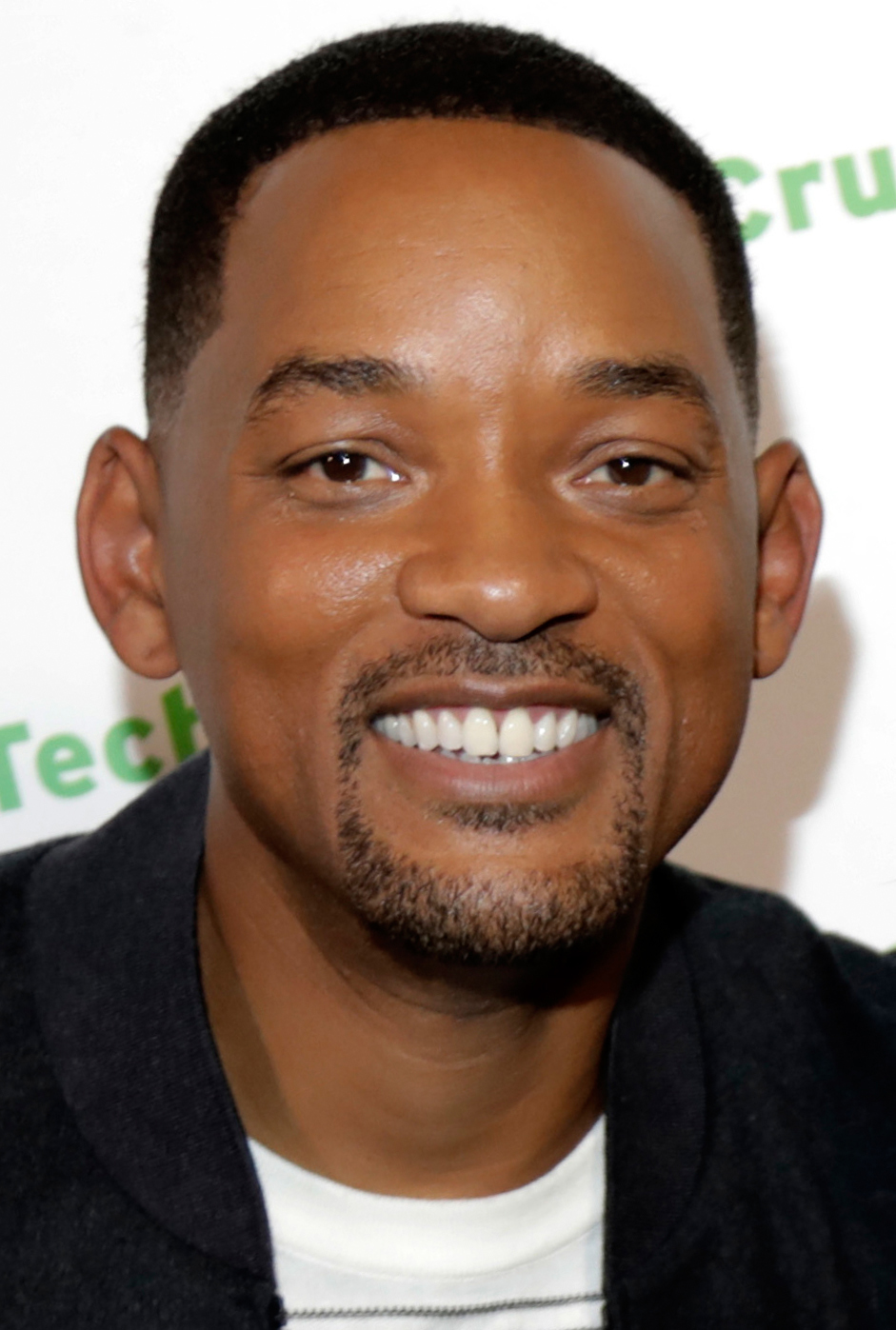
Will Smith

  - Will Smith, actor y rapero estadounidense.
  - Friso de Orange-Nassau, aristócrata neerlandés (f. 2013).
- 26 de septiembre: 
  - James Caviezel, actor estadounidense.
  - Orlando Fundichely, actor cubano nacionalizado peruano.
  - Jim Caviezel, actor estadounidense.
- 27 de septiembre: 
  - Víctor Manuelle, cantante puertorriqueño.
  - Mari Kiviniemi, política finlandesa.
  - Asha Ismail, activista de derechos humanos keniata.
- 28 de septiembre: 
  - Mika Häkkinen, piloto finlandés de Fórmula 1.
  - Fumiyo Kōno, artista de manga japonés.
  - Carré Otis, modelo y actriz estadounidense.
  - Naomi Watts, actriz británica.

- 30 de septiembre: 

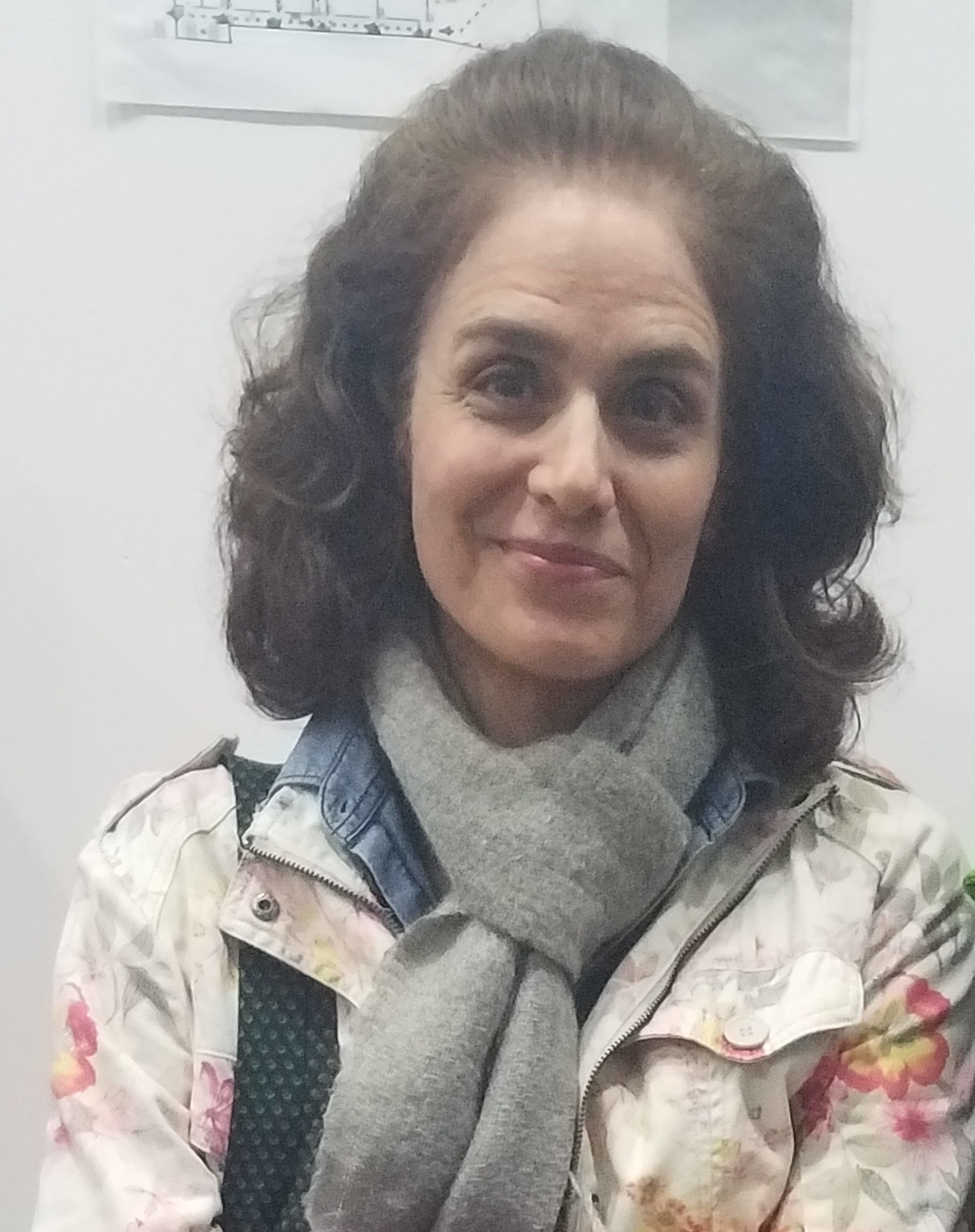
Gabriela Alemán.

  - Gabriela Alemán, escritora ecuatoriana.
  - Mariana Prommel, actriz y conductora argentina (f. 2021).

### Octubre

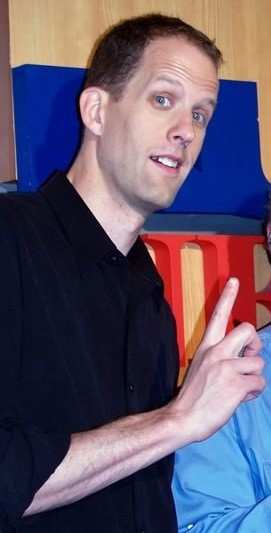
Pete Docter

- 1 de octubre: Francis Gómez, deportista venezolana que compitió en judo.
- 1 de octubre: Robin Santana Paulino, escritor y poeta dominicano.
- 2 de octubre: Range Murata, artista y diseñador japonés.

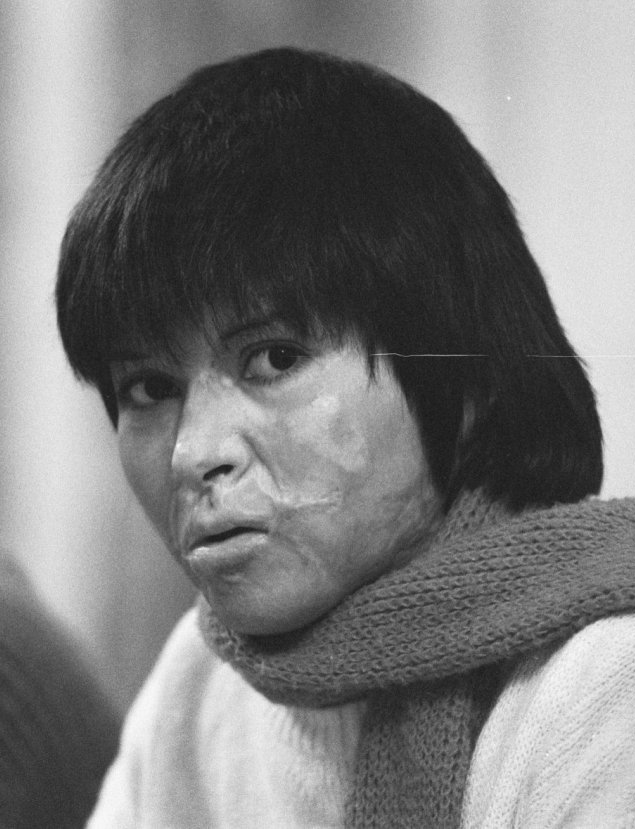
Carmen Gloria Quintana.

- 3 de octubre: Nadia Calviño, economista del Estado y alta funcionaria española de las instituciones europeas.
- 3 de octubre: Carmen Gloria Quintana, psicóloga y activista chilena.
- 3 de octubre: Santiago Rodríguez, actor y humorista colombiano.
- 3 de octubre: Victoire Ingabire Umuhoza, activista ruandesa.
- 4 de octubre: Antonio Sanz, político español.
- 5 de octubre: Fabián Estay, futbolista chileno.

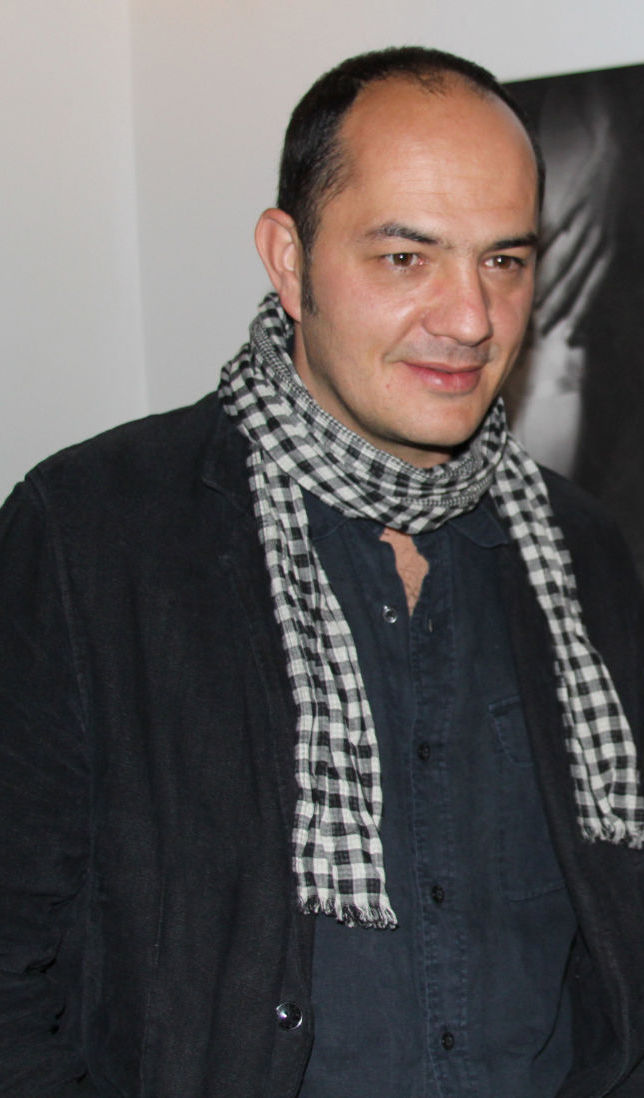
Julián Arango

- 6 de octubre: Dominique A, cantante francés.
- 6 de octubre: Julián Arango, actor colombiano.
- 6 de octubre: James Peck, artista plástico y escritor argentino-británico.
- 6 de octubre: Manu Sánchez Fernández, periodista y presentador español.
- 7 de octubre: Thom Yorke, cantautor británico.
- 8 de octubre: Emily Procter, actriz estadounidense.
- 8 de octubre: Zvonimir Boban, futbolista croata.
- 8 de octubre: Lucho Velasco, actor colombiano.
- 8 de octubre: CL Smooth, rapero estadounidense.
- 9 de octubre: Pete Docter, animador estadounidense.
- 10 de octubre: Henrique Alvarellos, editor y escritor español.
- 10 de octubre: Ángel Lozada, novelista, activista, educador e investigador puertorriqueño.
- 10 de octubre: Francisco Monterrosa, artista plástico, pintor, muralista y grabador mexicano.
- 11 de octubre: Jane Krakowski, actriz estadounidense.

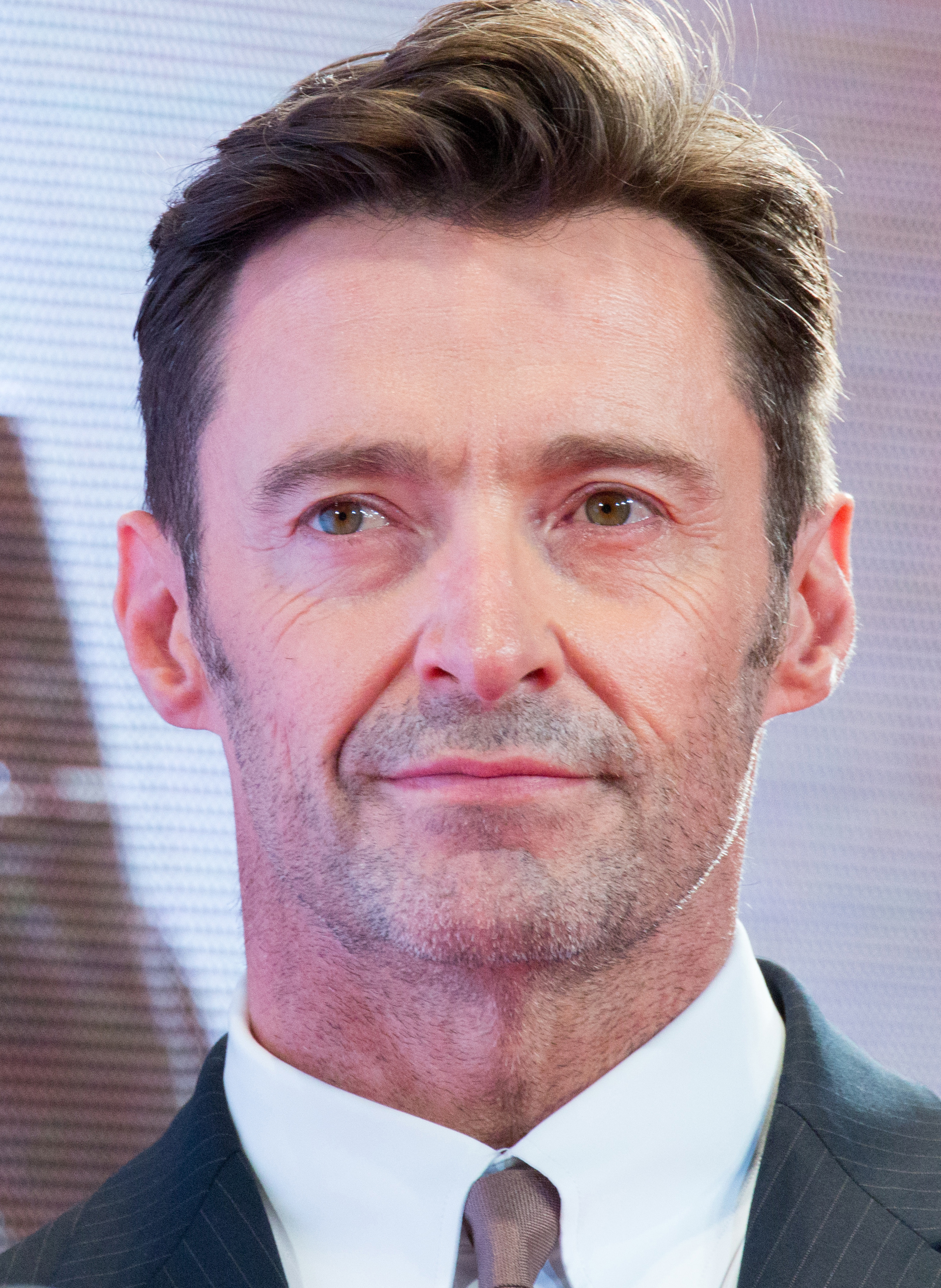
Hugh Jackman

- 12 de octubre: Hugh Jackman, actor australiano.
- 12 de octubre: Adam Rich, actor estadounidense (f. 2023).
- 13 de octubre: Carlos Marín, cantante barítono español y miembro del cuarteto de música de ópera-pop Il Divo (f. 2021).
- 14 de octubre: Matthew Le Tissier, futbolista británico.
- 14 de octubre: María Lucía Fernández, presentadora de noticias colombiana.
- 15 de octubre: Didier Deschamps, entrenador y exfutbolista francés.
- 15 de octubre: Vanessa Marcil, actriz estadounidense de ascendencia mexicana.
- 15 de octubre: Pedro Solís García, director y guionista español de producciones de animación 3D.
- 16 de octubre: Jaime Davidson "Gringo el Original", músico panameño de reggae en español.
- 16 de octubre: Iliá Lagutenko, cantante ruso, vocalista del grupo Mumiy Troll.
- 16 de octubre: Elsa Zylberstein, actriz francesa de cine, televisión y teatro.

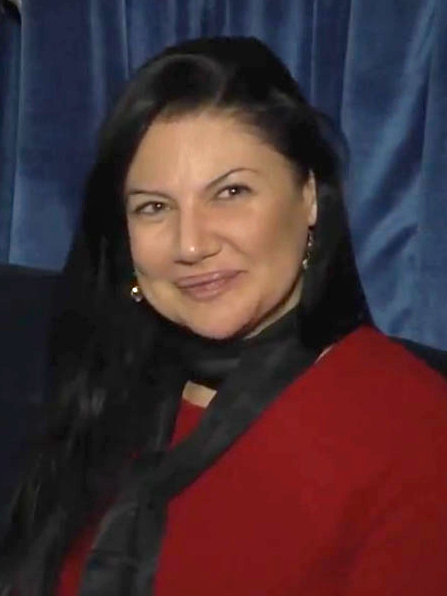
Alejandra Ávalos

- 17 de octubre: Ziggy Marley, músico jamaicano de réggae, hijo de Bob Marley.
- 17 de octubre: Raúl Ordóñez, tenista colombiano (f. 2020).
- 17 de octubre: Alejandra Ávalos, actriz y cantante mexicana.
- 17 de octubre: Jiang Jin, futbolista chino.
- 18 de octubre: Carles Folguera, exportero de Hockey sobre patines español, pedagogo.
- 18 de octubre: Fernando Soto, actor español.
- 19 de octubre: Yayan Ruhian, artista marcial, coreógrafo y actor indonesio.
- 21 de octubre: Miguel Ángel Contreras, poeta y escritor español.
- 21 de octubre: Cayayo Troconis, guitarrista venezolano de rock (f. 1999).
- 21 de octubre: Iván Thays, escritor peruano.
- 21 de octubre: Carlos Eduardo Troconis, músico, compositor, productor y dibujante venezolano (f. 1999).
- 21 de octubre: Yolanda Ventura, actriz y cantante española.
- 22 de octubre: Gemma Prat, integrante del grupo musical español Parchís.
- 23 de octubre: Shaggy, cantante jamaicano.
- 23 de octubre: Ernesto Pérez (El Chapo de Sinaloa), cantante mexicano.
- 23 de octubre: Kwak Sin-ae, productora de cine surcoreana.
- 23 de octubre: Patricio Villarejo, músico argentino, chelista, compositor, director de orquesta, arreglador y productor.
- 24 de octubre: Nick Warren, DJ y productor de música electrónica Inglés.
- 25 de octubre: Murielle Compère-Demarcy, poeta, escritora de cuentos y autora de crónicas literarias y artículos críticos francesa.
- 27 de octubre: Monserrat Álvarez, periodista, presentadora de televisión y conductora de radio chilena.
- 27 de octubre: María Pilar Canedo, jurista y profesora universitaria española.
- 28 de octubre: Saúl Marín, actor y modelo venezolano.
- 30 de octubre: Marcela Mella, activista por los derechos del agua, dirigente social y política chilena.
- 30 de octubre: Mónica Navarro, actriz, compositora, cantante y conductora de televisión argentina radicada en Uruguay.
- 31 de octubre: Vanilla Ice, rapero estadounidense.
- 31 de octubre: Mike O'Malley, dramaturgo y actor de cine y televisión estadounidense.

### Noviembre
- 1 de noviembre: Tomás Cimadevilla, productor y director de cine español.
- 1 de noviembre: Javier Jacinto, director de orquesta y compositor español.
- 1 de noviembre: Alberto San Juan, actor español.
- 3 de noviembre: Gabriela Cabezón Cámara, escritora y periodista argentina.
- 3 de noviembre: Alberto Iñurrategi, escalador y montañero español.
- 4 de noviembre: Jaume Balagueró, director de cine español.
- 4 de noviembre: Enoc Leaño, actor mexicano en cine, teatro y televisión.
- 4 de noviembre: Almudena Muñoz, deportista española que compitió en judo.

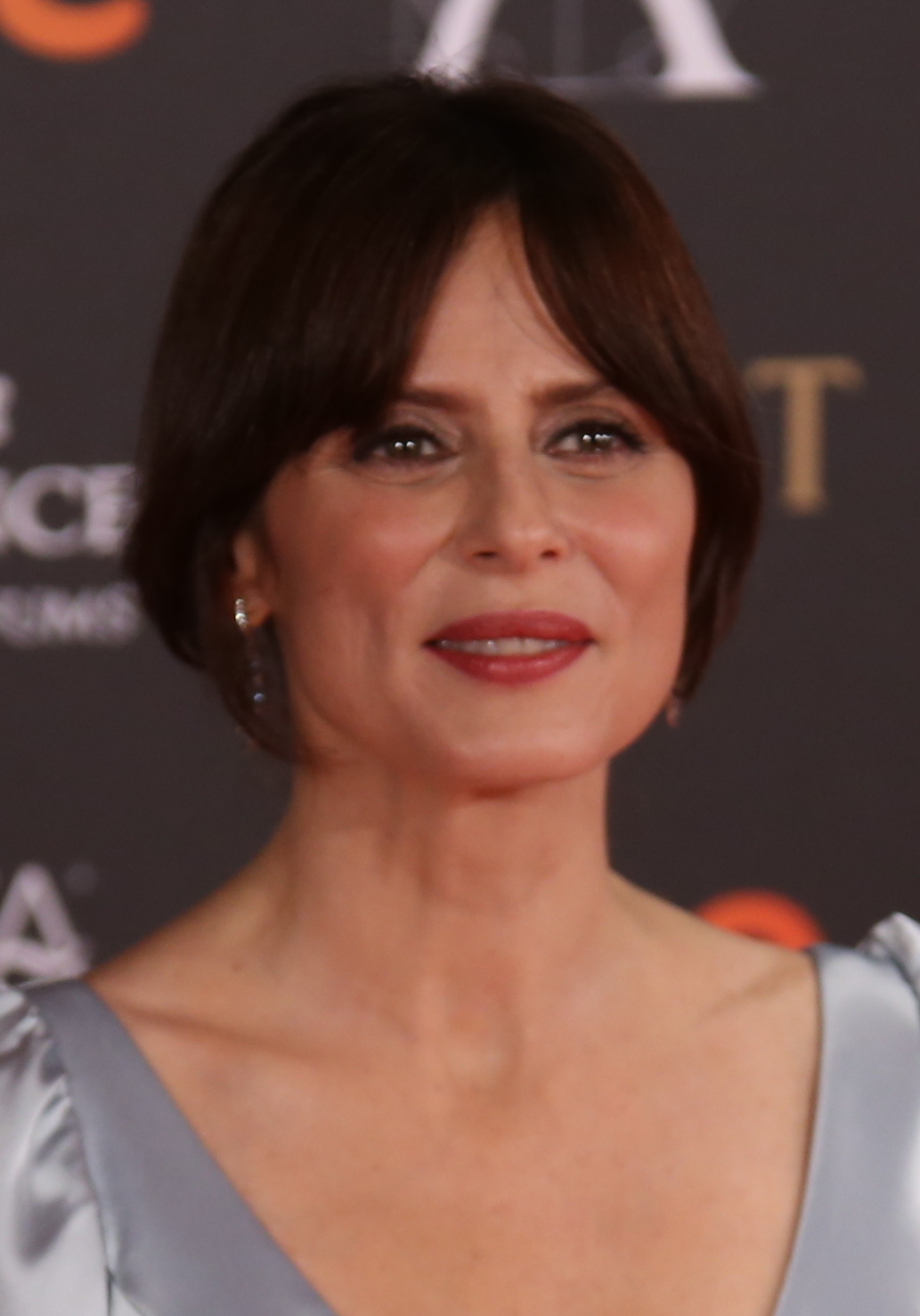
Aitana Sánchez Gijón

- 5 de noviembre: Ricardo Fort, empresario y director artístico argentino (f. 2013).
- 5 de noviembre: Rene Lavan, actor cubano.
- 5 de noviembre: Aitana Sánchez Gijón, actriz española.
- 6 de noviembre: Víctor del Árbol, escritor español.
- 6 de noviembre: Jerry Yang, cofundador del sitio web Yahoo.
- 7 de noviembre: Sara Cockerill, magistrada británica.
- 7 de noviembre: Yuyi Morales, escritora e ilustradora mexicana-estadounidense de literatura infantil.
- 7 de noviembre: Ignacio Padilla, escritor mexicano perteneciente a la Generación del Crack (f. 2016).
- 7 de noviembre: Ernesto Ríos Rocha, muralista, pintor, escultor, poeta y compositor musical mexicano.
- 8 de noviembre: Zara Whites, actriz danesa.
- 9 de noviembre: María Amelia Gutiérrez, antropóloga y docente argentina.
- 9 de noviembre: Margarita Hernández, actriz venezolana.
- 9 de noviembre: Guillem Medina, periodista, fotógrafo e historietista catalán.
- 9 de noviembre: Luis Mesa, actor colombiano.
- 10 de noviembre: Tom Papa, comediante, actor y presentador de radio estadounidense.
- 10 de noviembre: Juan Roberto Vargas, periodista y presentador de noticias colombiano.
- 11 de noviembre: Gorki Águila, músico de punk cubano.
- 11 de noviembre: Mauricio Basualto, músico chileno.
- 11 de noviembre: Lavell Crawford, actor y comediante estadounidense.
- 12 de noviembre: Kathleen Hanna, música, activista, y escritora estadounidense.
- 12 de noviembre: Fernando Martín Peña, crítico, docente, investigador, coleccionista, divulgador de cine y presentador de televisión argentino.
- 12 de noviembre: Sammy Sosa, beisbolista dominicano.
- 12 de noviembre: Gustavo Tabares, artista visual, docente de arte, gestor cultural y curador uruguayo.
- 13 de noviembre: María Elena Giusti, nadadora venezolana de sincronizada.
- 15 de noviembre: Ol' Dirty Bastard, rapero estadounidense (f. 2004).
- 15 de noviembre: Deborah S. Jin, física estadounidense (f. 2016).
- 16 de noviembre: Rory O'Neill, "Patín", drag queen irlandesa y activista a favor de los derechos LGTBI.
- 18 de noviembre: Bladimir Lugo, militar venezolano.
- 18 de noviembre: Gary Sheffield, beisbolista estadounidense.
- 18 de noviembre: Owen Wilson, actor estadounidense.
- 19 de noviembre: Karina, actriz y cantante venezolana de origen peruano.
- 20 de noviembre: Rubén Gallego, escritor ruso de origen español.
- 21 de noviembre: Alex James, músico británico, de la banda Blur.
- 21 de noviembre: Oscar Peñafiel Rodriguez, guitarrista boliviano.
- 22 de noviembre: Rasmus Lerdorf, informático groenlandés, creador del PHP.
- 22 de noviembre: Irina Priválova, atleta rusa especialista en velocidad.
- 23 de noviembre: Jake La Botz, cantante de blues y actor estadounidense.
- 24 de noviembre: Yukihiro Awaji, baterista japonés, de la banda L’Arc~en~Ciel y Acid Android.
- 25 de noviembre: Pedro Flores, poeta y escritor español.
- 25 de noviembre: Jill Hennessy, actriz canadiense.
- 25 de noviembre: Erick Sermon, rapero estadounidense.
- 27 de noviembre: Michael Vartan, actor francés.
- 28 de noviembre: Ana María Alvarado, periodista mexicana.
- 28 de noviembre: Akihiko Hoshide, ingeniero y astronauta japonés.
- 28 de noviembre: Mauricio Terrones Maldonado, investigador mexicano en el área de nanociencias y nanotecnología.
- 29 de noviembre: Pino Caballero Gil, científica española.
- 29 de noviembre: Nicho Hinojosa, cantante mexicano.
- 29 de noviembre: Jonathan Knight, cantante estadounidense, integrante del grupo New Kids on the Block.
- 29 de noviembre: Pere Pastor Vilanova, magistrado y jurista andorrano.
- 30 de noviembre: Llum Barrera, actriz española.
- 30 de noviembre: Carlos Latuff, caricaturista y activista por los derechos humanos brasileño.
- 30 de noviembre: Rica Matsumoto, cantante japonesa.

### Diciembre
- 1 de diciembre: Justin Chadwick, actor de cine y televisión y director inglés.
- 1 de diciembre: Antonio Peñalver, atleta decatleta español.
- 2 de diciembre: David Batty, futbolista británico.
- 2 de diciembre: Lucy Liu, actriz estadounidense.
- 2 de diciembre: Nate Mendel, músico estadounidense, de la banda Foo Fighters.
- 2 de diciembre: Gerardo Morán, cantante de tecnocumbia ecuatoriano.
- 3 de diciembre: Brendan Fraser, actor estadounidense.
- 3 de diciembre: Luis Enrique Gutiérrez Ortiz Monasterio, Dramaturgo y ocasionalmente poeta y narrador mexicano (f. 2022).
- 3 de diciembre: Montell Jordan, cantante afroestadounidense de R&B, compositor de canciones y productor musical.
- 4 de diciembre: Mindi Mink, actriz pornográfica y modelo erótica estadounidense.
- 4 de diciembre: Kike Suero, comediante e imitador peruano.
- 5 de diciembre: Margaret Cho, actriz y comediante coreana.
- 5 de diciembre: Catherine Tate, actriz y comediante británica.

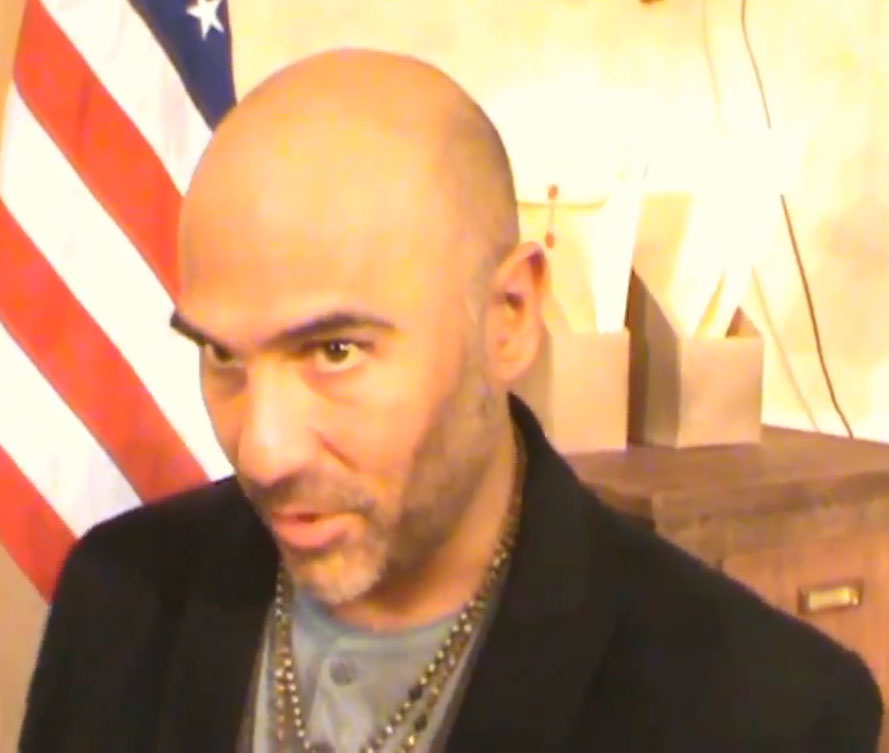
Héctor Suárez Gomis

- 6 de diciembre: Mara Aranda, cantante española intérprete de música mediterránea y música antigua.
- 6 de diciembre: Susy Shock, actriz, escritora y cantante argentina.
- 6 de diciembre: Héctor Suárez Gomís, actor y comediante mexicano.
- 6 de diciembre: Oliver Masucci, actor alemán.
- 7 de diciembre: Irisberto Herrera, Gran Maestro Internacional de ajedrez de origen cubano, nacionalizado español.
- 8 de diciembre: Maricela González, actriz colombiana.
- 8 de diciembre: Michael Cole, comentarista y periodista de lucha libre profesional.
- 9 de diciembre: Kurt Angle, luchador profesional estadounidense.
- 9 de diciembre: Pedro García Aguado, waterpolista español.
- 9 de diciembre: Brian Bell, Guitarrista estadounidense.
- 10 de diciembre: Orlando Jones, actor estadounidense.
- 11 de diciembre: Rafa Almarcha, cantante compositor y productor musical español.
- 11 de diciembre: Emmanuelle Charpentier, microbióloga y bioquímica francesa.
- 12 de diciembre: Tatiana, actriz y cantante mexicana-estadounidense de música pop y luego infantil.
- 13 de diciembre: Magda Botteri Lequemaqué, locutora, cantante, actriz, escritora y profesora peruana.
- 13 de diciembre: Suso León, escultor español.
- 13 de diciembre: José Miguel Jiménez, doctor en Física aplicada.
- 15 de diciembre: Garrett Wang, actor estadounidense.
- 17 de diciembre: Claudio Suárez, futbolista mexicano.
- 17 de diciembre: Almendra Gomelsky, presentadora de televisión y modelo peruana de origen argentino.

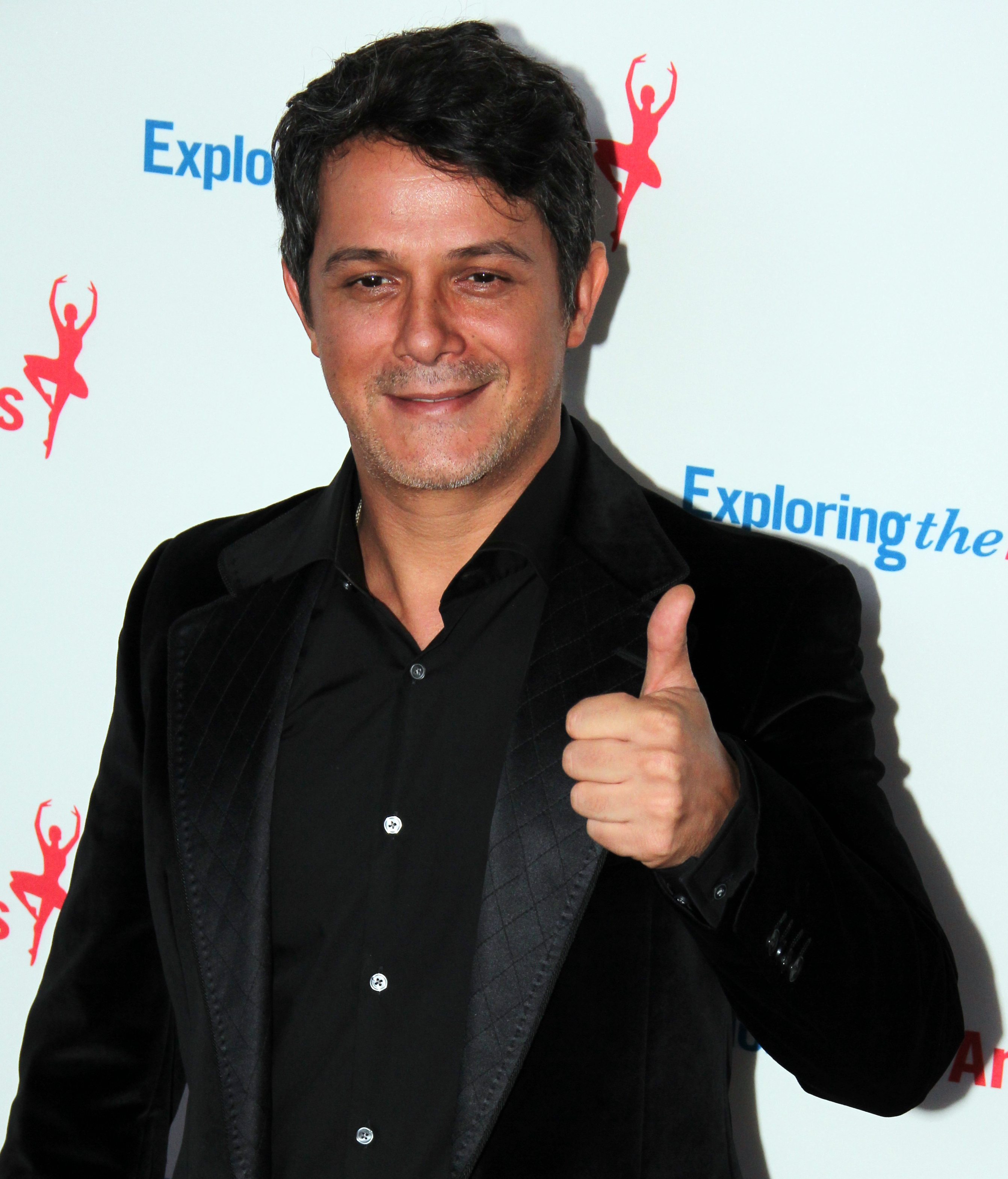
Alejandro Sanz

- 18 de diciembre: Mario Basler, futbolista alemán.
- 18 de diciembre: Juan Carlos Ortega, humorista español.
- 18 de diciembre: Rachel Griffiths, actriz australiana.
- 18 de diciembre: Alejandro Sanz, cantante y compositor español.
- 19 de diciembre: Ken Marino, actor, comediante, director y guionista estadounidense.
- 20 de diciembre: Eduardo Sánchez, cineasta estadounidense de origen cubano (Blair Witch Project).
- 20 de diciembre: Eugenia Cauduro, actriz y exmodelo mexicana.
- 21 de diciembre: Ghalia Benali, cantante, compositora, actriz y diseñadora gráfica tunecina.
- 21 de diciembre: Jorge Camacho Peñaloza, periodista, exatleta y plusmarquista mexicano en Decatlón.
- 21 de diciembre: Lumi Cavazos, actriz mexicana.
- 21 de diciembre: Vanessa Marquez, actriz estadounidense (f. 2018).
- 22 de diciembre: Luis Hernández, exfutbolista mexicano.
- 23 de diciembre: Mohamed Said Raihani, traductor, novelista y cuentista marroquí.
- 23 de diciembre: Manuel Rivera-Ortiz, fotógrafo documental puertorriqueño.

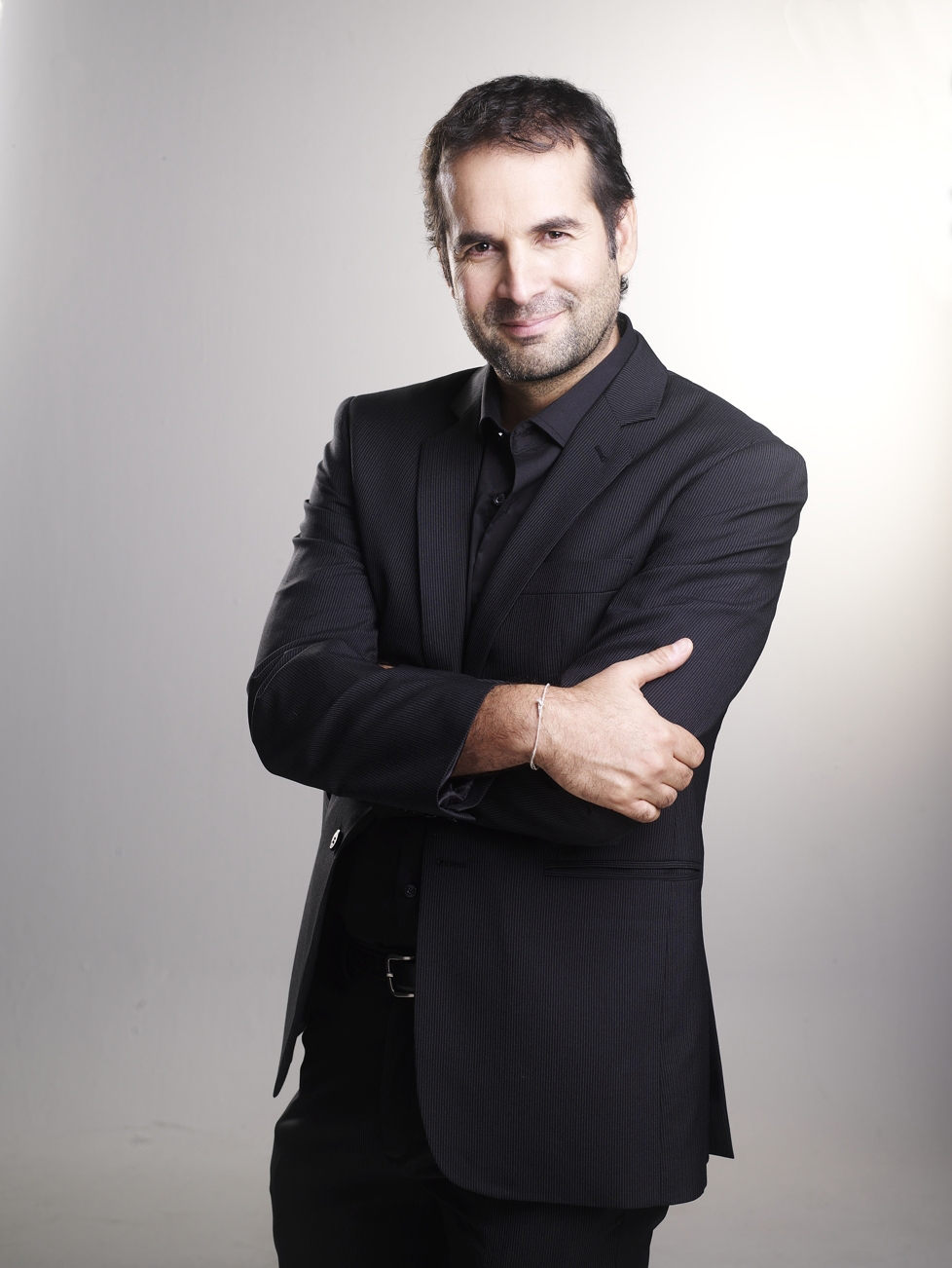
Javier Echevarría Escribens

- 24 de diciembre: Javier Echevarría Escribens, psicólogo, actor, director de teatro, presentador de televisión y locutor de radio peruano.
- 25 de diciembre: Jesús Iglesias Cortés, deportista español que compitió en natación adaptada.
- 26 de diciembre: Byron Howard, director, animador, guionista, artista de historia y actor de voz estadounidense.
- 27 de diciembre: Mariela Viteri, presentadora de televisión, locutora de radio, directora de medios, filantrópica y actriz ecuatoriana.
- 28 de diciembre: Marta Tejedor, futbolista y entrenadora de fútbol española.
- 28 de diciembre: Leonardo Vieira, actor brasileño.
- 29 de diciembre: Gabriela Tagliavini, escritora, directora y guionista de cine argentina.
- 30 de diciembre: Sabeer Bhatia, informático indio, fundador del correo electrónico Hotmail en 1996.
- 30 de diciembre: Sean Higgins, jugador y entrenador de baloncesto estadounidense.
- 30 de diciembre: Meredith Monroe, actriz estadounidense.
- 31 de diciembre: Clara Montes, cantante española de canción de autor y copla.
- 31 de diciembre: Javier Pérez, artista contemporáneo español.
- 31 de diciembre: Claudio Romo, ilustrador chileno.

### Sin fecha
- Yasmine Belkaid, inmunóloga y microbióloga argelina.
- Xavier Cornejo, botánico ecuatoriano.
- Charo Corrales, artista multidisciplinar española.
- Abraham Cruzvillegas, artista conceptual mexicano.
- Fatou Diome, escritora senegalesa de lengua francesa.
- Habiba Djahnine, productora y directora de cine argelina.
- Fátima Djarra Sani, integradora social, mediadora intercultural y activista contra la ablación bisauguineana.
- Manuel Domínguez-Rodrigo, prehistoriador, arqueólogo y paleontropólogo español, catedrático de Prehistoria en la Universidad de Alcalá de Henares.
- Arantxa Echevarría, directora, guionista y productora de cine y televisión española.
- José Edelstein, profesor de física, investigador, escritor y divulgador científico argentino.
- Paula Escobar, periodista, editora, académica y escritora chilena.
- Marina García Burgos, fotógrafa artística y documental, y activista por los derechos humanos peruana.
- Elías García Sánchez, músico y ornitólogo español f. 2019).
- Fausta Gantús, historiadora, escritora, poetisa e investigadora mexicana.
- Tania Hermida, cineasta ecuatoriana.
- Ernesto Hernández Busto, escritor y traductor cubano.
- Marko Heysen, músico, cantante, compositor, cantautor, profesor y filántopo peruano.
- Blas Jaramillo, actor colombiano (f. 2007).
- Pilar Jurado, compositora, directora de orquesta y soprano española.
- Musola Cathrine Kaseketi, cineasta y activista de derechos humanos zambiana.
- Óscar Latas Alegre, autor español en idioma aragonés.
- Mia Manuelita Mascariñas-Green, activista, defensora de los derechos humanos y abogada filipina especializada en temas medioambientales (f. 2017).

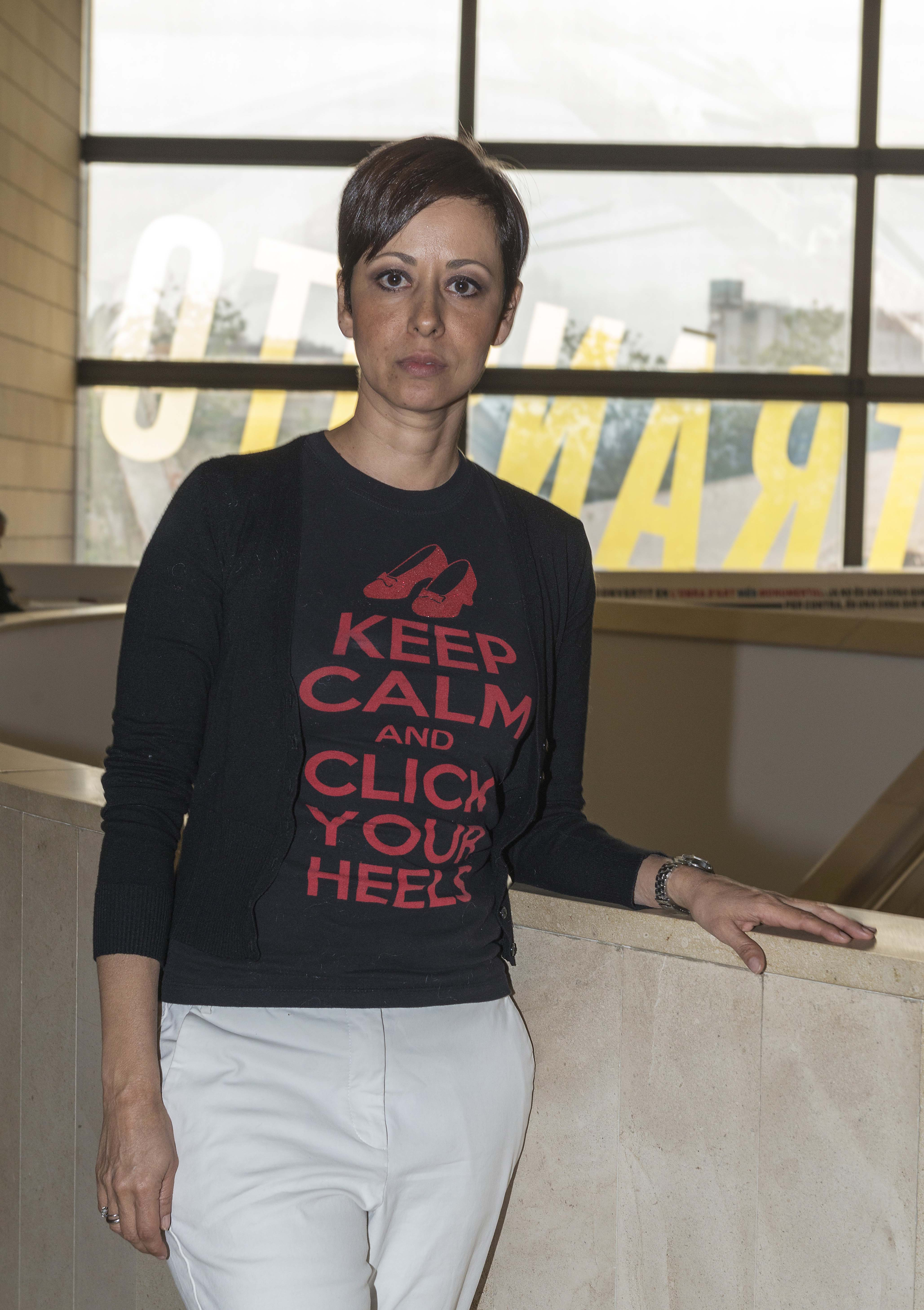
Priscilla Monge.

- Priscilla Monge, artista plástica costarricense.
- Joyce Msuya, microbióloga y científica medioambiental tanzana.
- Adela Navarro Bello, periodista mexicana.
- Esther Palomera, periodista española.
- Eleonora Requena, poetisa venezolana.
- Antonio Romoleroux, pintor, grabador, escultor y dibujante ecuatoriano.
- Graça Samo, activista mozambiqueña por los derechos de las mujeres.
- Uge Sangil, educadora social y activista LGTBI española no bianaria.
- Inma Serrano, cantautora española.
- Marisol Soengas, científica bióloga española, especializada en microbiología.
- Jorge Taramasco, músico, compositor, pedagogo y conferenciante hispano uruguayo.
- Isadora Zubillaga, diplomática venezolana.

## Fallecimientos

### Enero
- 1 de enero: Enrique Ferrarese, constructor y empresario ítaloargentino (n. 1882).
- 2 de enero: Edith Buemann, actriz cinematográfica danesa (n. 1879).
- 7 de enero: Gholamreza Tajtí, el luchador más famoso de la historia de Irán (n. 1930).
- 15 de enero: Firpo Segura, boxeador y luchador mexicano (n. 1907).
- 22 de enero: Duke Kahanamoku, nadador estadounidense (n. 1890).
- 23 de enero: Max Henríquez Ureña, poeta cubano (n. 1886).

### Febrero
- 2 de febrero: Tullio Serafin, director de orquesta y músico italiano (n. 1878).
- 4 de febrero: Neal Cassady, escritor estadounidense (n. 1926).
- 4 de febrero: José Pedroni, poeta argentino (n. 1899).
- 13 de febrero: Ildebrando Pizzetti, compositor y musicólogo italiano (n. 1880).
- 15 de febrero: Little Walter, cantante de blues y armonicista estadounidense (n. 1930).
- 21 de febrero: Howard Walter Florey, farmacólogo australiano, premio nobel de fisiología o medicina (n. 1898).

### Marzo
- 15 de marzo: Khuang Abhaiwongse, político tailandés (n. 1902).
- 20 de marzo: Carl Theodor Dreyer, cineasta danés (n. 1889).
- 24 de marzo: Vicente Scaramuzza, pianista italoargentino (n. 1885).
- 27 de marzo: Yuri Gagarin, cosmonauta soviético, el primer humano en el espacio; accidente de aviación (n. 1934).
- 30 de marzo: Bobby Driscoll, actor estadounidense de cine y televisión (n. 1937).

### Abril
- 1 de abril: Lev Landáu, físico ruso, premio Nobel de física (n. 1908).
- 4 de abril: Martin Luther King, activista por los derechos civiles estadounidense, premio nobel de la paz en 1964 (n. 1929).
- 7 de abril: Jim Clark, piloto británico de Fórmula 1 (n. 1936).
- 8 de abril: Amelia Peláez, pintora cubana (n. 1896).
- 11 de abril: Andreu Dameson, dibujante español (n. 1897).
- 16 de abril: Fay Bainter, actriz estadounidense (n. 1893).
- 25 de abril: John Tewksbury, atleta estadounidense (n. 1876).

### Mayo
- 9 de mayo: Mercedes de Acosta, poetisa, diseñadora de modas y dramaturga estadounidense (n. 1893).
- 9 de mayo: Marion Lorne, actriz estadounidense (n. 1883).
- 13 de mayo: Elías Moya (25), bombero revolucionario cubano, al día siguiente de un incendio provocado por la CIA estadounidense en un almacén en La Habana.[2]
- 14 de mayo: Iván Lugo (26), bombero revolucionario cubano, dos días después de un incendio provocado por la CIA estadounidense en un almacén en La Habana.[2]
- 28 de mayo: Kees van Dongen, pintor neerlandés (n. 1877).
- 30 de mayo: Berta Gangloff, actriz argentina (n. c. 1890).

### Junio

Hellen Keller.

- 1 de junio: Helen Keller, activista estadounidense a favor de los ciegos y sordos (n. 1880).
- 2 de junio: Richard Norris Williams, tenista estadounidense (n. 1891).
- 6 de junio: Robert F. Kennedy, político estadounidense; asesinado (n. 1925).
- 8 de junio: Ludovico Scarfiotti, piloto de automovilismo italiano (n. 1933).
- 14 de junio: Kitty Kelly, actriz estadounidense (n. 1902).
- 14 de junio: Salvatore Quasimodo, poeta y periodista italiano, premio Nobel de Literatura en 1959 (n. 1901).

### Julio
- 7 de julio: Jo Schlesser, piloto francés de automovilismo (n. 1928).
- 11 de julio: José Fernández Migoya, ajedrecista cubano (n. 1900).

- 18 de julio: Corneille Heymans, fisiólogo belga, premio Nobel de Medicina en 1938 (n. 1892).
- 23 de julio: Henry Hallett Dale, fisiólogo británico, premio Nobel de Medicina en 1936 (n. 1875).
- 25 de julio: Daniel Rubi Sánchez, arquitecto español (n. 1883).
- 28 de julio: Otto Hahn, químico alemán, premio Nobel de Química (n. 1879).

### Agosto
- 14 de agosto: Líber Arce, activista uruguayo, primer estudiante asesinado por las fuerzas policiales en Uruguay (n. 1940).
- 15 de agosto: Luis Gianneo, compositor argentino (n. 1897).
- 19 de agosto: Gueorgui Gámov, físico ucraniano (n. 1904).

### Septiembre
- 3 de septiembre: Juan José Castro, compositor y director de orquesta argentino (n. 1895).
- 7 de septiembre: Lucio Fontana, pintor y escritor argentino (n. 1899).
- 10 de septiembre: Pablo de Rokha, poeta chileno (n. 1894).
- 15 de septiembre: José Kentenich, religioso alemán (n. 1885).
- 17 de septiembre: Jaime Eyzaguirre, historiador chileno (n. 1908).
- 19 de septiembre: John William Cooke, político argentino (n. 1920).
- 20 de septiembre: Susana Pintos (27) y Hugo de los Santos (20), estudiantes uruguayos asesinados por la dictadura de Jorge Pacheco Areco.
- 23 de septiembre: Pío de Pietrelcina, sacerdote italiano canonizado en 2002 (n. 1887).

### Octubre
- 2 de octubre: Marcel Duchamp, artista dadaísta francés (n. 1887).
- 3 de octubre: José Márquez, pintor cubano; cáncer (n. 1961).
- 21 de octubre:
  - Aureli Maria Escarré, sacerdote español (n. 1908).
  - Lelio Zeno, médico traumatólogo argentino (n. 1890).
- 30 de octubre:
  - Ramón Novarro, actor mexicano (n. 1899).[6]
  - Fernando Casas Alemán, político mexicano (n. 1905).

### Noviembre
- 3 de noviembre: Adolf Abel, arquitecto alemán (n. 1882).
- 4 de noviembre: Horace Gould, piloto británico de Fórmula 1 (n. 1918).
- 4 de noviembre: José Monegal, escritor y periodista uruguayo (n. 1892).
- 6 de noviembre: Charles Munch, director de orquesta y violinista francés (n. 1891).
- 22 de noviembre: Enrique Zambrano, actor, director y productor mexicano (n. 1920).
- 23 de noviembre: Aurelio Janet (23), jabalinista cubano que participó en los Juegos Olímpicos de México 1968 (n. 1945); en accidente automovilístico.
- 25 de noviembre: Upton Sinclair, escritor estadounidense (n. 1878).
- 26 de noviembre: Arnold Zweig, escritor alemán (n. 1887).

### Diciembre
- 1 de diciembre: Darío Moreno, cantante y actor turcofrancés (n. 1921).
- 2 de diciembre: Enrique Serpa (68), escritor y periodista cubano (n. 1900).
- 10 de diciembre: Karl Barth, teólogo protestante alemán (n. 1888).
- 10 de diciembre: Tian Han, escritor y dramaturgo chino (n. 1898).
- 10 de diciembre: Thomas Merton, escritor místico estadounidense (n. 1915).
- 12 de diciembre: Tallulah Bankhead, actriz estadounidense (n. 1902).
- 20 de diciembre: David Arthur Faraday y Betty Lou Jensen, primeras dos víctimas del Asesino del Zodíaco.
- 20 de diciembre: John Steinbeck, novelista estadounidense, premio Nobel de Literatura en 1962 (n. 1902).
- 30 de diciembre: Trygve Lie, primer secretario general de las Naciones Unidas (n. 1896).
- 30 de diciembre: Bill Tytla, animador estadounidense (n. 1904).

## Arte y literatura
- 6 de enero: Álvaro Cunqueiro obtiene el premio Nadal por su novela El hombre que se parecía a Orestes.
- Agatha Christie: El cuadro.
- Arthur C. Clarke: 2001: A Space Odyssey.
- Philip K. Dick: ¿Sueñan los androides con ovejas eléctricas?.
- Halldór Laxness: Bajo el glaciar.
- Aleksandr Solzhenitsyn: El primer círculo.
- Ursula K. Le Guin: Un mago de Terramar.
- Carlos Castaneda: Las enseñanzas de Don Juan.
- José Mauro de Vasconcelos: Mi planta de naranja-lima.

## Ciencia y tecnología
- 9 de diciembre: Douglas Engelbart presentaba su invento, el ratón de computadora o mouse.

## Deporte

### Baloncesto
- Del 5 al 16 de julio se celebra el XI Campeonato europeo de Baloncesto Femenino celebrado en Italia.

 . URSS
  Yugoslavia.
  Polonia.
- XXII Campeonato Sudamericano de Baloncesto Masculino celebrado en Asunción (Paraguay).

 . Brasil
  Uruguay.
  Perú.
- Se funda la franquicia de la NBA: Phoenix Suns.

### Boxeo
- Nicolino Locche se consagra campeón del mundo en Tokio.

### Fútbol
- El Manchester United gana su primera Copa de Europa al vencer 4-1 en la final al Benfica portugués.
- Se disputa la tercera Eurocopa en Italia obteniendo el título el equipo anfitrión en un partido de desempate después de haber quedado 1-1 ante Yugoslavia en la final (no existían las tandas de penalti), ganando el siguiente partido 2-0.
- El Club Estudiantes de La Plata: el 16 de mayo en el Estadio Centenario de Montevideo, conquista su primer trofeo internacional, la Copa Libertadores de América, tras ganarle la final a Palmeiras de Brasil. Y el miércoles 16 de octubre de ese mismo año, se consagra campeón del mundo de clubes de fútbol, en Old Trafford enfrentando al Manchester United.
- San Lorenzo de Almagro gana invicto el campeonato Metropolitano de Fútbol de la Argentina
- El Club Atlético Vélez Sarsfield se consagra campeón del Torneo Nacional en el fútbol argentino.
- Sporting Cristal se corona por tercera vez como campeón de la Liga Peruana de Fútbol.
- Fútbol Profesional Colombiano: Unión Magdalena (1.ª vez).
- El Club Carlos A. Mannucci se consagra campeón de la Copa Perú

### Golf
- US Open:  Lee Trevino.
- Masters de Augusta:  Bob Goalby.
- British Open:  Gary Player.
- Campeonato de la PGA:  Julius Boros.

### Hockey sobre patines
- Del 26 de abril al 4 de mayo se celebra el XVIII Campeonato mundial de Hockey sobre patines masculino en Portugal.

  Portugal.
  España.
  Argentina.

### Juegos Olímpicos
- XIX Juegos Olímpicos de verano en Ciudad de México. Celebrados del 12 al 27 de octubre.

Medallero:
| Núm. | País                      | Oro | Plata | Bronce | Total |
| ---- | ------------------------- | --- | ----- | ------ | ----- |
| 1    | Estados Unidos (USA)      | 45  | 28    | 34     | 107   |
| 2    | Unión Soviética (URS)     | 29  | 32    | 30     | 91    |
| 3    | Japón (JPN)               | 11  | 7     | 7      | 25    |
| 4    | Hungría (HUN)             | 10  | 10    | 12     | 32    |
| 5    | Alemania Oriental (GDR)   | 9   | 9     | 7      | 21    |
| 6    | Francia (FRA)             | 7   | 3     | 5      | 15    |
| 7    | Checoslovaquia (TCH)      | 7   | 2     | 4      | 13    |
| 8    | Alemania Occidental (FRG) | 5   | 11    | 10     | 26    |
| 9    | Australia (AUS)           | 5   | 7     | 5      | 17    |
| 10   | Reino Unido (GBR)         | 5   | 5     | 3      | 13    |
| 15   | México (MEX)              | 3   | 3     | 3      | 9     |

### Fórmula 1
- Graham Hill se consagra campeón del mundo de Fórmula 1.
- El mexicano Pedro Rodríguez gana las 24 Horas de Le Mans a bordo de un Ford GT40 Mk. I, haciendo equipo con el belga Lucien Bianchi.

### Natación
- XIX Campeonato Sudamericano de Natación

País ganador del medallero  Brasil.

### Tenis
- 57ª edición de la Copa Davis.  Estados Unidos se proclama campeón en la final ante  Australia por 4-1.

- 6ª edición de la Copa Federación.  Australia se proclama campeón en la final ante  Países Bajos por 3-0.

- Abierto de Australia:

Ganadora individual: Billie Jean King 
Ganador individual: William Bowrey 
- Abierto de Estados Unidos:

Ganadora individual: Virginia Wade 
Ganador individual: Arthur Ashe 
- Campeonato de Wimbledon:

Ganadora individual: Billie Jean King 
Ganador individual: Rod Laver 
- Torneo de Roland Garros:

Ganadora individual: Nancy Richey 
Ganador individual: Ken Rosewall 

### Rodeo
- Ramón Cardemil y Ruperto Valderrama se coronan campeones del Campeonato Nacional de Rodeo por quinta vez.

## Cine

### Estrenos más relevantes
- 2001: Una Odisea en el Espacio (2001: A Space Odyssey), película británico-estadounidense dirigida por Stanley Kubrick, con Keir Dullea y Gary Lockwood.
- El guateque, película estadounidense, dirigida por Blake Edwards.
- El Planeta de los Simios (Planet of the Apes), película estadounidense dirigida por Franklin J. Schaffner, con Charlton Heston y Kim Hunter.
- El séptimo satélite, película soviética dirigida por Grigori Aronov y Alekséi Yúrievich Guerman
- Fando y Lis, película mexicana dirigida por Alejandro Jodorowsky.
- Hasta que llegó su hora, película italiana dirigida por Sergio Leone.
- La extraña pareja (The Odd Couple), película estadounidense dirigida por Gene Saks, con Jack Lemmon y Walter Matthau.
- La noche de los muertos vivientes, película estadounidense dirigida por George A. Romero.
- La Vergüenza, película sueca dirigida por Ingmar Bergman.
- La semilla del diablo (Rosemary's Baby), película estadounidense dirigida por Roman Polanski, con Mia Farrow y John Cassavetes.
- Memorias del subdesarrollo, película cubana dirigida por Tomás Gutiérrez Alea.
- ¡Por mis... pistolas!, película mexicana dirigida por Miguel M. Delgado, con Cantinflas.

### Premios Óscar
- La 40.ª edición se celebró el 10 de abril, y se concedieron premios a películas estrenadas en 1967, con el siguiente palmarés:
  - Mejor Película: En el Calor de la Noche dirigida por Norman Jewison.
  - Mejor Dirección: Mike Nichols de la película El Graduado.
  - Mejor Actriz protagonista: Katharine Hepburn por la película Adivina Quién Viene a Cenar Esta Noche.
  - Mejor Actor protagonista: Rod Steiger por la película En el Calor de la Noche.
  - Mejor Actriz de reparto: Estelle Parsons por la película Bonnie y Clyde.
  - Mejor Actor de reparto: George Kennedy por la película La Leyenda del Indomable.
  - Mejor película de habla no inglesa: Trenes Rigurosamente Vigilados película checoslovaca dirigida por Jiří Menzel.

### Festivales de cine
- 21ª edición del Festival Internacional de Cine de Cannes celebrada entre el 10 y el 24 de mayo de 1968, cancelado el 19 del mismo mes por los sucesos de Mayo del 68.

- 18ª edición del Festival Internacional de Cine de Berlín celebrada del 21 de junio al 2 de julio  de 1968.
  - Oso de Oro a la mejor película ¿Quién le ha visto morir? de Jan Troell.

- 16ª edición del Festival Internacional de Cine de San Sebastián celebrada del 6 al 16 de julio de 1968.
  - Concha de Oro a la mejor película Todo un día para morir, de Peter Collinson.

- 29ª edición del Mostra de Venecia celebrada del 25 de agosto al 7 de septiembre de 1968.
  - León de Oro a la mejor película Artistas en el circo: Perplejos de Alexander Kluge.

- 10ª edición del Festival Internacional de Cine de Mar del Plata.
  - Gran Premio Cóndor a la mejor película Bonnie and Clyde, de Arthur Penn.

## Música

### Noticias
- Se crea el sello discográfico Fania Records, dedicada a la promoción de la música Salsa.
- Se crea la banda Deep Purple.
- Se crea la banda Led Zeppelin.
- Se crea la banda Black Sabbath.
- Se crea Rush.
- Se crea Yes.
- Se crea el grupo tropical mexicano Sonora Siguaray.
- Se publica la novela ¿Sueñan los androides con ovejas eléctricas? de Philip K. Dick
- El 11 de diciembre, el grupo de rock británico The Rolling Stones organiza un concierto que se conocería como Rock and Roll Circus con varios artistas y bandas invitadas. En un principio sería emitido exclusivamente para la cadena BBC, pero The Rolling Stones se negaron por considerar su actuación como deficiente. El material fue finalmente publicado en el año 1996.

### Álbumes
- Aretha Franklin: Lady Soul.
- Bee Gees: Horizontal, Idea.
- Cream: Wheels of fire.
- Deep Purple: Shades of Deep Purple.
- Elvis Presley: Elvis (NBC-TV Special).
- Frank Sinatra: "Francis A. & Edward K.". «Álbum publicado en enero bajo el sello discográfico Reprise Records». "The Sinatra Family Wish You a Merry Christmas". «Álbum publicado en septiembre bajo el sello discográfico Reprise Records». "Cycles". «Álbum publicado en noviembre bajo el sello discográfico Reprise Records».
- Frank Zappa: We Are Only in It for the Money.
- George Harrison: Wonderwall Music.
- Jethro Tull: This Was. «Primer álbum del grupo».
- Jimi Hendrix: Axis: Bold as Love y Electric Ladyland.
- John Lennon, Unfinished Music Volume One: Two Virgins.
- Leonardo Favio: Fuiste mía un verano.
- Los Hispanos y Gustavo Quintero, Tan bella y tan presumida, Carita de ángel, Caracoles de colores.
- Lluís Llach: L'Estaca.
- Marisol: Corazón contento.
- Massiel: La, la, la (ganadora del Festival de Eurovisión).
- Otis Redding: The Dock of the Bay.
- Pink Floyd: A Saucerful of Secrets. «Último álbum del grupo con la participación de Syd Barrett antes de ser expulsado del grupo por sus problemas de adicción al consumo de drogas alucinógenas».
- Roberto Carlos: O inimitável.
- Roberto Carlos: San Remo 1968.
- The Band: Music from Big Pink.
- The Beach Boys: Friends y Stack-O-Tracks.
- The Beatles: The Beatles (The White Album).
- The Doors: Waiting for the Sun.
- The Kinks: Something Else by The Kinks.
- The Rolling Stones: Beggars Banquet.
- The Velvet Underground: White Light/White Heat.
- Sly & The Family Stone: Stand!.
- Steppenwolf: Steppenwolf.

### Música clásica
- En Hamburgo (Alemania Occidental) se estrena el La balsa de la Medusa («oratorio volgare e militare» de Hans Werner Henze). La policía irrumpe en la sala y arresta a unos estudiantes marxistas y al libretista de la obra, Ernst Schnabel.

### Festivales
- El 6 de abril se celebra la XIII edición del Festival de la Canción de Eurovisión en la Londres de  Reino Unido.

Ganador/a: La cantante Massiel con la canción «La, la, la» representando a España .

## Televisión
- Se estrena la serie estadounidense Hawai 5-0
- Se estrena la serie estadounidense Los Autos Locos.
- En este año, exactamente el 4 de abril, empieza a ambientarse la serie de televisión española Cuéntame cómo pasó.
- El 3 de junio en Argentina, se emite por primera vez Almorzando con Mirtha Legrand

## Premios Nobel
- Física: Luis Walter Álvarez.[17]
- Química: Lars Onsager.[17]
- Medicina: Robert W. Holley, Har Gobind Khorana y Marshall W. Nirenberg.[17]
- Literatura: Yasunari Kawabata.[17]
- Paz: René Cassin.[17]